# Personaggi di Agents of S.H.I.E.L.D.

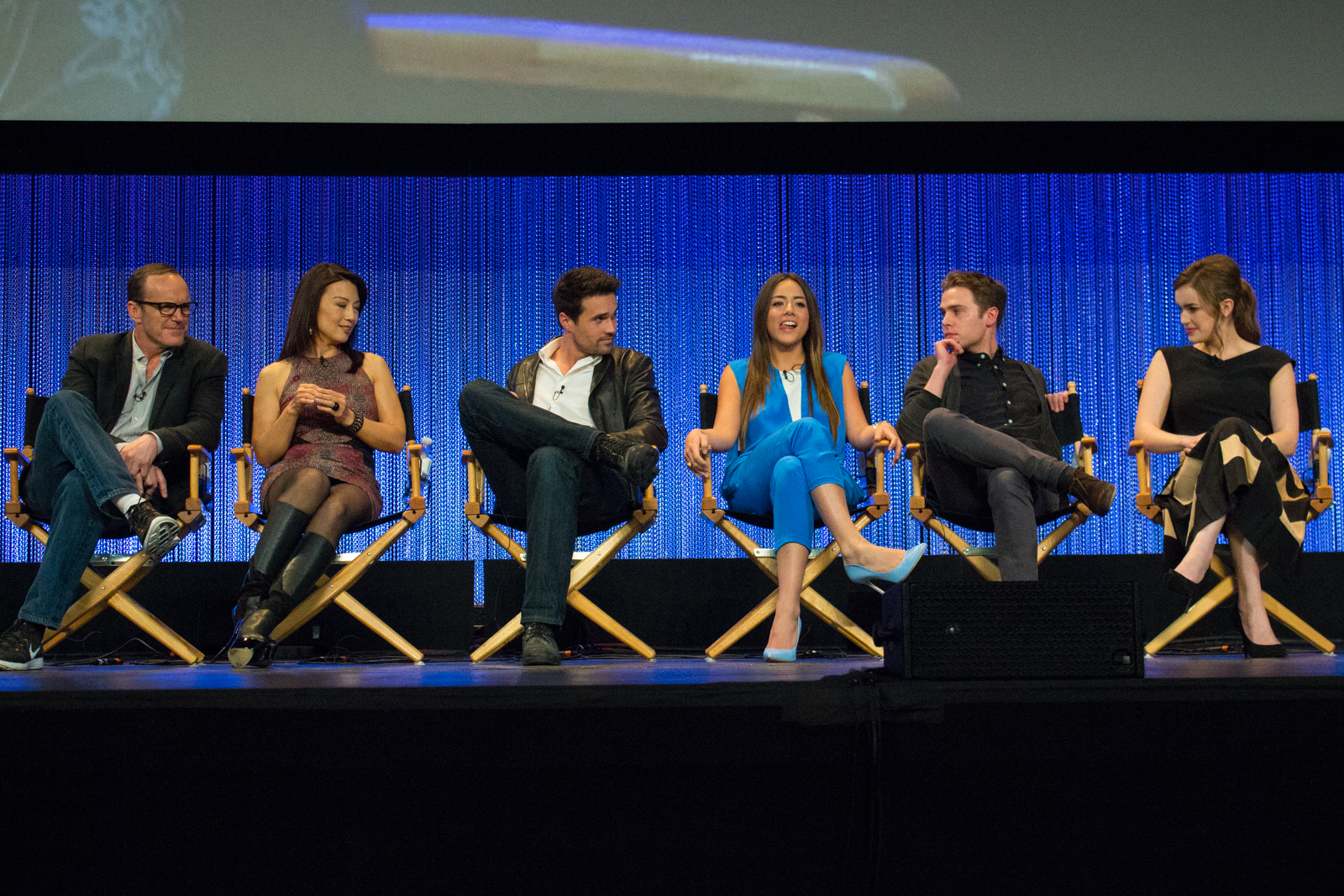
Il cast principale della serie al PaleyFest 2014

Questa voce contiene un elenco dei personaggi presenti nella serie televisiva Agents of S.H.I.E.L.D., legata al Marvel Cinematic Universe.

## Personaggi principali
- Legenda:      Cast principale;      Ruolo ricorrente;      Guest;      Non appare.

| Personaggio                                              | Interprete              | Stagione   | Stagione   | Stagione   | Stagione   | Stagione   | Stagione   | Stagione   |
| Personaggio                                              | Interprete              | Stagione 1 | Stagione 2 | Stagione 3 | Stagione 4 | Stagione 5 | Stagione 6 | Stagione 7 |
| -------------------------------------------------------- | ----------------------- | ---------- | ---------- | ---------- | ---------- | ---------- | ---------- | ---------- |
| Phil CoulsonSarge / PachakutiqPhil Coulson LMD Chronicom | Clark Gregg             |            |            |            |            |            |            |            |
| Phil CoulsonSarge / PachakutiqPhil Coulson LMD Chronicom | Clark Gregg             |            |            |            |            |            |            |            |
| Phil CoulsonSarge / PachakutiqPhil Coulson LMD Chronicom | Clark Gregg             |            |            |            |            |            |            |            |
| Melinda May                                              | Ming-Na Wen             |            |            |            |            |            |            |            |
| Daisy "Skye" Johnson Quake                               | Chloe Bennet            |            |            |            |            |            |            |            |
| Grant WardHive                                           | Brett Dalton            |            |            |            |            |            |            |            |
| Grant WardHive                                           | Brett Dalton            |            |            |            |            |            |            |            |
| Jemma Simmons                                            | Elizabeth Henstridge    |            |            |            |            |            |            |            |
| Leo Fitz                                                 | Iain De Caestecker      |            |            |            |            |            |            |            |
| Lance Hunter                                             | Nick Blood              |            |            |            |            |            |            |            |
| Bobbi Morse                                              | Adrianne Palicki        |            |            |            |            |            |            |            |
| Al MacKenzie                                             | Henry Simmons           |            |            |            |            |            |            |            |
| Lincoln Campbell                                         | Luke Mitchell           |            |            |            |            |            |            |            |
| Holden Radcliffe                                         | John Hannah             |            |            |            |            |            |            |            |
| Elena "Yo-Yo" Rodriguez                                  | Natalia Cordova-Buckley |            |            |            |            |            |            |            |
| Deke Shaw                                                | Jeff Ward               |            |            |            |            |            |            |            |

### Phil Coulson
Phillip J. "Phil" Coulson (interpretato da Clark Gregg, doppiato da Pasquale Anselmo) è il protagonista della serie, agente S.H.I.E.L.D. di livello 8 e uomo di fiducia di Nick Fury deceduto nella battaglia di New York e resuscitato grazie a trattamenti sperimentali inerenti alla somministrazione di enzimi Kree: il Progetto T.A.H.I.T.I.; Coulson è a capo di una squadra incaricata di indagare sui casi di origine soprannaturale e dopo la distruzione dello S.H.I.E.L.D. viene nominato nuovo direttore dell'organizzazione da Fury, che lo promuove a livello 10 incaricandolo di ricostruirla da zero, missione nel corso della quale perde la mano sinistra facendosi poi impiantare una protesi cibernetica. Nel momento in cui lo S.H.I.E.L.D. viene nuovamente legittimato, Coulson torna a ricoprire il ruolo di agente operativo.
Morirà nella quinta stagione, proprio a causa della reazione chimica tra il suo sangue e gli enzimi Kree.
Riapparirà inaspettatamente nella sesta stagione, ma si scoprirà che si tratta di un alieno con le sue sembianze che si fa chiamare Sarge, il quale da subito diventerà un nuovo nemico della squadra. Alla fine della sesta stagione, nel loro viaggio nel tempo, Fitz e Simmons progettano e danno alla luce un LMD potenziato di Coulson.

### Melinda May
Melinda Qiaolian May (interpretata da Ming-Na Wen, doppiata da Laura Lenghi) detta "La Cavalleria" (The Cavalry), è una pilota e agente operativa dello S.H.I.E.L.D. di livello 7 e anche livello rosso e rosa fosforescente(per un'emergenza dell S.H.I.E.L.D) dopo la caduta iniziale dello S.H.E.I.L.D. Amica di vecchia data e braccio destro di Coulson, dopo la sua resurrezione viene incaricata di monitorarlo da Fury ed entra pertanto nel suo team di agenti scelti. Caratterizzata dai modi taciturni e dal passato misterioso, May è spesso fredda verso i compagni ma, col tempo, inizia ad aprirsi. Dopo la caduta dello S.H.I.E.L.D., la sua missione per Fury viene scoperta e Coulson perde temporaneamente fiducia in lei ma, in seguito, i due si riappacificano e, con la nomina di Coulson a nuovo direttore, May diventa la sua vice nonché mentore e figura materna di Skye; ricontattato il suo ex-marito Andrew Garner per aiutare la pupilla a controllare i suoi poteri, May ha con lui un lieve riavvicinamento fino a quando questi si trasforma in Lash. Nel momento in cui lo S.H.I.E.L.D. viene nuovamente legittimato, May diviene la responsabile dell'addestramento delle nuove reclute. In seguito, durante la battaglia al tempio contro Izel e Sarge, May acquisisce poteri empatici che le permettono di sentire cosa provano le persone intorno a lei, potere che aiuterà la squadra a distinguere gli umani dai chronicom durante l'ultima stagione; alla fine della serie May diventa docente nella nuova accademia dello S.H.I.E.L.D. chiamata "Coulson Academy"

### Grant Ward
Grant Douglas Ward (interpretato da Brett Dalton, doppiato da Paolo De Santis) è uno specialista dello S.H.I.E.L.D. di livello 7 e un agente dormiente dell'HYDRA. Poliglotta e specializzato in combattimento e spionaggio, Ward è stato addestrato da Garrett e inserito nell'accademia S.H.I.E.L.D. su sua raccomandazione divenendo uno degli agenti più abili dell'agenzia e venendo reclutato nella squadra di Coulson. Quando l'HYDRA esce allo scoperto portando alla distruzione dello S.H.I.E.L.D. Ward mantiene la sua copertura fino alla cattura di Garrett, dopodiché uccide Victoria Hand e fa evadere il suo mentore, col quale affronta gli ex-compagni venendo sconfitto e imprigionato. Quando Coulson si accorda per consegnarlo a suo fratello Christian, senatore degli Stati Uniti, Ward evade e uccide lui e i genitori alleandosi poi con Whitehall per riottenere la fiducia di Skye ricongiungendola al padre ma, dopo che essa gli spara, Ward intreccia una relazione-alleanza criminale con l'Agente 33, che uccide accidentalmente in uno scontro con lo S.H.I.E.L.D.; addossando loro la colpa, per vendicarsi Ward ricostruisce l'HYDRA, si allea con Gideon Malick e si reca sul pianeta Maveth al fine di recuperare Hive (dal latino: Alveus), un antico e potente inumano, ma viene ucciso da Coulson e posseduto dalla creatura. Hive si impossessa così del corpo di Ward e lo usa come ospite finché non viene ucciso grazie al sacrificio di Lincoln. Ward riappare in seguito come fidanzato di Daisy all'interno del Framework creato da Holden Radcliffe.

### Daisy Johnson / Quake
Daisy "Skye" Johnson, alias "Quake" (interpretata da Chloe Bennet, doppiata da Valentina Favazza) è una geniale hacker membro del gruppo hacktivista Rising Tide, reclutata dallo S.H.I.E.L.D. e divenuta agente operativa. È la figlia di Cal e dell'inumana Jiaying, la quale è stata vivisezionata da Whitehall dando inizio a una serie di circostanze che hanno portato la neonata a venire condotta negli USA da una squadra di soccorso e affidata a un orfanotrofio; cresciuta con l'ossessione di scoprire le sue radici, diviene un'hacktivista e sviluppa un forte astio per lo S.H.I.E.L.D., che reputa un gruppo di manipolatori finché non conosce la squadra di Coulson, di cui entra a far parte come recluta, sviluppando parallelamente dei sentimenti per Ward; quando però questi si rivela un infiltrato dell'HYDRA Skye aiuta Coulson a catturarlo e a ricostruire lo S.H.I.E.L.D. venendo addestrata da May per diventare un'agente operativa. Scoperta la verità sulle sue origini e sottoposta alla Terrigenesi, la ragazza sviluppa poteri sismici e si mette a capo del team di Inumani dello S.H.I.E.L.D., i Secret Warriors, salvo poi lasciare l'organizzazione e divenire una vigilante dopo gli eventi traumatici dovuti allo scontro con Hive.

### Jemma Simmons
Dr. Jemma Anne Simmons (interpretata da Elizabeth Henstridge, doppiata da Joy Saltarelli) è una biochimica e agente S.H.I.E.L.D. di livello 5 e di livello più alto dopo il direttore (Jeffrey Mace)dopo la caduta delle S.H.I.E.L.D esperta di scienze biologiche sia umane che aliene. Bambina prodigio ammessa all'accademia dello S.H.I.E.L.D. a 17 anni, conosce Leo Fitz, che diviene il suo migliore amico e confidente; i due, talmente uniti da venire chiamati "Fitz-Simmons", si diplomano con tre anni d'anticipo ed entrano nella squadra di Coulson svolgendo varie indagini relative a eventi soprannaturali in tutto il mondo. Dopo la distruzione dello S.H.I.E.L.D., Fitz-Simmons rintracciano Garrett e Ward, che li rinchiude in una camera blindata gettandoli in mare; per soccorrerla Fitz la costringe a prendere l'unica bombola d'ossigeno svelandole di essere sempre stato innamorato di lei. Pur sopravvivendo, la ragazza si allontana temporaneamente dalla squadra per compiere una missione d'infiltrazione nell'HYDRA venendo compromessa e soccorsa da Bobbi, dopodiché si ricongiunge alla squadra e inizia una relazione sentimentale con Fitz. Dopo che lo S.H.I.E.L.D. viene nuovamente legittimato, Simmons diviene l'assistente del nuovo direttore.Jemma Simmons e Leopold Fitz diventeranno poi una coppia, fino alla quinta stagione quando purtroppo perderà Fitz, a causa di un terremoto provocato dallo scontro tra Daisy e Talbot, ma sa che Fitz del passato si trova nello spazio e con la squadra è pronta per andare a cercarlo.

### Leo Fitz
Leopold James "Leo" Fitz (interpretato da Iain De Caestecker, doppiato da Francesco Venditti) è un ingegnere aerospaziale e agente S.H.I.E.L.D. di livello 5 e di livello verde dopo la caduta delle S.H.I.E.L.D esperto nella creazione di armi. Genio incompreso per gran parte dell'infanzia, nonostante il misero rendimento scolastico i risultati dei suoi test sul QI gli consentono l'ingresso all'accademia dello S.H.I.E.L.D., dove conosce Jemma Simmons, che diviene la sua migliore amica e confidente; i due, talmente uniti da venire chiamati "Fitz-Simmons", si diplomano con tre anni d'anticipo ed entrano nella squadra di Coulson svolgendo varie indagini relative a eventi soprannaturali in tutto il mondo. Dopo la distruzione dello S.H.I.E.L.D., Fitz-Simmons rintracciano Garrett e Ward, che li rinchiude in un camera blindata gettandoli in mare; per soccorrere Simmons, Fitz la costringe a prendere l'unica bombola di ossigeno svelandole di essere sempre stato innamorato di lei. Pur sopravvivendo, il ragazzo sviluppa una lieve afasia e inizia a isolarsi ma, col tempo, si riprende e fa amicizia con Mack e Hunter, iniziando poi una relazione sentimentale con Simmons. Dopo che lo S.H.I.E.L.D. viene nuovamente legittimato, Fitz collabora con Radcliffe al progetto LMD.Morirà nella quinta stagione durante uno scontro tra Daisy e Talbott, che causano un terremoto e Fitz si ritrova sotto alle macerie, May e Mack lo soccorrono ma scoprono che purtroppo lui ha un bastone di metallo conficcato nella pancia e morirà poco dopo.
Durante la commemorazione per Coulson si scopre che è nello spazio “congelato” in attesa di essere trovato dalla squadra.

### Lance Hunter
Lance Hunter (interpretato da Nick Blood, doppiato da David Chevalier) è un tenente pluridecorato dello Special Air Service (SAS) con alle spalle un brusco divorzio da Bobbi Morse; diviene mercenario nel 2011 dopo aver conosciuto l'ex-agente S.H.I.E.L.D. Isabelle "Izzy" Hartley e il suo collega Idaho, assieme ai quali, tre anni dopo, comincia a lavorare su pagamento per il nuovo S.H.I.E.L.D. di Coulson. In seguito alla morte dei due compagni nel corso di un'operazione, Hunter si unisce all'agenzia spionistica su esplicita richiesta del direttore e inizia a ricucire il complesso rapporto con l'ex-moglie, assieme alla quale è successivamente costretto ad abbandonare l'organizzazione per evitare un incidente internazionale con la Russia.
Blood riprenderà il ruolo nella quinta stagione, aiutando Fitz a fuggire dal carcere militare, per scoprire dove sia la squadra.

### Bobbi Morse
Dr. Barbara "Bobbi" Morse (interpretata da Adrianne Palicki, doppiata da Elena Perino), nome in codice Mimo (Mockingbird), è una biologa nonché leggendaria agente dello S.H.I.E.L.D. che dopo il crollo dell'organizzazione si infiltra nell'HYDRA in qualità di capo della sicurezza, e porta in salvo Simmons quando la copertura della ragazza viene compromessa. Dopo aver convinto Coulson a reclutare nello S.H.I.E.L.D. l'ex-marito Hunter inizia a ricucire il complesso rapporto con quest'ultimo, trovandosi successivamente costretta ad abbandonare l'organizzazione assieme a lui per evitare un incidente internazionale con la Russia.

### Al MacKenzie
Alphonso "Al" MacKenzie, detto "Mack" (interpretato da Henry Simmons, doppiato da Alessandro Ballico) è un agente S.H.I.E.L.D. esperto di meccanica reclutato da Coulson che, insieme a Bobbi, fa parte del "vero S.H.I.E.L.D." ma, seppur inizialmente scettico, dopo la riunificazione delle due fazioni resta nell'agenzia spionistica divenendo dapprima il partner sul campo di Daisy e, dopo che lo S.H.I.E.L.D. viene nuovamente legittimato, dello stesso Coulson.
Si scoprirà avere avuto una figlia, Hope, che comparirà nella quarta stagione, nel Framework. A seguito della morte dell'agente Coulson sarà lui a guidare la squadra, nella loro battaglia contro Sarge e Izel.

### Lincoln Campbell
Dr. Lincoln Campbell (interpretato da Luke Mitchell, doppiato da Emiliano Coltorti) è un inumano dotato di poteri elettrocinetici con cui Skye fa amicizia quando viene portata ad Aldilà. Durante la guerra tra Inumani e S.H.I.E.L.D., comprendendo la verità, si schiera con questi ultimi dopodiché, nonostante alcune titubanze, entra a far parte dei Secret Warriors e si sacrifica per proteggere la Terra da Hive.

### Holden Radcliffe
Il dr. Holden Radcliffe (interpretato da John Hannah, doppiato da Enrico Di Troia) è un genetista transumanista le cui conoscenze sono tali da poter essere paragonate a quelle Kree; viene reclutato da Hive per riprodurre l'esperimento dal quale hanno avuto origine i primi Inumani ma riesce a ottenere unicamente delle mostruose creature primitive rimanendo tanto disgustato da decidere in seguito di collaborare con lo S.H.I.E.L.D. riavviando inoltre un loro vecchio progetto, i LMD, con la collaborazione di Fitz. Dopo aver visto alcune pagine del Darkhold, Radcliffe comincia a utilizzare i suoi LMD, tra cui la sua assistente AIDA e una copia di May, per prendere il libro per sé e scoprire il segreto per la vita eterna. Dopo essere stato scoperto, Radcliffe fugge e ottiene la protezione dei Cani da guardia. Verrà tradito e ucciso da Aida che in seguito caricherà la sua coscienza nel Framework, dove verrà infine cancellato.

### Yo-Yo Rodriguez / Slingshot
Elena "Yo-Yo" Rodriguez, detta Slingshot (interpretata da Natalia Cordova-Buckley, doppiata da Irma Carolina Di Monte) è un'inumana colombiana capace di correre a velocità supersonica tornando al punto da cui è partita dopo ogni battito cardiaco. Dopo la sua prima collaborazione con lo S.H.I.E.L.D. decide di entrare nei Secret Warriors pur rimanendo in Colombia. Col tempo Elena e Mack diventano intimi, e Elena aiuterà Daisy e Simmons a salvare Mack dal Framework.Poi a metà della quinta stagione perderà le braccia salvando la vita a Mack

### Deke Shaw
Deke Shaw (interpretato da Jeff Ward, doppiato da Emanuele Ruzza) è un uomo del futuro dalla mente acuta capace di adattarsi a ogni situazione, si scoprirà essere il nipote di Fitz-Simmons. Ha una cotta per Daisy, cosa che per sbaglio riferisce a Piper e Mack sotto sedativi.
Assumerà un ruolo più attivo nella sesta stagione.

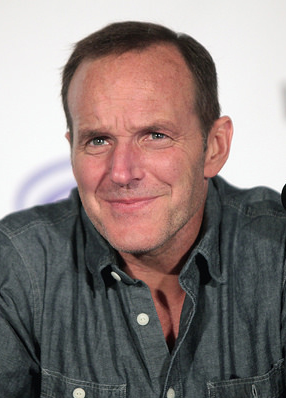
Clark Gregg interpreta Phil Coulson
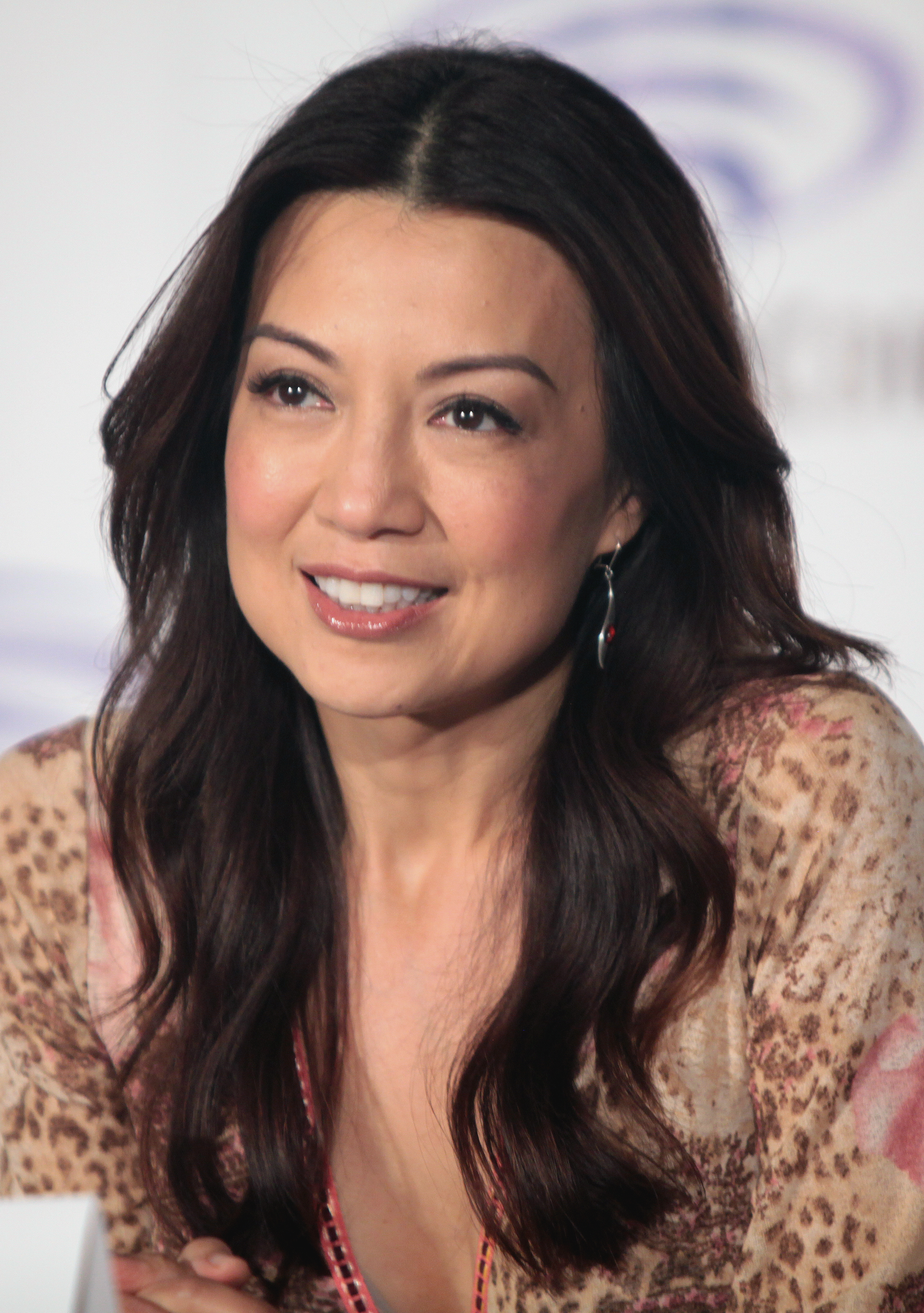
Ming-Na Wen interpreta Melinda May
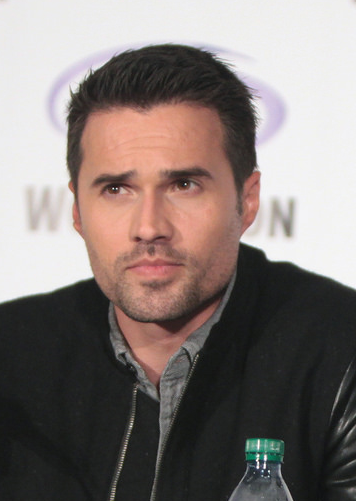
Brett Dalton interpreta Grant Ward / Hive
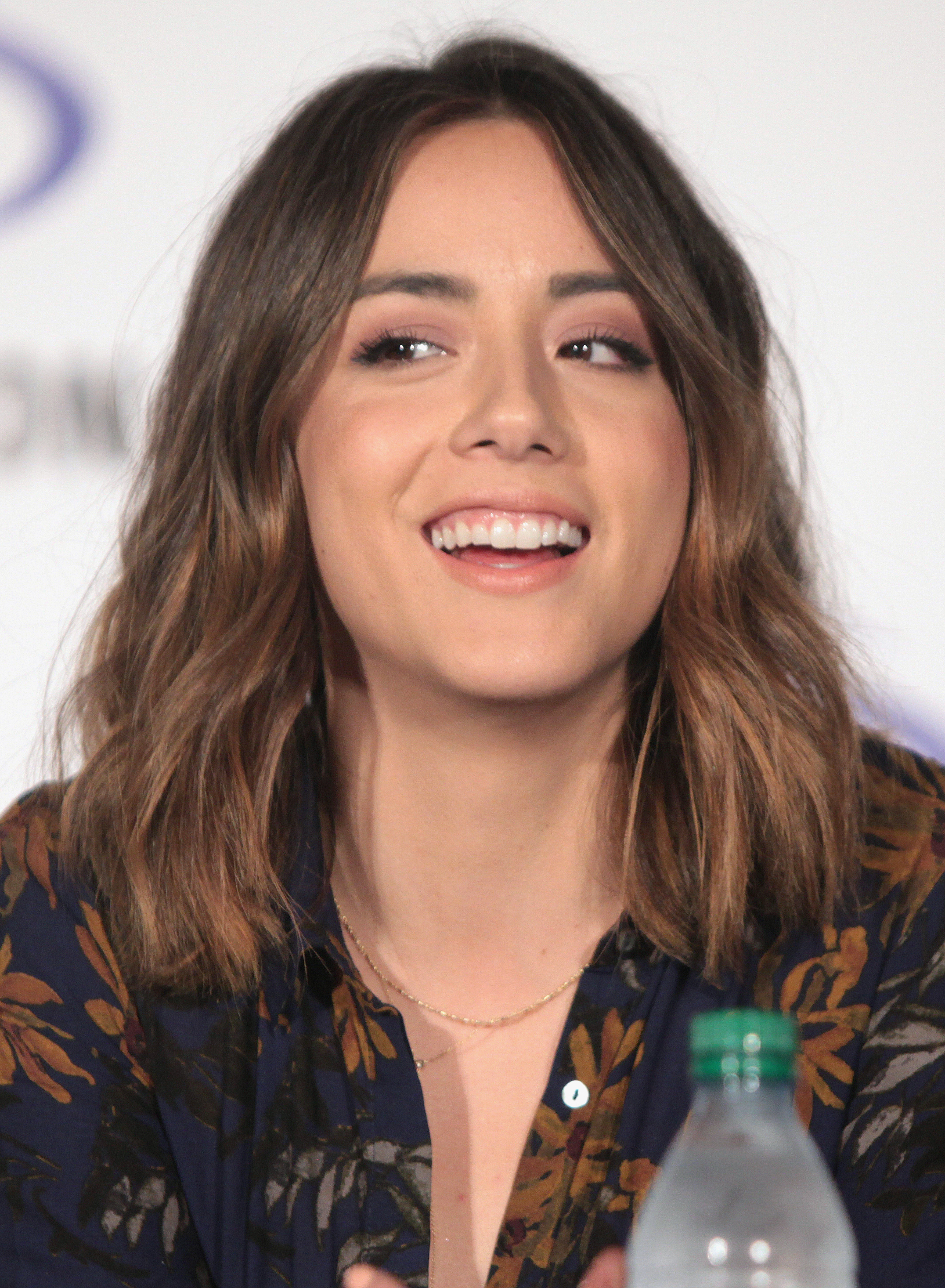
Chloe Bennet interpreta Daisy Johnson / Quake
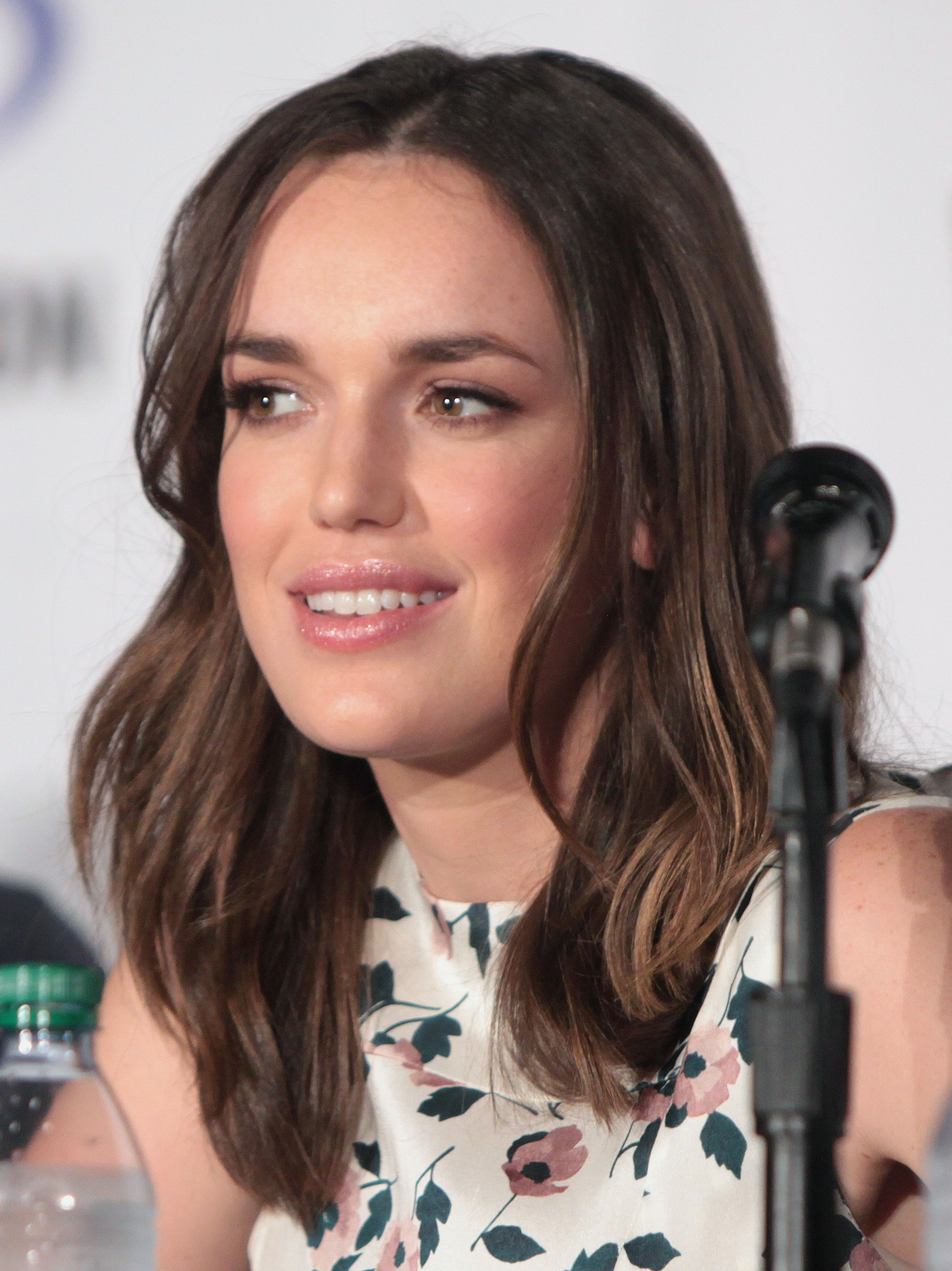
Elizabeth Henstridge interpreta Jemma Simmons
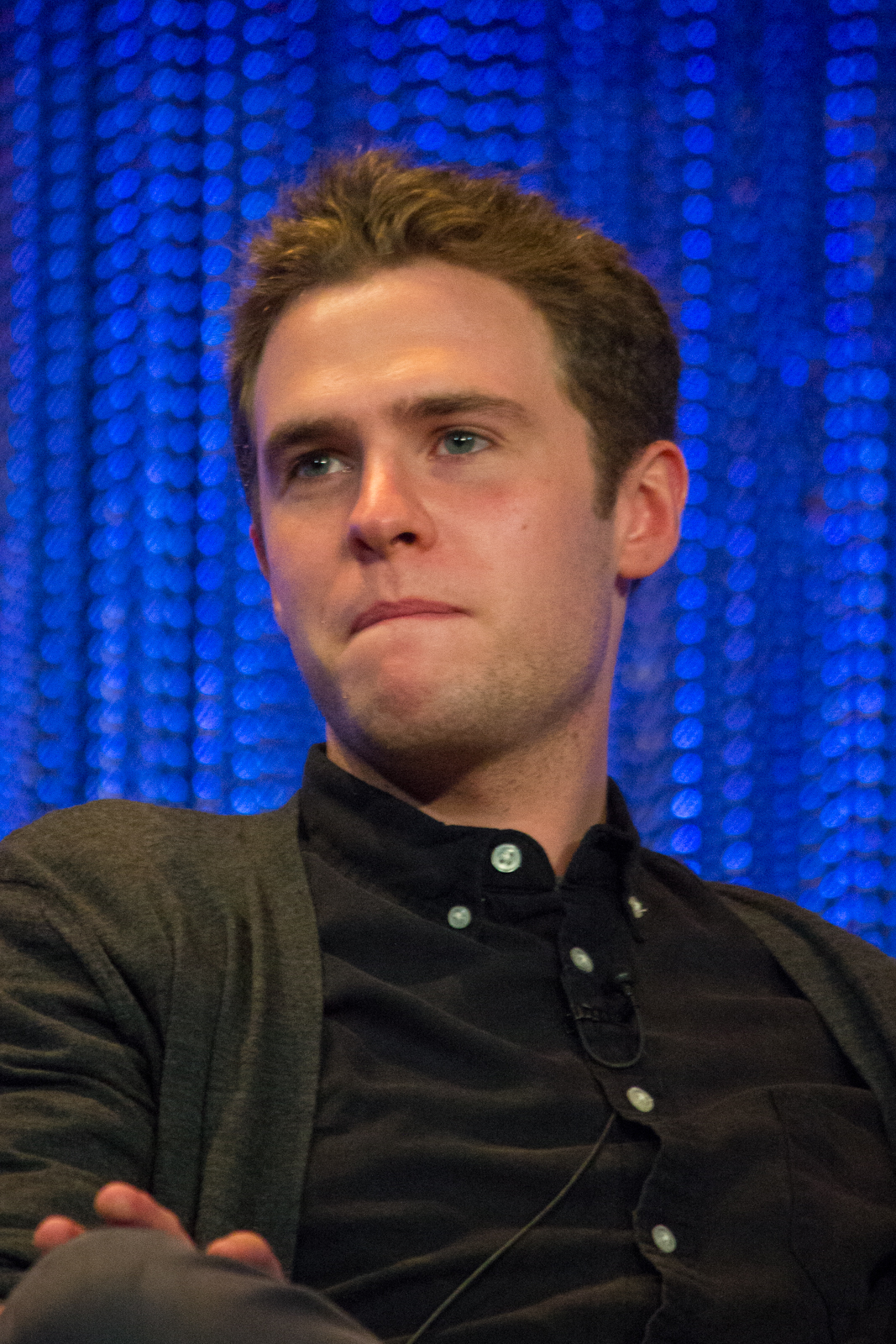
Iain De Caestecker interpreta Leo Fitz
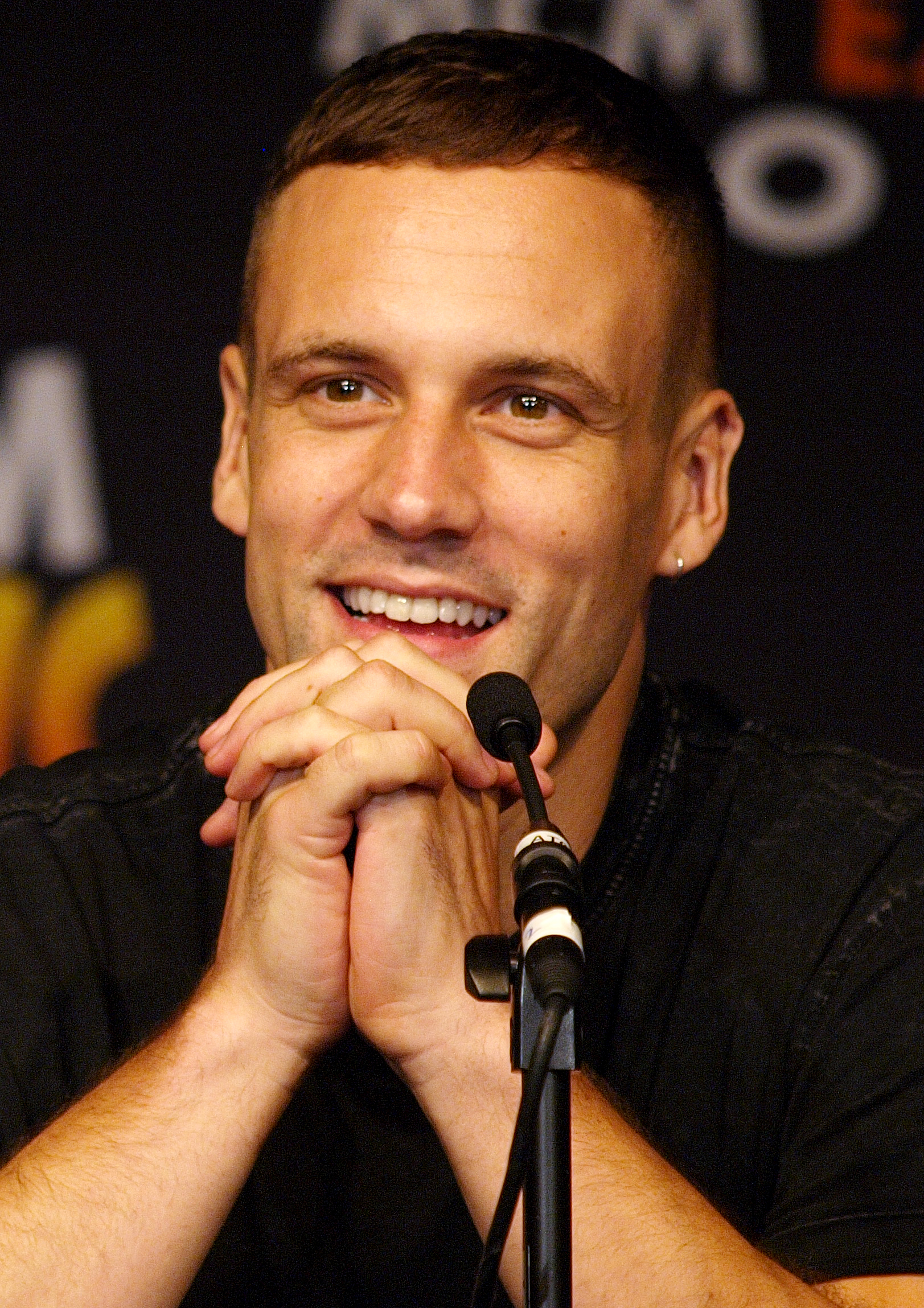
Nick Blood interpreta Lance Hunter
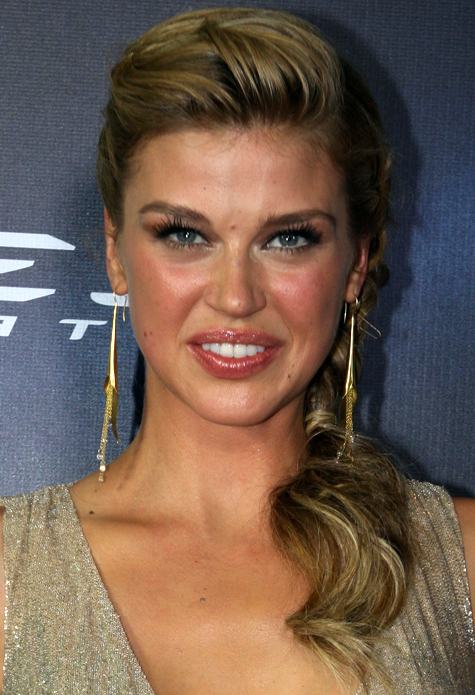
Adrianne Palicki interpreta Bobbi Morse
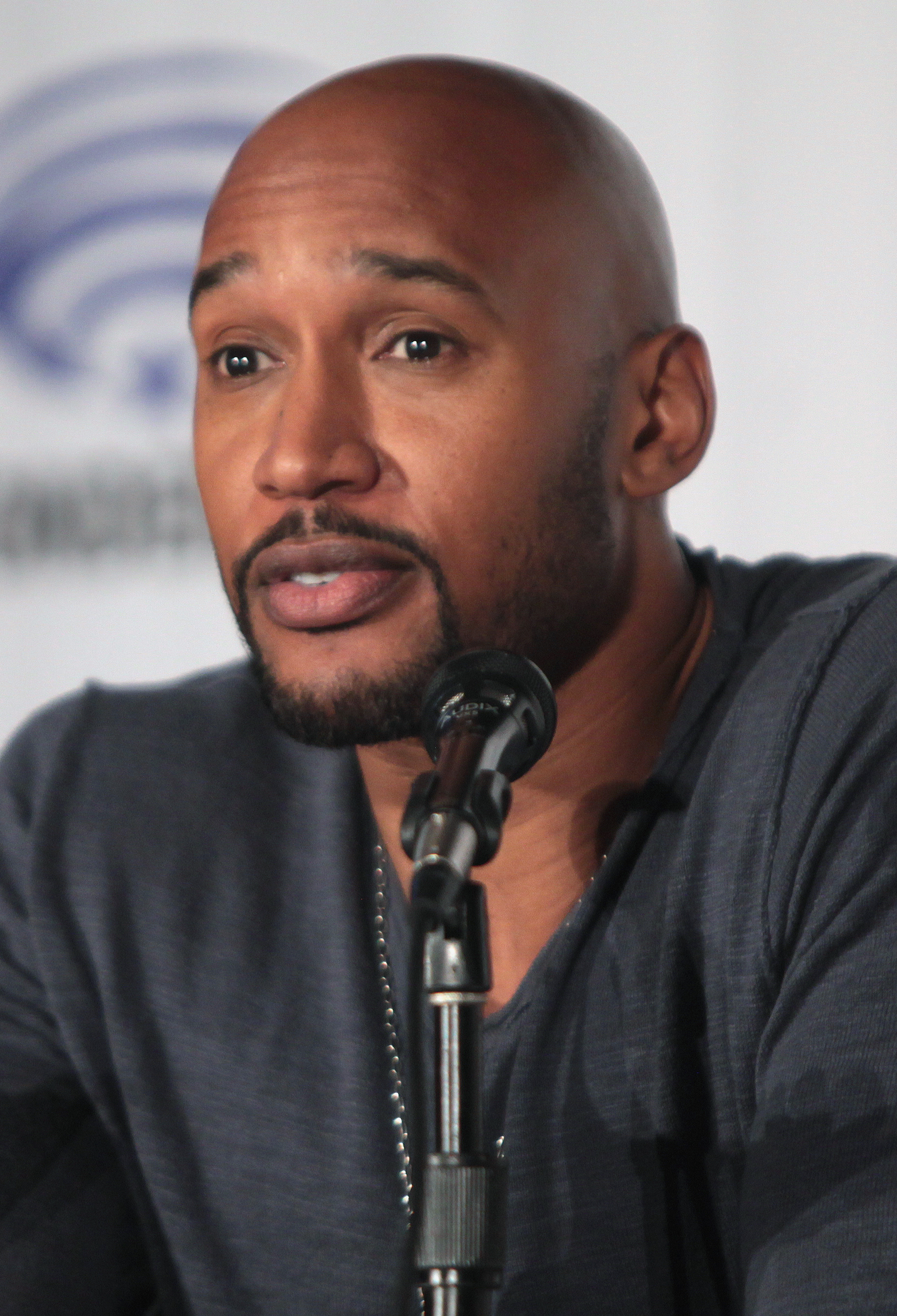
Henry Simmons interpreta Al MacKenzie
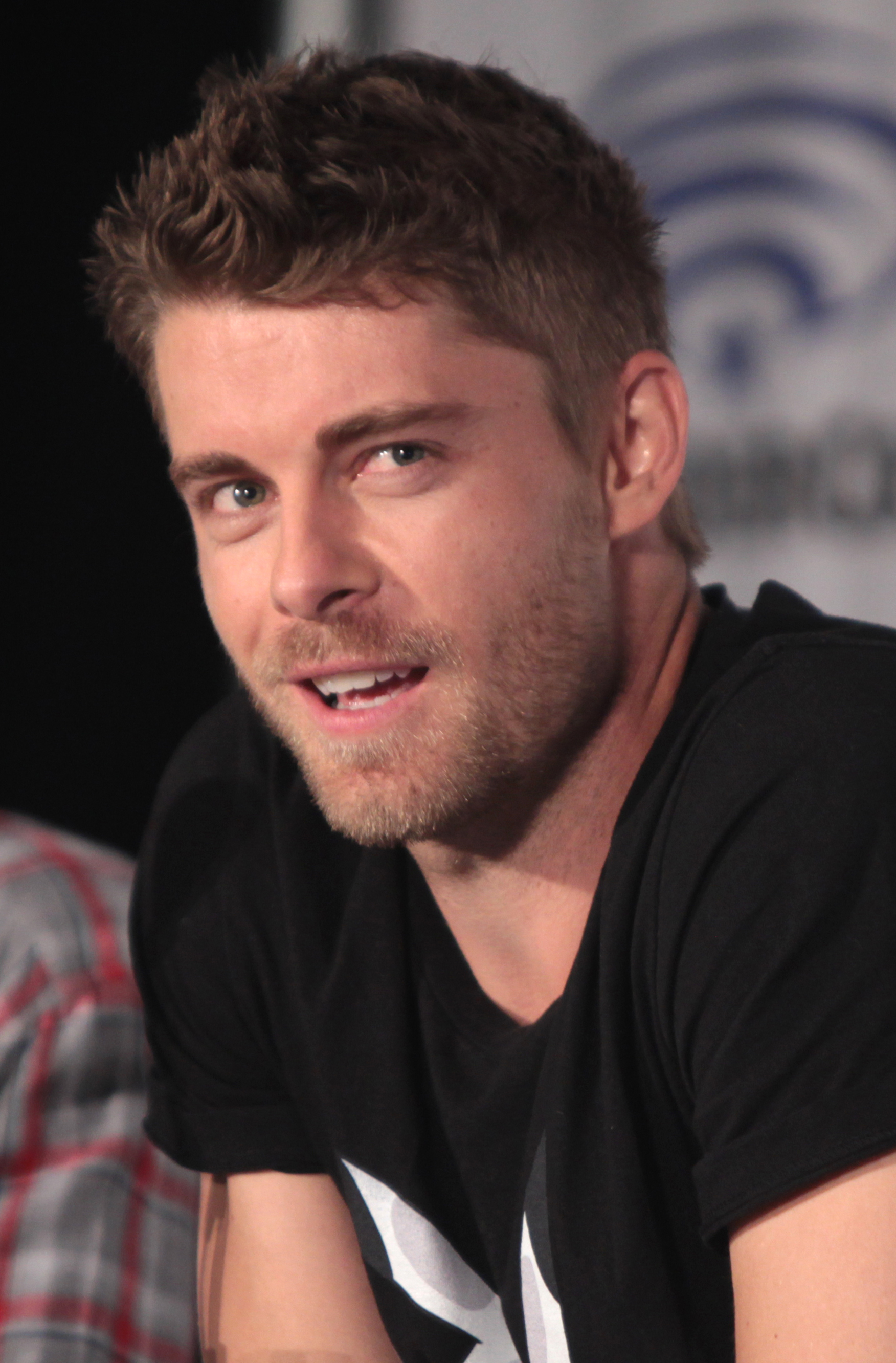
Luke Mitchell interpreta Lincoln Campbell
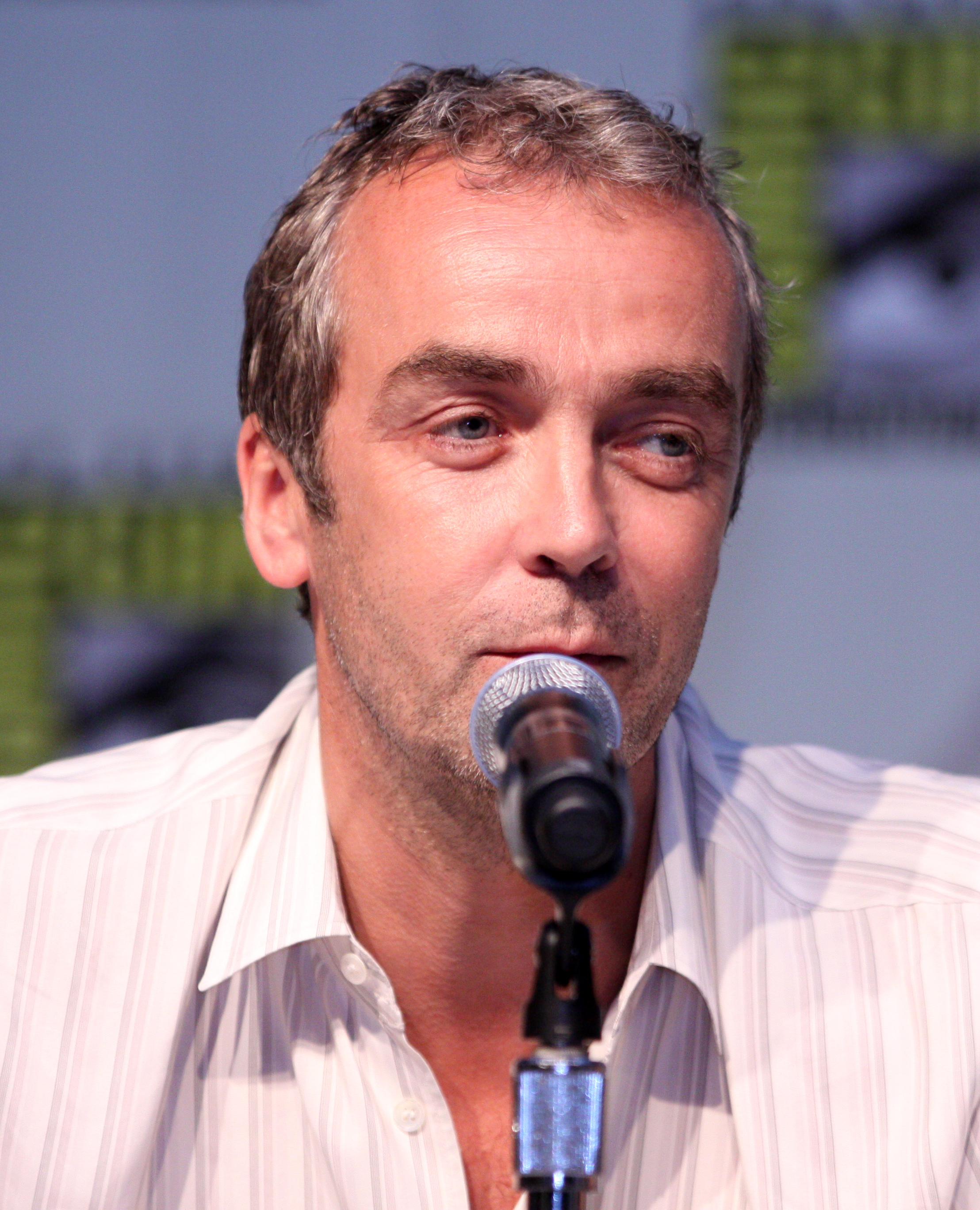
John Hannah interpreta Holden Radcliffe
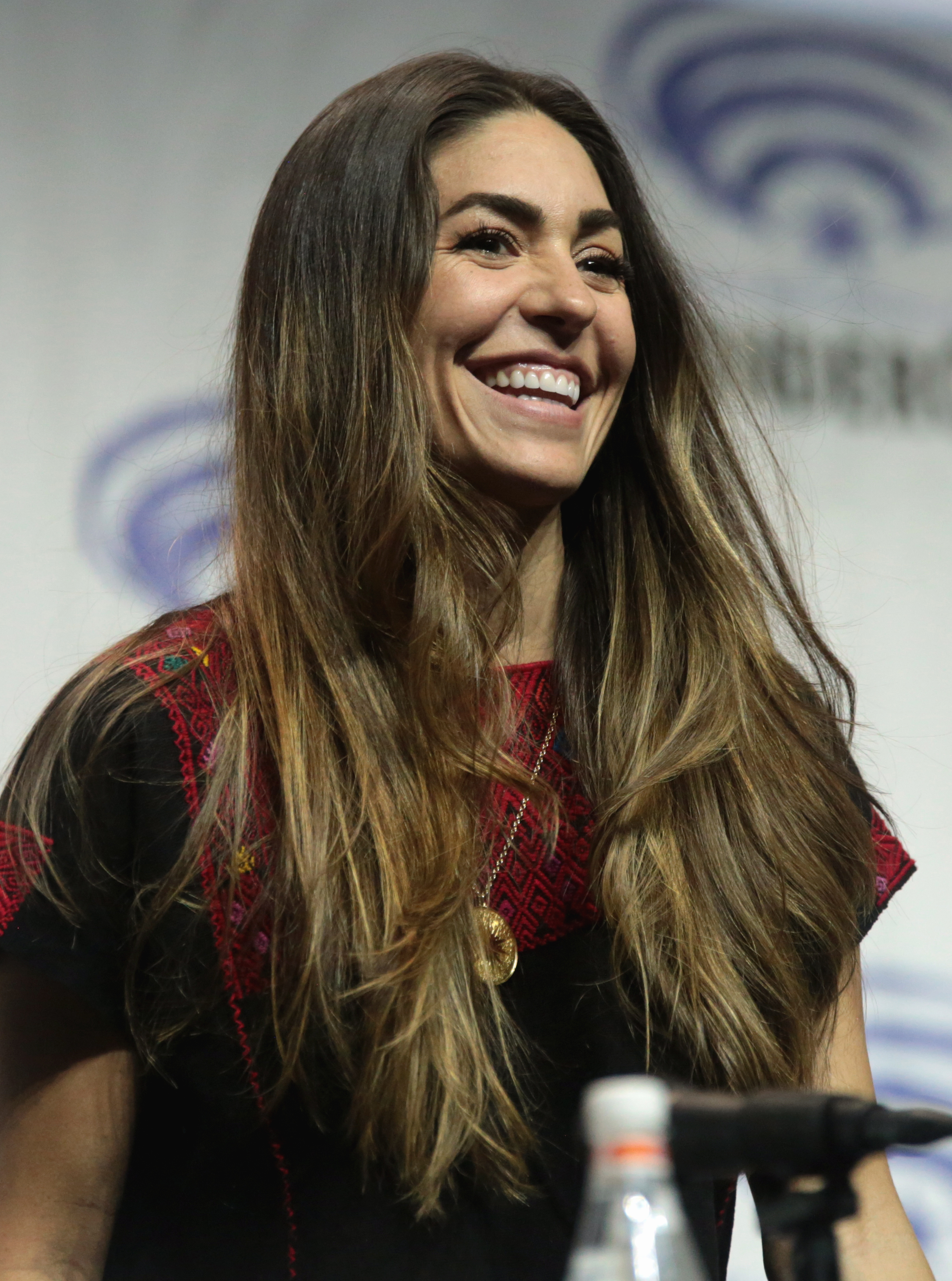
Natalia Cordova-Buckley interpreta Elena "Yo-Yo" Rodriguez/Slingshot
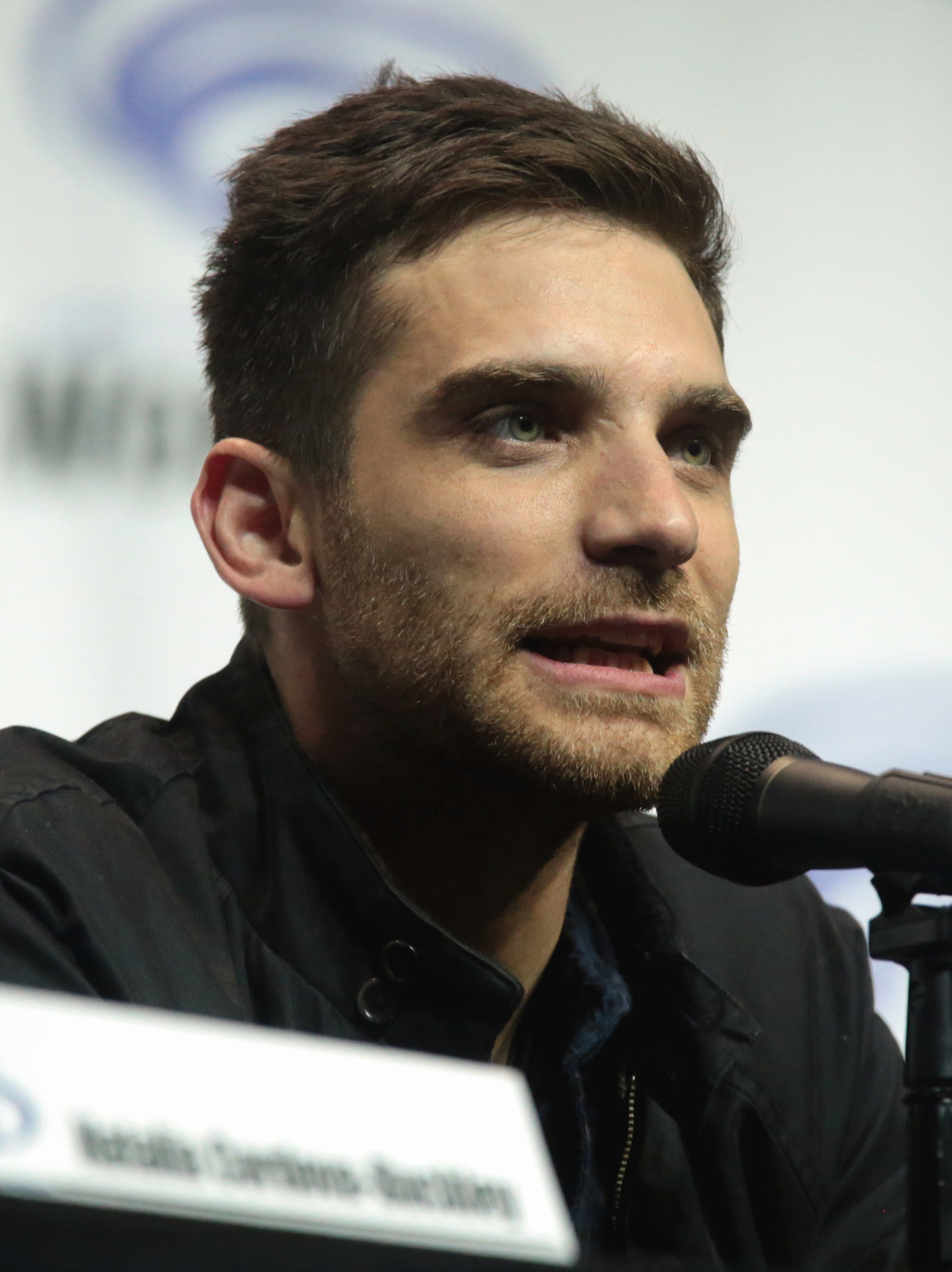
Jeff Ward interpreta Deke Shaw

## Personaggi ricorrenti
Elenco dei personaggi che sono apparsi nella serie in ruoli ricorrenti e significativi.

### Introdotti nella prima stagione

#### Mike Peterson / Deathlok (stagioni 1-2, guest stagione 5)
Michael "Mike" Peterson, più noto come Deathlok (interpretato da J. August Richards, doppiato da Riccardo Scarafoni) è un operaio di New York potenziato da Centipede grazie a un siero endovenoso basato sull'Extremis; unitosi allo S.H.I.E.L.D. dopo che questi lo soccorrono, perde la gamba destra e viene gravemente ustionato durante un'operazione finendo poi sotto il controllo del Chiaroveggente, che gli innesta varie protesi cibernetiche facendone un supersoldato ai suoi ordini. In seguito si ribella al controllo di Garrett con l'aiuto di Skye e decide di rimediare ai suoi errori divenendo un agente operativo segreto dello S.H.I.E.L.D. ricongiungendosi a Coulson.

#### Ian Quinn (stagione 1, guest stagione 5)
Ian Quinn (interpretato da David Conrad, doppiato da Francesco Pezzulli) è un imprenditore miliardario fondatore della multinazionale Quinn Worldwide; si allea con il Chiaroveggente per vendere centinaia di Deathlok all'esercito degli Stati Uniti ma, dopo essersi accorto della follia delirante di Garrett, fugge prima che la situazione degeneri. Verrà, in seguito, inglobato nel gravitonio.

#### Raina (stagioni 1-2, guest stagione 5)
Raina (interpretata da Ruth Negga, doppiata da Daniela Calò) è una geniale scienziata inumana membro d'alto rango di Centipede. Nonostante aiuti Garrett nei suoi piani, non ne condivide gli ideali ed è in realtà fedele al padre di Skye, Cal. Dopo l'esposizione alle Nebbie Terrigene diviene una creatura ferina ricoperta di aculei; disgustata da tali sembianze tenta il suicidio ma viene salvata da Gordon, e condotta ad Aldilà, rifugio segreto degli Inumani, dove scopre i suoi poteri divinatori e viene uccisa da Jiaying per tenere segreto il suo complotto.

#### Victoria Hand (stagioni 1, 7)
Victoria Hand (interpretata da Saffron Burrows, doppiata da Selvaggia Quattrini) è una leggendaria e rispettata agente S.H.I.E.L.D. di livello 7 a capo della struttura denominata Hub. Viene uccisa da Ward mentre conduce alla Ghiacciaia John Garrett.

#### Anne Weaver
Anne Weaver (interpretata da Christine Adams, doppiata da Laura Romano) è la direttrice dell'Accademia di Scienze e Tecnologia dello S.H.I.E.L.D.. In seguito all'infiltrazione dell'HYDRA diventa uno dei leader del "vero S.H.I.E.L.D.", ed entra poi a far parte del consiglio di amministrazione che supervisiona le operazioni di Coulson.

#### John Garrett (stagioni 1, 7)
John Garrett (interpretato da Bill Paxton, doppiato da Fabrizio Pucci) è un agente operativo S.H.I.E.L.D. di livello 7 addestrato personalmente da Fury assieme a Coulson; si scopre essere un membro d'alto rango dell'HYDRA nonché il misterioso capo di Centipede, il Chiaroveggente (Clairvoyant) e il primo soggetto sottoposto al Progetto Deathlok. Viene ucciso da Coulson con lo 0-8-4 peruviano.

#### Antoine Triplett (stagioni 1-2, 4)
Antoine Triplett, detto "Trip" (interpretato da B.J. Britt, doppiato da Stefano Crescentini) è uno specialista dello S.H.I.E.L.D. di livello 6. Nipote di uno degli Howling Commandos; inizialmente membro del team di Garrett, dopo la distruzione dello S.H.I.E.L.D. e la scoperta del doppio gioco dell'uomo, Triplett si unisce alla squadra di Coulson. Divenuto un membro di punta dello S.H.I.E.L.D., Trip partecipa coi compagni a numerose missioni finché, quando il gruppo fa tappa nella città Kree sotto San Juan, rimane intrappolato nel tempio sotterraneo durante la Terrigenesi di Raina e Skye e, nel tentativo di soccorrere quest'ultima, muore pietrificato da un frammento dell'Obelisco.

#### Glenn Talbot (stagioni 1-5)
Glenn Talbot (interpretato da Adrian Pasdar, doppiato da Christian Iansante) è un colonnello, poi generale di brigata, della United States Armed Forces che, a seguito della caduta dello S.H.I.E.L.D., viene incaricato di catturare i membri rimasti dell'organizzazione. Si scopre essere al servizio del senatore Christian Ward, anche se col tempo sviluppa un certo rispetto per Coulson e i suoi uomini, finendo per comprenderne i principi e collaborare con loro in qualità di nuovo capo dello UCMA. In seguito viene ferito da un Life Model Decoy di Daisy Johnson e finisce in coma. Nella quinta stagione in una situazione estrema decide di sottoporsi volontariamente in una capsula, progettata anticamente dall'hydra, alimentata tramite il Gravitonio. Grazie a essa Talbot diventa Graviton, un essere con grandissimi poteri, in grado di alterare la materia circostante. In seguito all'acquisizione di questi poteri, Talbot perderà la testa tanto da divenire una minaccia per l'intero pianeta. Verrà eliminato da Daisy grazie all'utilizzo del siero del centipede.

#### I Koenig (stagioni 1-4, 7)
Eric, Billy, Sam, e Thurston Koenig (interpretati da Patton Oswalt, doppiati da Luigi Ferraro) sono quattro fratelli identici tra loro, tecnici informatici del primo programma LMD. I primi tre sono agenti S.H.I.E.L.D.: Eric gestisce la base segreta Provvidenza e aiuta Coulson ad affrontare l'HYDRA, ma viene ucciso da Ward. Billy gestisce il Parco Giochi, e insieme a suo fratello Sam e a Coulson lavora al Protocollo Theta. In seguito Coulson affida a Billy e Sam il Darkhold, che viene nascosto nel Labirinto, una base accessibile ai soli Koenig. Thurston è invece un comico amatoriale.

#### Cal Johnson (stagione 2, guest stagione 1)
Dr. Calvin L. "Cal" Johnson (interpretato da Kyle MacLachlan, doppiato da Stefano Benassi) è il padre di Skye, a lungo noto semplicemente come "il Dottore". Incolpando Coulson di aver tenuto sua figlia lontana da lui, si allea con Whitehall, che in realtà desidera uccidere in quanto colpevole di avere dissezionato sua moglie, Jiaying. Dopo che Coulson uccide Whitehall e Skye lo allontana freddamente poco dopo averlo incontrato, Cal, furioso, decide di vendicarsi dello S.H.I.E.L.D., tuttavia durante la guerra tra questi e gli Inumani, si redime passando dalla loro parte e uccidendo sua moglie per mettere fine all'odio che la consuma. In seguito, Coulson lo sottopone al Progetto T.A.H.I.T.I. per cancellargli la memoria e permettergli di iniziare una nuova vita come veterinario.

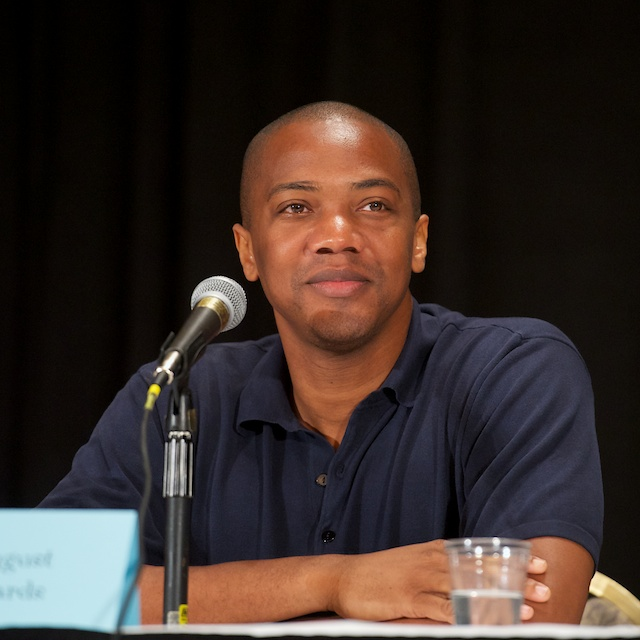
J. August Richards interpreta Deathlok
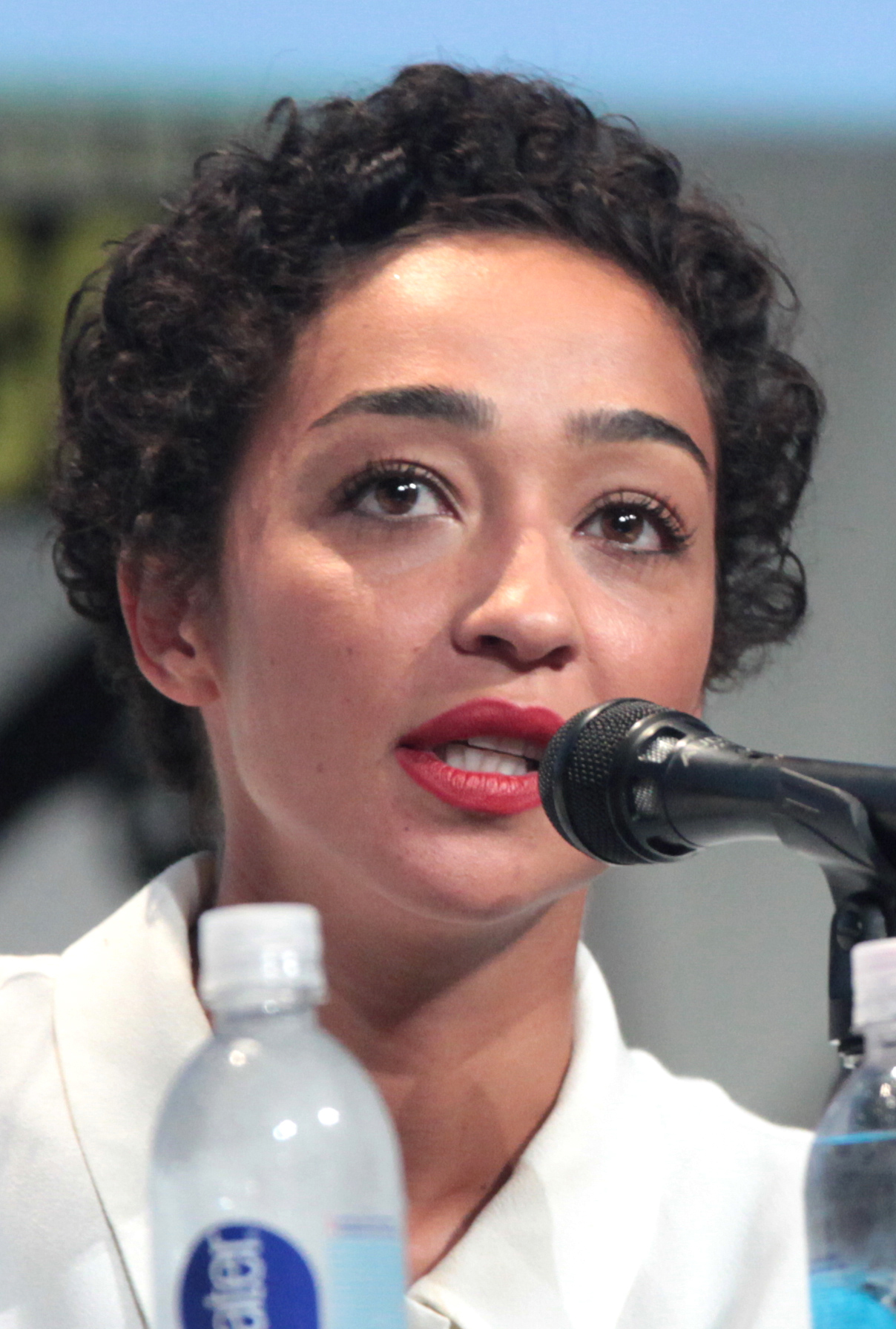
Ruth Negga interpreta Raina
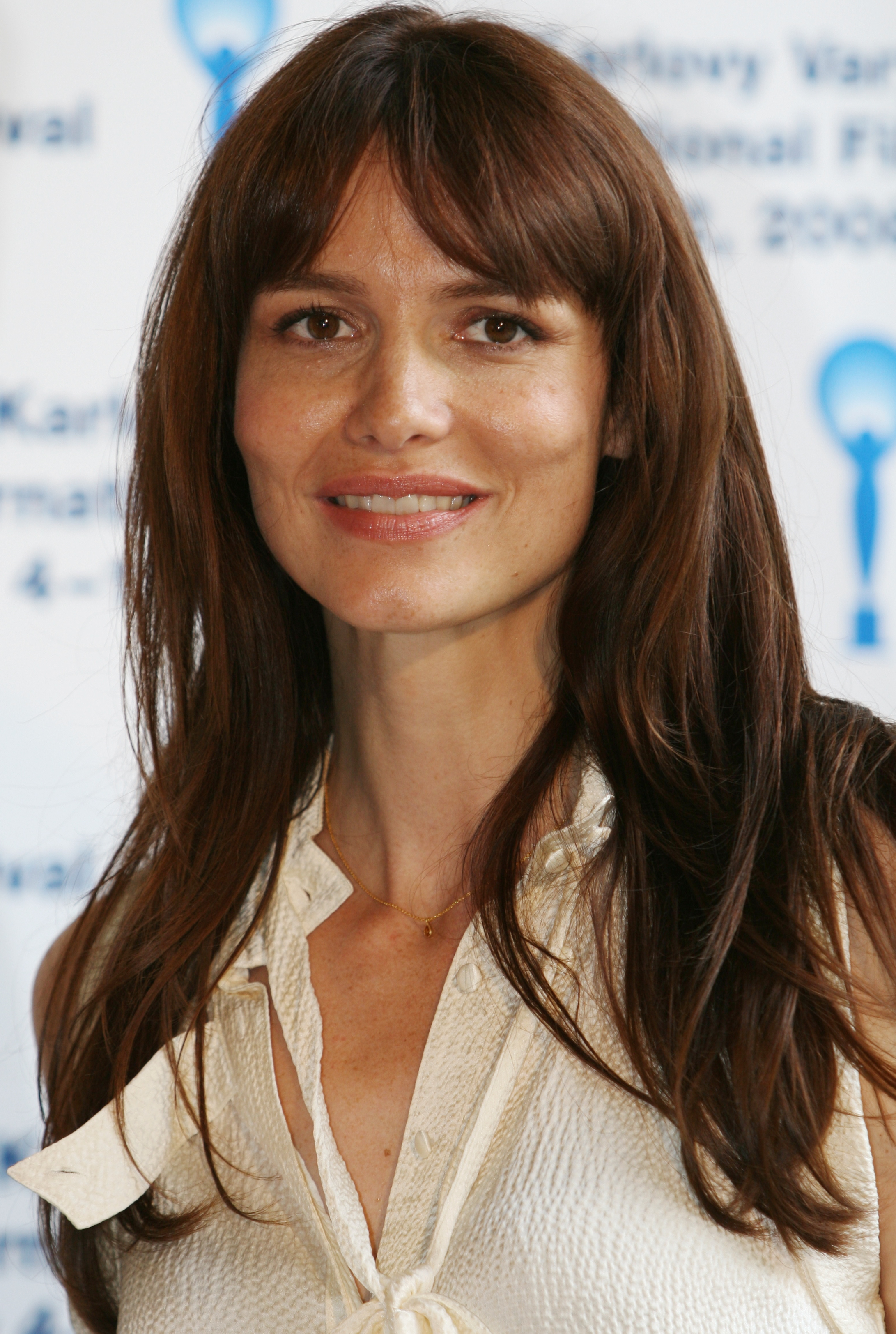
Saffron Burrows interpreta Victoria Hand
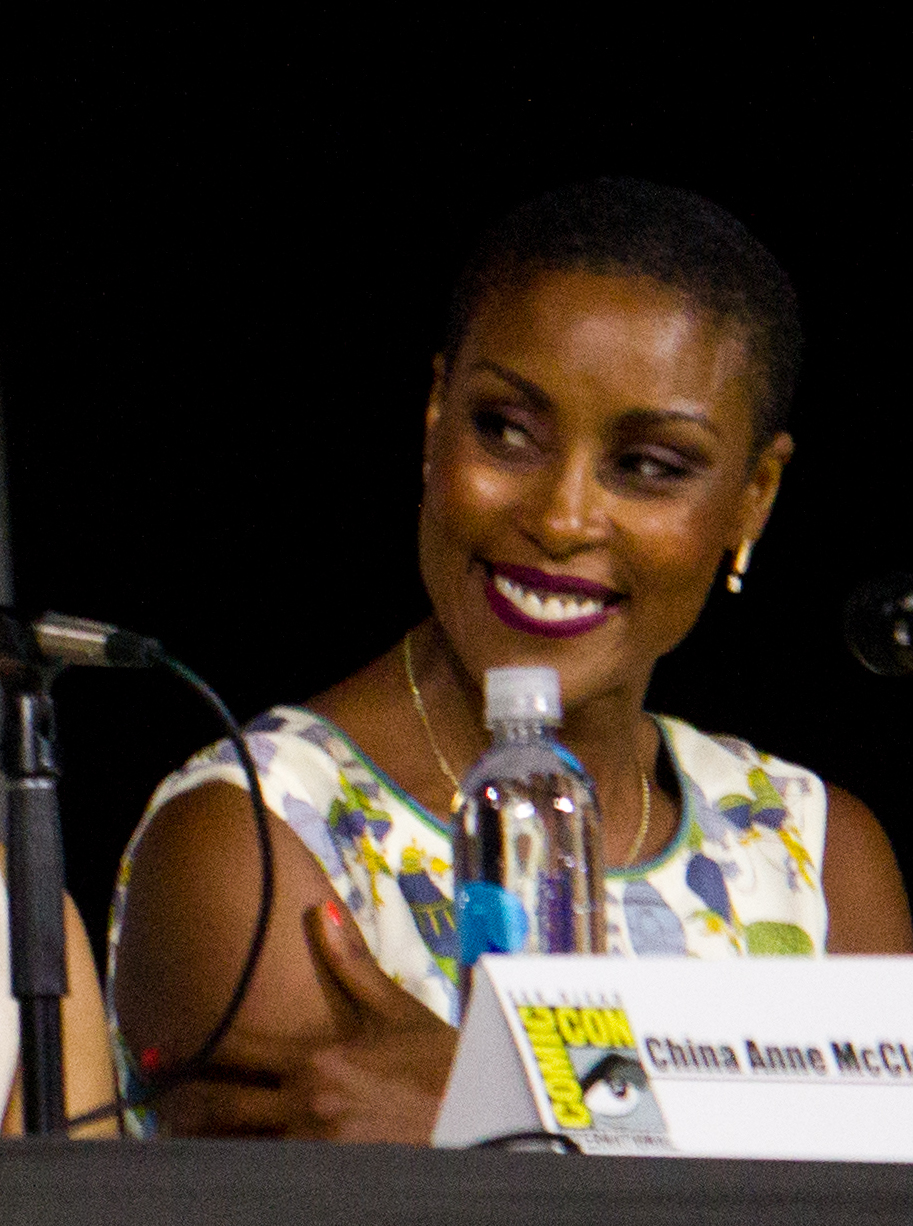
Christine Adams interpreta Anne Weaver
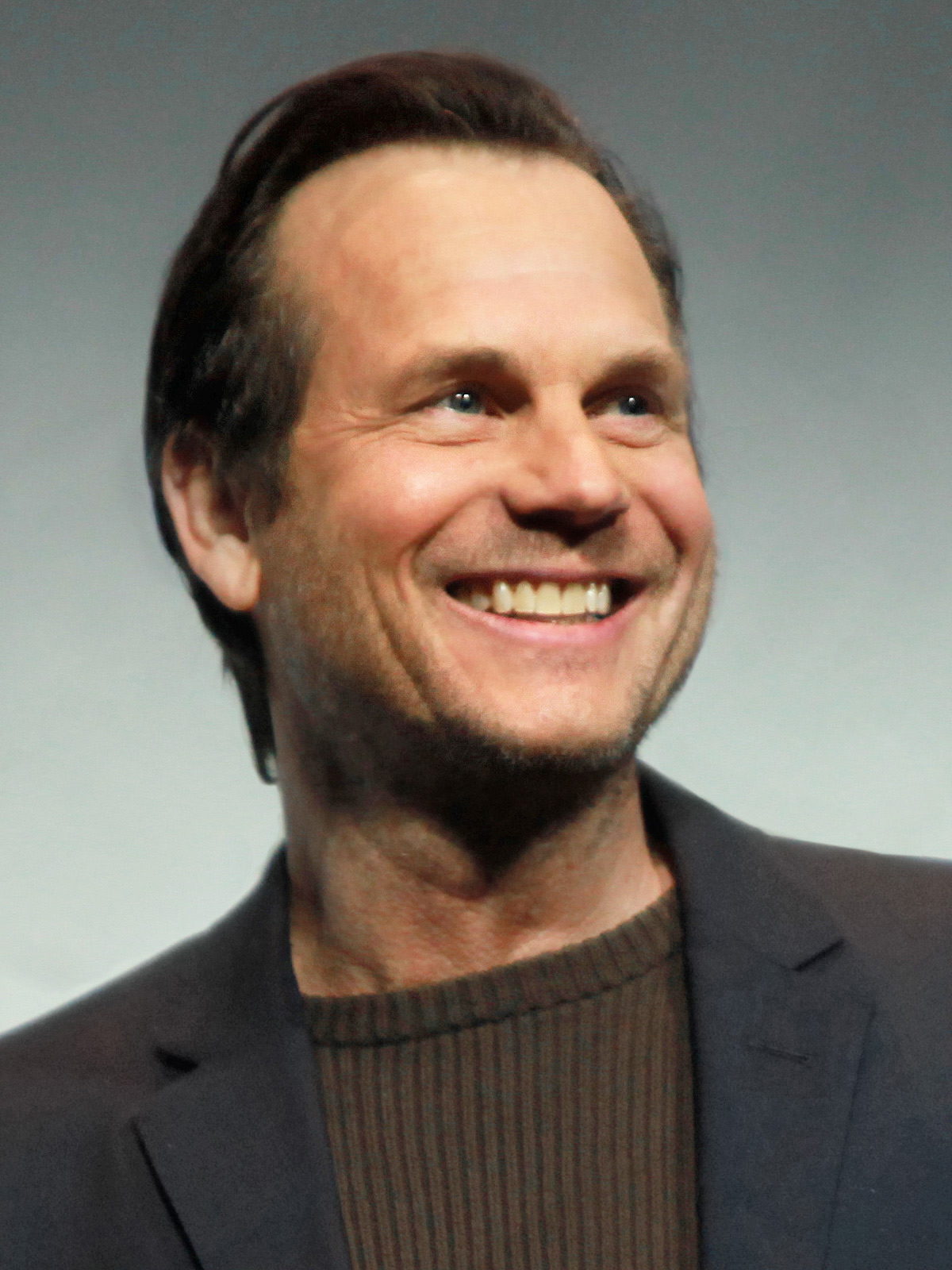
Bill Paxton interpreta John Garrett
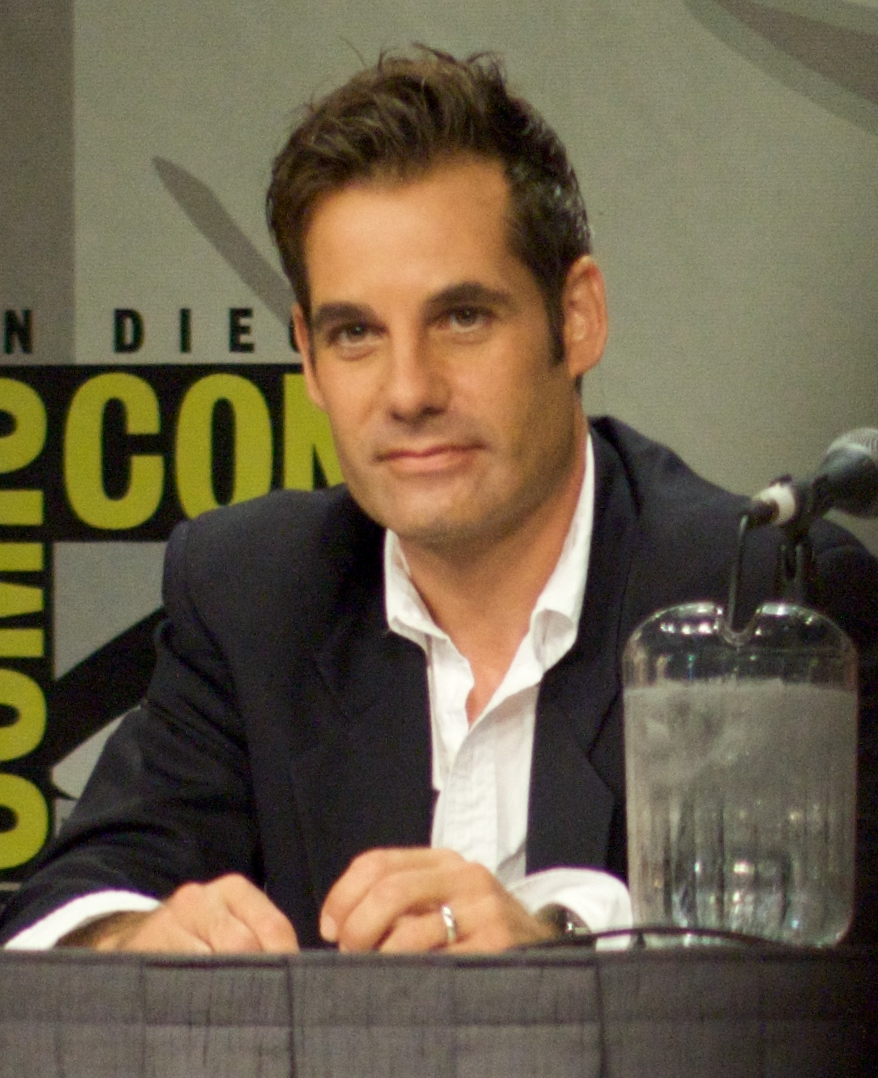
Adrian Pasdar interpreta Glenn Talbot
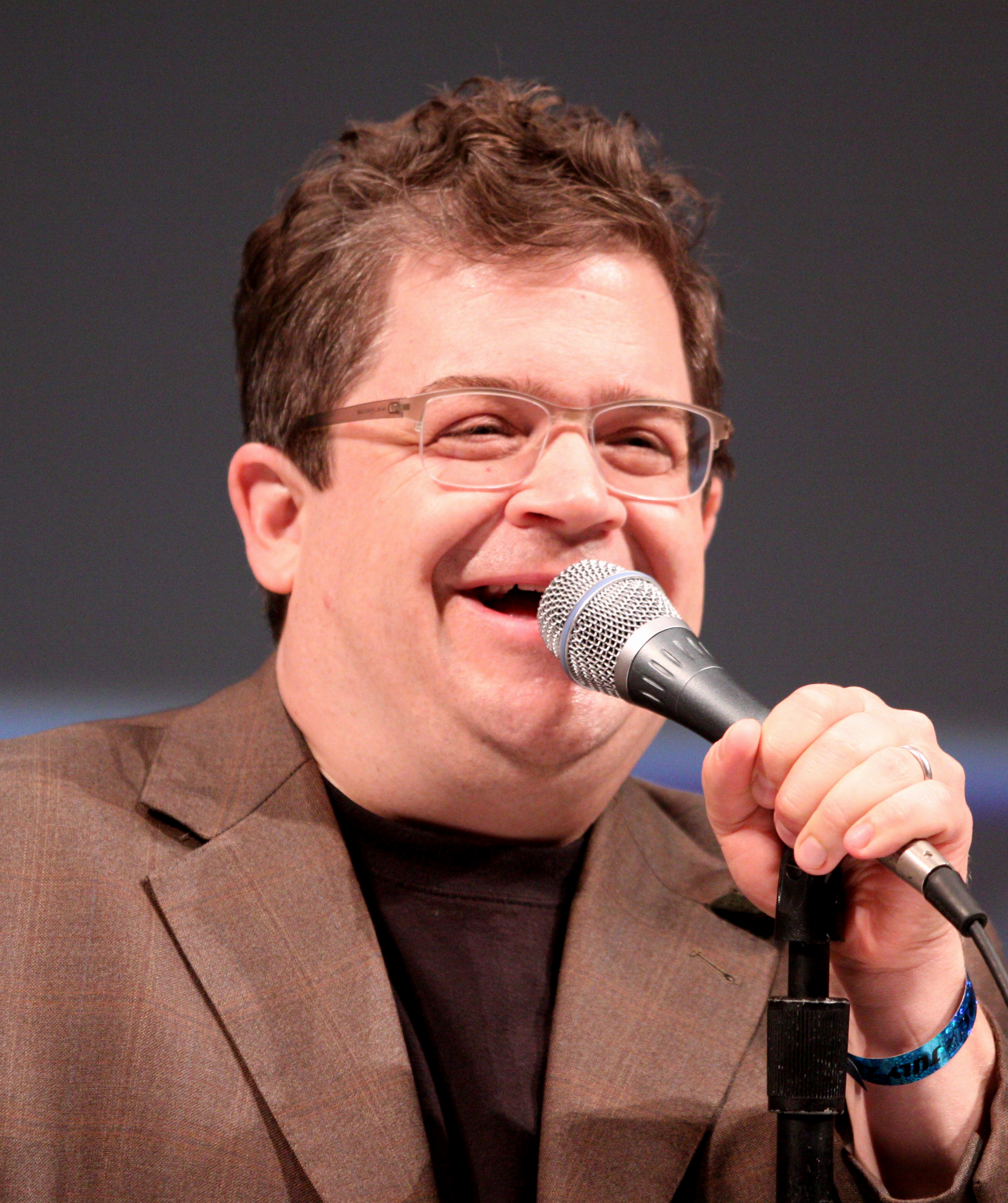
Patton Oswalt interpreta i Koenig
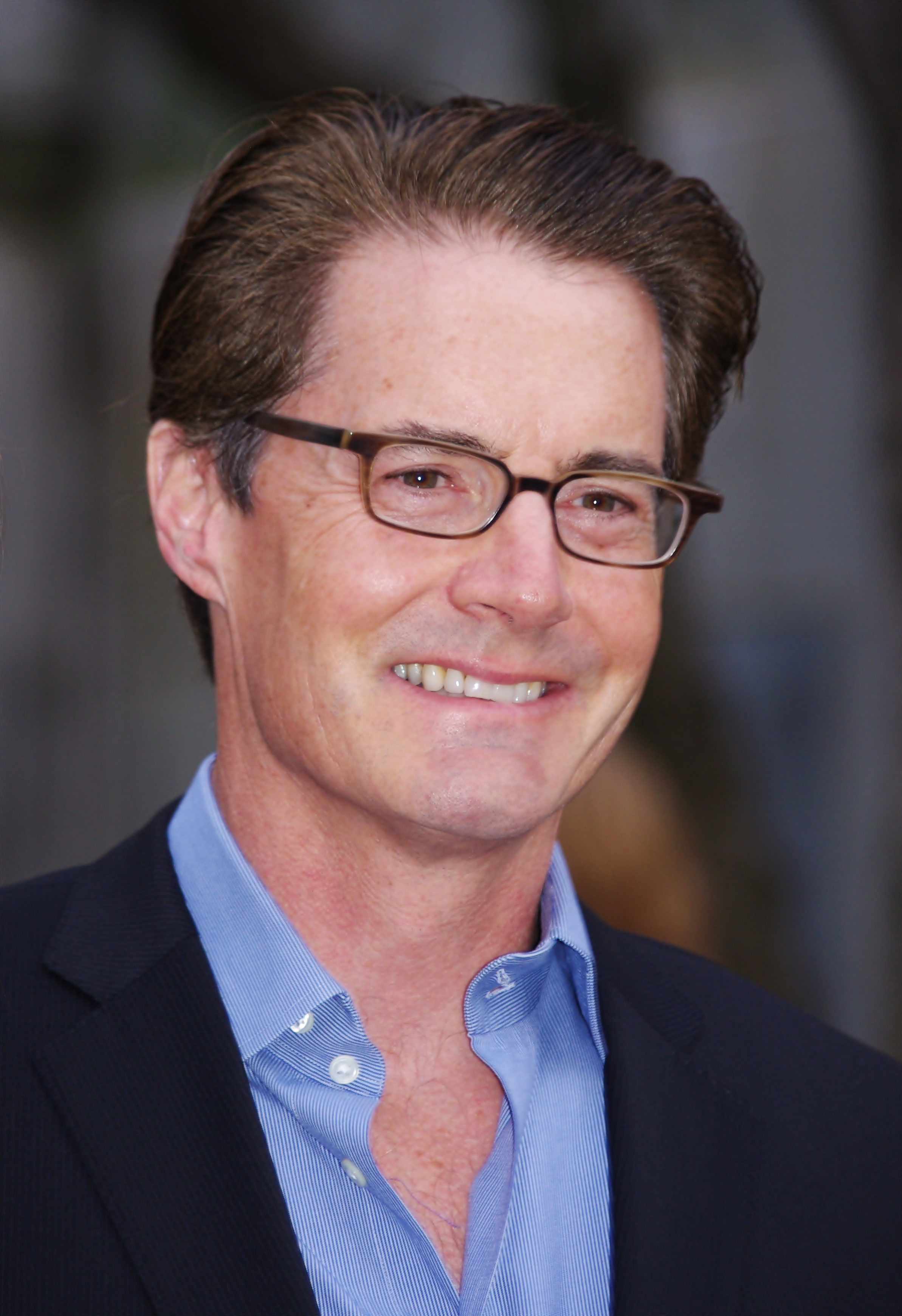
Kyle MacLachlan interpreta il dottor Cal Johnson

### Introdotti nella seconda stagione

#### Daniel Whitehall
Daniel Whitehall (interpretato da Reed Diamond, doppiato da Alessandro Budroni) è un membro di alto rango dell'HYDRA, attivo sin dalla Seconda Guerra Mondiale come l'obergruppenführer Werner Reinhardt; ossessionato dai miti alieni, in particolare dal manufatto pietrificante chiamato Obelisco, la sua ricerca lo porta a vivisezionare l'inumana Jiaying, madre di Skye, ottenendo dal suo DNA un siero che gli consente di non invecchiare mai. Si allea con Calvin Zabo per arrivare alla città Kree sotto San Juan ma viene in seguito ucciso da Coulson.

#### Sunil Bakshi (stagione 2, guest stagione 4)
Sunin Bakshi (interpretato da Simon Kassianides, doppiato da Guido Di Naccio) è un agente dell'HYDRA nonché fedele braccio destro di Daniel Whitehall. Usato come diversivo da Ward durante la sua evasione, è catturato dallo S.H.I.E.L.D., che se ne serve per arrivare ad alcuni leader dell'HYDRA consegnandolo poi a Talbot. Prelevato da Ward e l'Agente 33, viene sottoposto al lavaggio del cervello, motivo per il quale successivamente si sacrifica per impedire a Simmons di assassinare Ward.

#### Agente 33 (stagioni 2-3)
Kara Lynn Palamas, più nota come Agente 33 (interpretata da Maya Stojan, doppiata da Benedetta Degli Innocenti), è una ex-agente dello S.H.I.E.L.D. sottoposta al lavaggio del cervello da Daniel Whitehall cancellandone l'identità. Durante un'operazione indossa un velo fotostatico per assumere le fattezze di May, tuttavia le rimane cauterizzato sul viso a seguito di un danno divenendo permanente. Dopo la morte di Whitehall si allea e intreccia una relazione con Ward che, oltre a aiutarla a recuperare i ricordi, le fa riparare il velo permettendole non solo di riottenere le sue vere sembianze, ma anche di assumere l'aspetto di chiunque desideri. Durante un successivo scontro con lo S.H.I.E.L.D. prende nuovamente le sembianze di May e viene erroneamente uccisa da un ignaro Ward.

#### Jiaying (stagioni 2, 7)
Jiaying (interpretata da Dichen Lachman, doppiata da Mattea Serpelloni) è la madre di Skye e moglie di Cal, un'inumana capace di assorbire la forza vitale altrui per mantenersi giovane; ha il compito di aiutare coloro che hanno appena subito la Terrigenesi a comprendere e controllare i propri poteri. Nonostante venga dissezionata da Whitehall, desideroso di scoprire il segreto della sua eterna giovinezza, viene salvata da Cal e grazie al suo potere riesce a sopravvivere. Tuttavia si separa dal marito poiché questi diviene violento e psicotico dopo che la figlia finisce nelle mani dello S.H.I.E.L.D.; quando però Skye viene portata a Aldilà, madre e figlia hanno finalmente modo di incontrarsi e riconciliarsi. Dopo che lo S.H.I.E.L.D. scopre l'ubicazione di Aldilà, Jiaying uccide Robert Gonzales dando inizio a una guerra che termina nel momento in cui viene assassinata da Cal per porre fine alla sua follia.

#### Gordon (stagioni 2, 7)
Gordon (interpretato da Jamie Harris, doppiato da Fabrizio Pucci) è un inumano senza occhi con l'abilità di teletrasportarsi e creare campi di forza. Sottopostosi alla Terrigenesi in giovane età, Gordon è una figura di spicco tra la società inumana di Aldilà. Durante la battaglia sull'Iliad muore accidentalmente trafitto da Fitz. Non è cattivo, anzi si dimostra paziente e comprensivo con le nuove leve, ma è soggiogato alla volontà di Jyaing e crede molto nella causa degli Inumani.

#### Andrew Garner / Lash (stagioni 2-3)
Dr. Andrew Garner (interpretato da Blair Underwood, doppiato da Carlo Cosolo), è l'ex-marito di Melinda May, uno psicoanalista specializzato in superumani e frequente collaboratore dello S.H.I.E.L.D., viene contattato dall'ex-moglie per aiutare Skye a capire i suoi poteri e imparare a controllarli, cosa che porta a un breve riavvicinamento. Nella terza stagione, dopo essersi accidentalmente esposto alle Nebbie Terrigene si trasforma in Lash (interpretato da Matt Willig) un mostruoso inumano che uccide i suoi simili nella convinzione di adempire a una "missione divina". Nonostante le molte contromisure adottate per impedire al suo alter ego di prendere il sopravvento alla fine la sua mutazione diviene permanente; lasciatosi catturare dallo S.H.I.E.L.D. e mandato a uccidere Hive, Lash riesce a liberare Daisy dall'influenza dell'essere venendo poi attaccato alle spalle e ucciso da Hellfire.

#### Robert Gonzales (stagione 2)
Robert Gonzales (interpretato da Edward James Olmos, doppiato da Ennio Coltorti) è un anziano agente S.H.I.E.L.D. ex-comandante della portaerei Iliad; dopo il crollo dell'organizzazione è divenuto uno dei capi del "vero S.H.I.E.L.D.", fondato su principi di totale trasparenza. In seguito alla Battaglia di Sokovia reintegra la sua organizzazione allo S.H.I.E.L.D. di Coulson e, tempo dopo, viene assassinato da Jiaying inscenando un'aggressione ai suoi danni e dando inizio a una guerra.

#### Alisha Whitley
Alisha Whitley (interpretata da Alicia Vela-Bailey) è un inumana capace di duplicarsi, manipolata da Jiaying prende parte alla guerra tra i residenti di Aldilà e lo S.H.I.E.L.D. ma, in seguito, diviene un'alleata occasionale dell'organizzazione spionistica fino a quando non cade sotto il controllo di Hive venendo poi uccisa dai Predatori Kree attirati sulla Terra dall'essere.

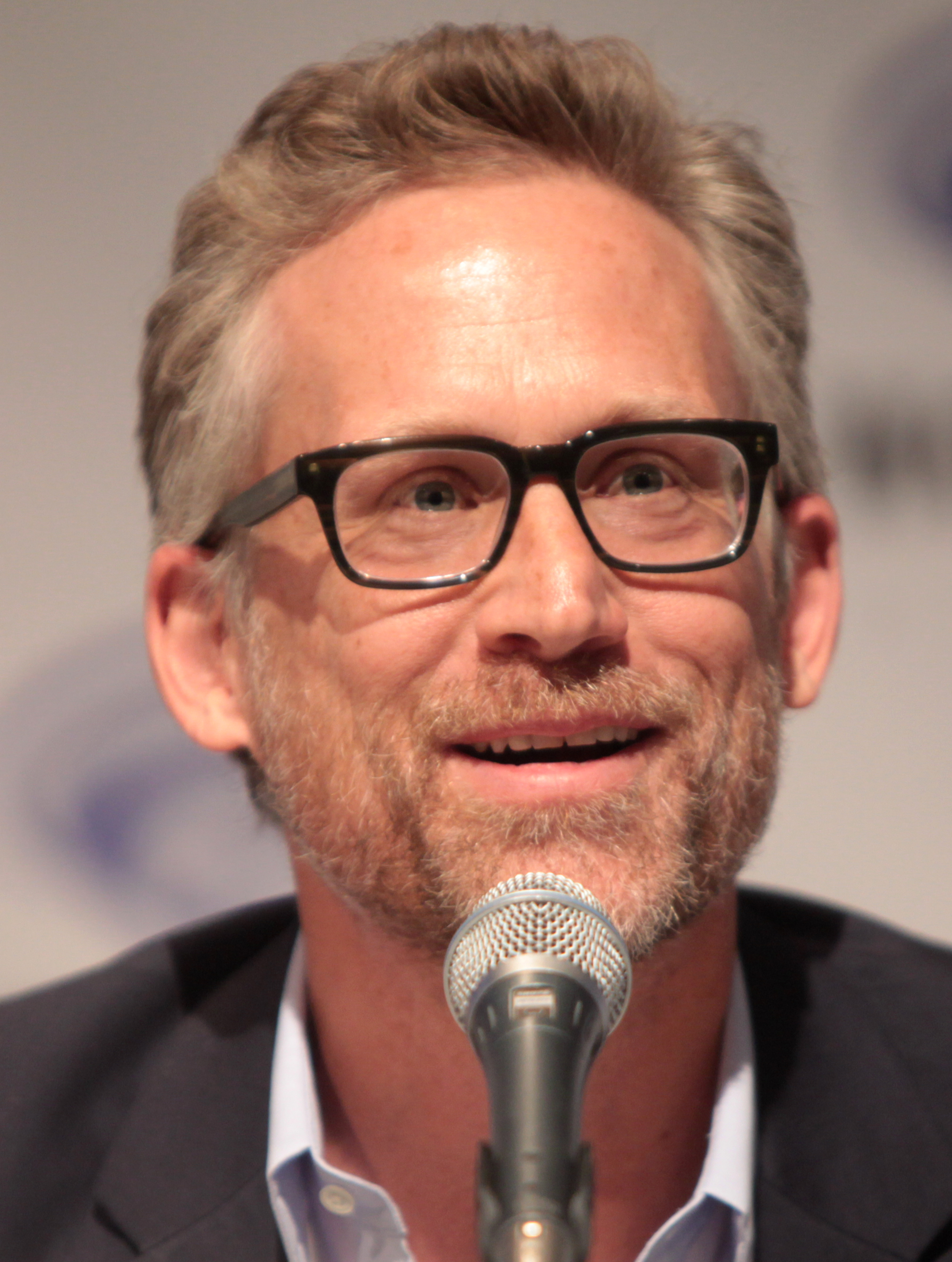
Reed Diamond interpreta Daniel Whitehall
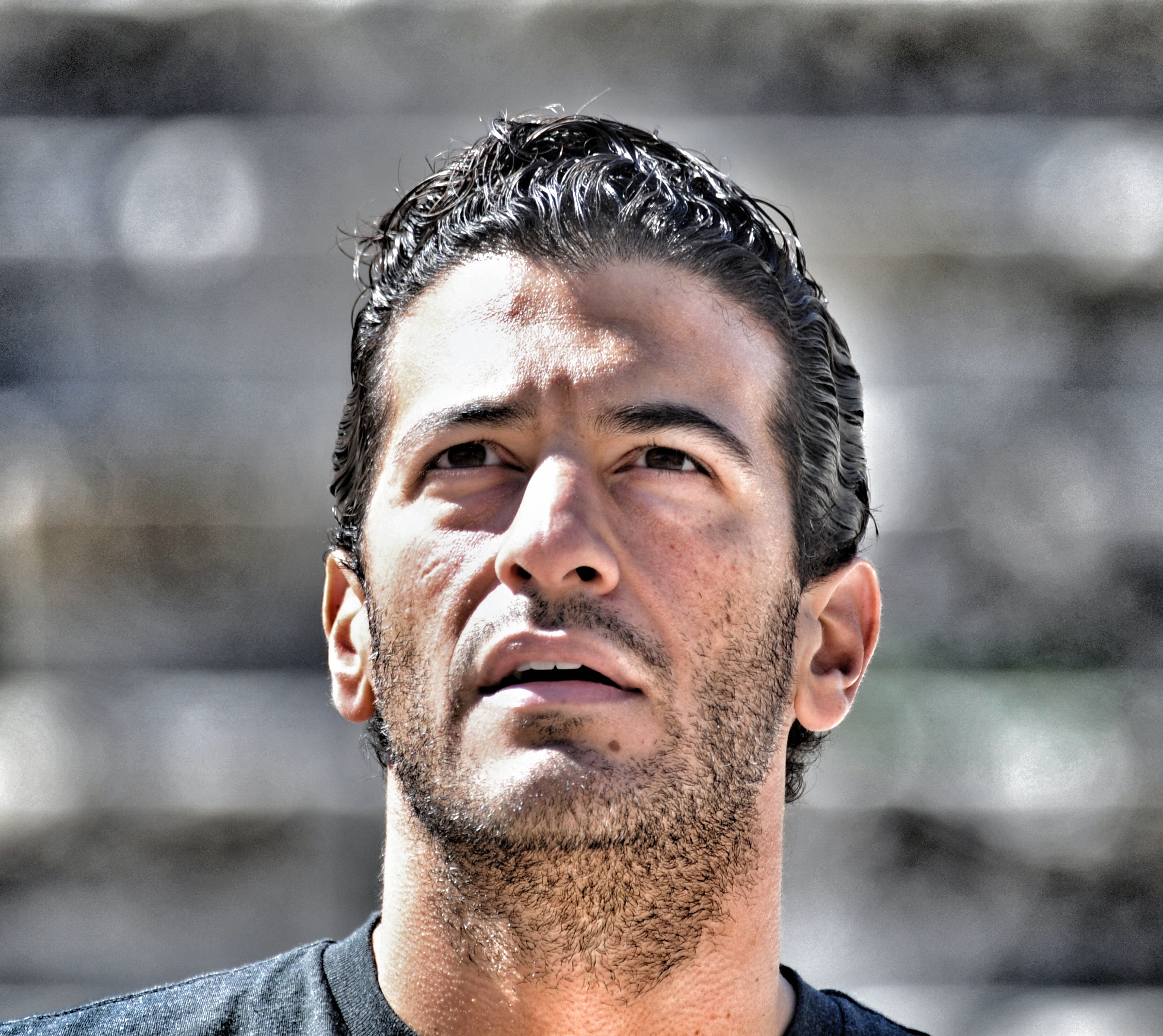
Simon Kassianides interpreta Sunil Bakshi
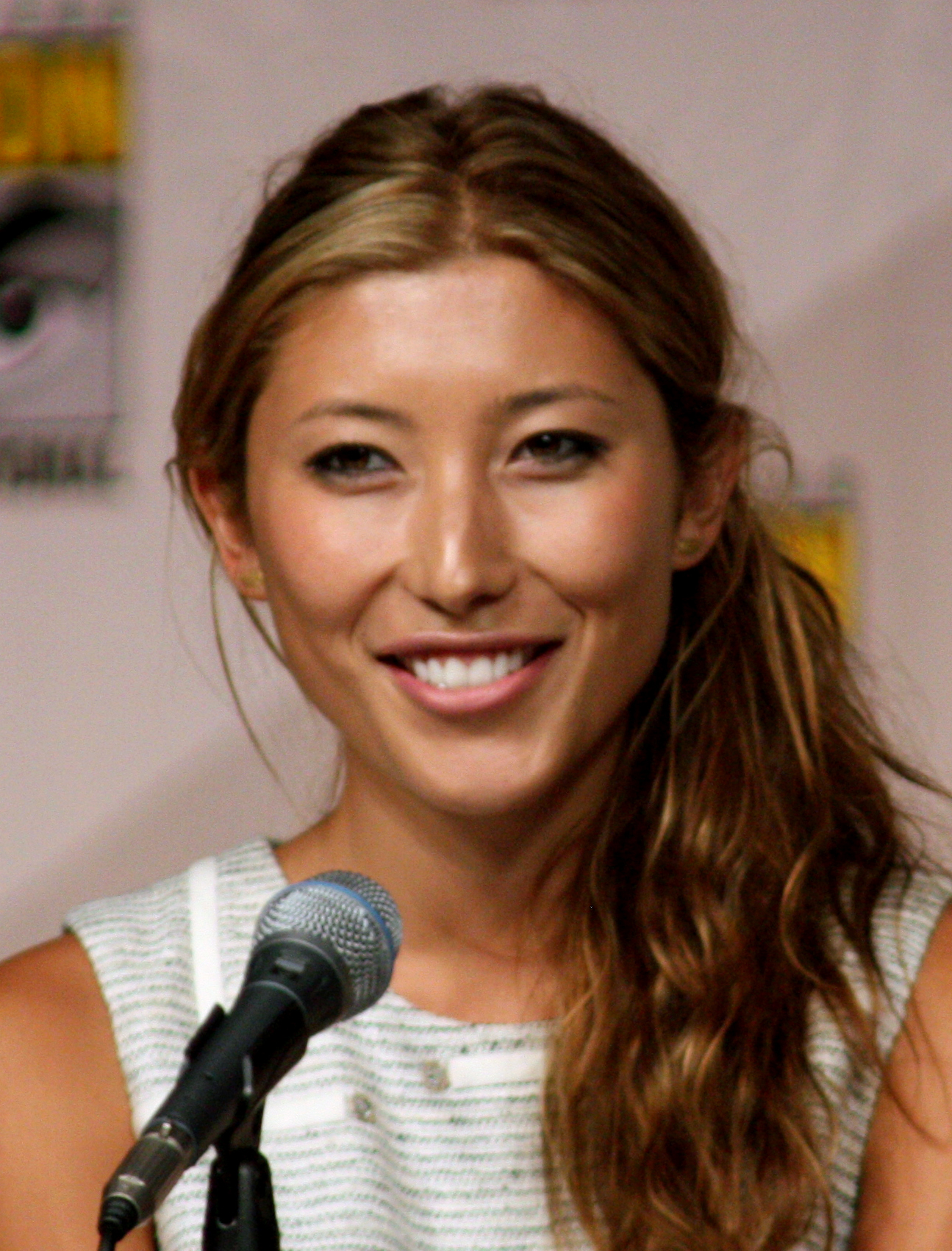
Dichen Lachman interpreta Jiaying
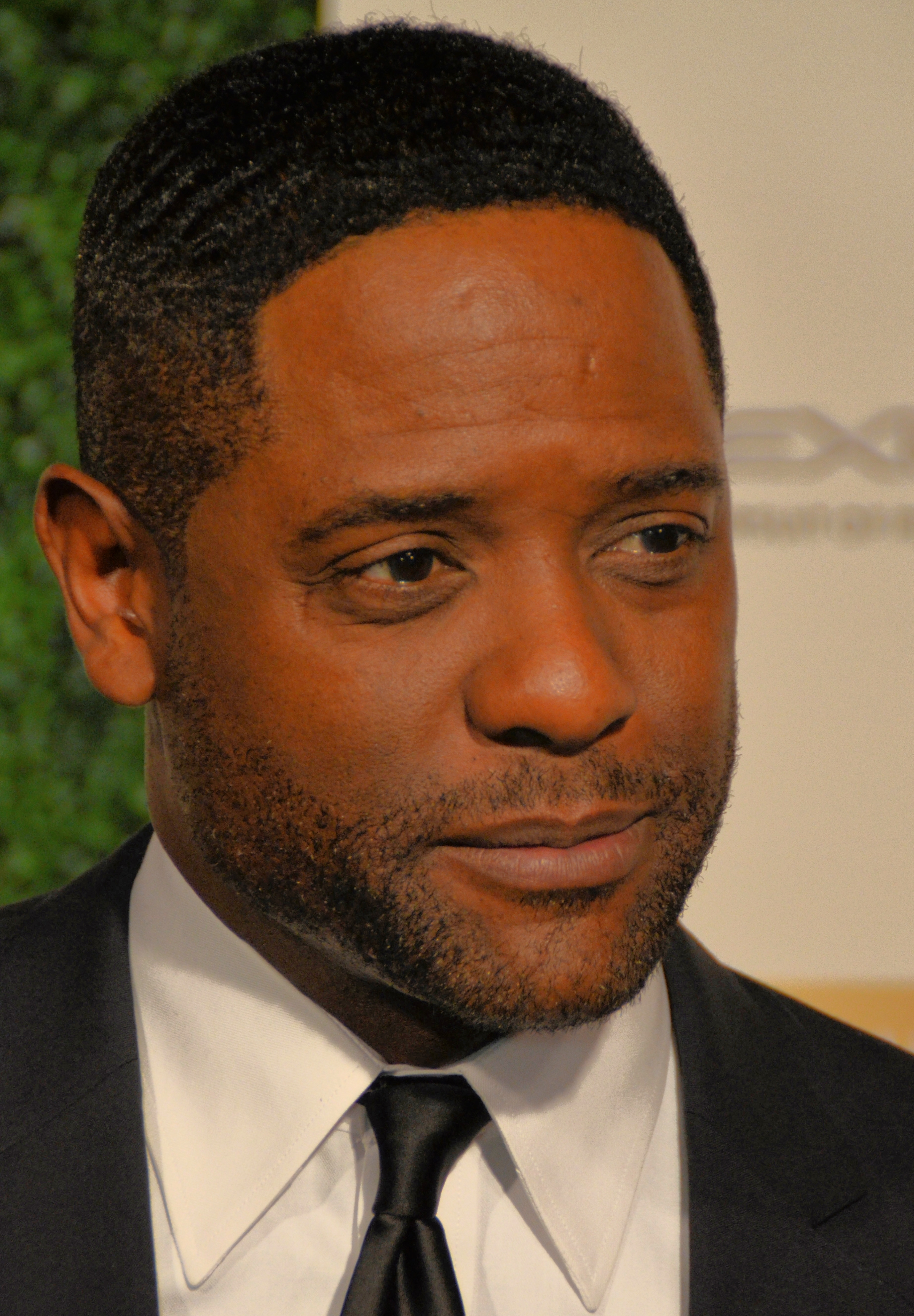
Blair Underwood interpreta il dottor Andrew Garner
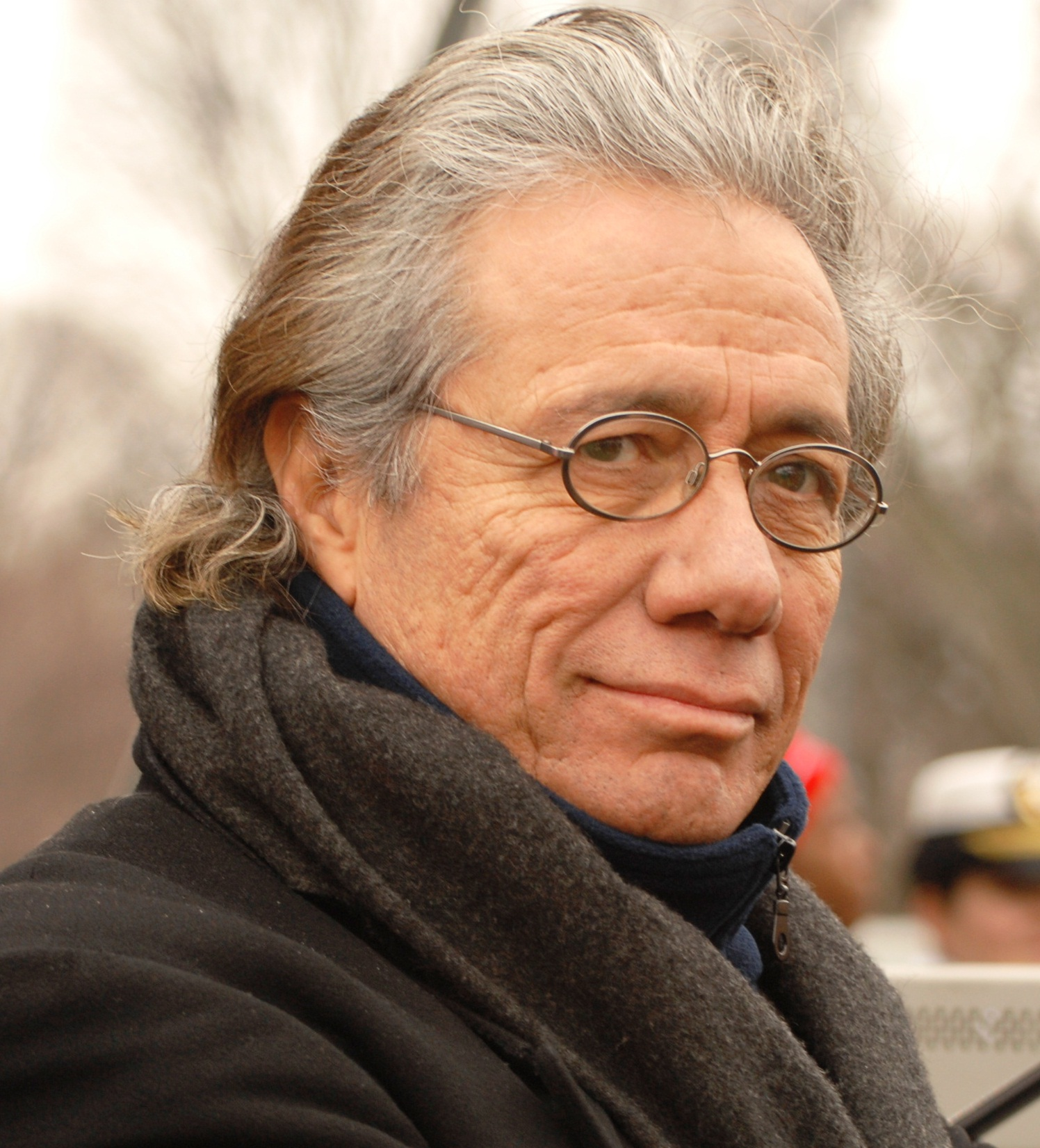
Edward James Olmos interpreta Robert Gonzales

### Introdotti nella terza stagione

#### Rosalind Price (stagione 3)
Rosalind Price (interpretata da Constance Zimmer, doppiata da Stella Musy) è il capo dell'Unità di Contenimento delle Minacce Avanzate (Advanced Threat Containment Unit) o UCMA (ATCU), un'agenzia governativa che si oppone a Coulson nella ricerca di nuovi Inumani. Dopo aver scoperto i loschi intenti di Malick si allea con lo S.H.I.E.L.D. per ostacolarli ma viene assassinata da Ward.

#### Luther Banks
Luther Banks (interpretato da Andrew Howard, doppiato da Alberto Bognanni) è un autoritario e intimidatorio agente dell'Unità di Contenimento delle Minacce Avanzate (Advanced Threat Containment Unit) o UCMA (ATCU) nonché fidato braccio destro di Rosalind Price, alla quale resta fedele anche dopo la scoperta che l'agenzia è controllata dall'HYDRA, motivo per cui viene ucciso da Giyera.

#### Joey Gutierrez
José "Joey" Gutierrez (interpretato da Juan Pablo Raba, doppiato da Alan Bianchi) è un inumano capace di manipolare i metalli; preso in custodia dallo S.H.I.E.L.D. affinché impari a controllare i propri poteri entra successivamente a far parte dei Secret Warriors.

#### Werner von Strucker (stagioni 3, 5)
Werner von Strucker (interpretato da Spencer Treat Clark, doppiato da Omar Vitelli) è il giovane figlio del barone Strucker, reclutato da Ward per aiutarlo a far risorgere l'HYDRA; dopo aver fallito una missione per conto del suddetto viene fatto torturare ed entra in coma, viene ucciso da Ruby sotto il controllo del Gravitonio.

#### Gideon Malick (stagione 3)
Gideon Malick (interpretato da Powers Boothe, doppiato da Luciano De Ambrosis) è un malfamato ex-membro del Consiglio di Sicurezza Mondiale affiliato all'HYDRA che ha contribuito alla fondazione dello UCMA per creare un esercito di Inumani e metterci a capo Hive, il quale però lo tradisce e lo fa uccidere da Daisy dopo averne assunto il controllo.

#### Giyera (stagione 3)
R. Giyera (interpretato da Mark Dacascos, doppiato da Francesco Bulckaen) è un ex-marine inumano con poteri telecinetici a capo della sicurezza del quartier generale dello UCMA segretamente fedele a Malick e all'HYDRA, dopo essere caduto sotto il controllo di Hive prende parte al suo piano apocalittico venendo infine ucciso da Fitz.

#### J. T. James / Hellfire
J. T. James, noto come Hellfire (interpretato da Axle Whitehead, doppiato da Andrea Lavagnino), è un inumano dal carattere instabile capace di manipolare il fuoco. Cacciato da Aldilà prima di potersi sottoporre alla Terrigenesi, viene in seguito trasformato da Daisy e Hive, cadendo sotto il controllo di quest'ultimo.
In seguito, dopo esser stato liberato dal controllo di Hive, si allea con i Cani da guardia e viene preso da Robbie Reyes, su ordine dello S.H.I.E.L.D.

#### Aida "Ophelia" / Madame Hydra (stagione 4, guest stagione 3)
Aida (interpretata da Mallory Jansen, doppiata da Loretta Di Pisa) è un'intelligenza artificiale sviluppata da Radcliffe basandosi sull'aspetto della sua ex-fidanzata Agnes Kitsworth (sempre interpretata dalla Jansen) e inserita all'interno di un Life Model Decoy. Dopo che il Darkhold gli mostra il segreto per la vita eterna, Radcliffe programma Aida per rubare il libro allo S.H.I.E.L.D.. Aida viene infine decapitata da Mack, così Radcliffe costruisce un nuovo modello, che tuttavia ignora gli ordini del suo padrone e ha come scopo ultimo la sopravvivenza della razza umana. All'interno della realtà virtuale del Framework, Aida assume il ruolo di Ophelia / Madame Hydra, direttrice dell'HYDRA e amante di Fitz. Grazie al Progetto Specchio, Aida riesce inoltre a ottenere un corpo organico nel mondo reale dove, sempre usando il nome Ophelia, ottiene diversi poteri Inumani come il teletrasporto, la manipolazione dell'elettricità e il fattore rigenerante. Verrà infine uccisa da Coulson, posseduto temporaneamente dallo spirito di Ghost Rider.
Nel finale della terza stagione la voce del personaggio è di Amanda Rea.

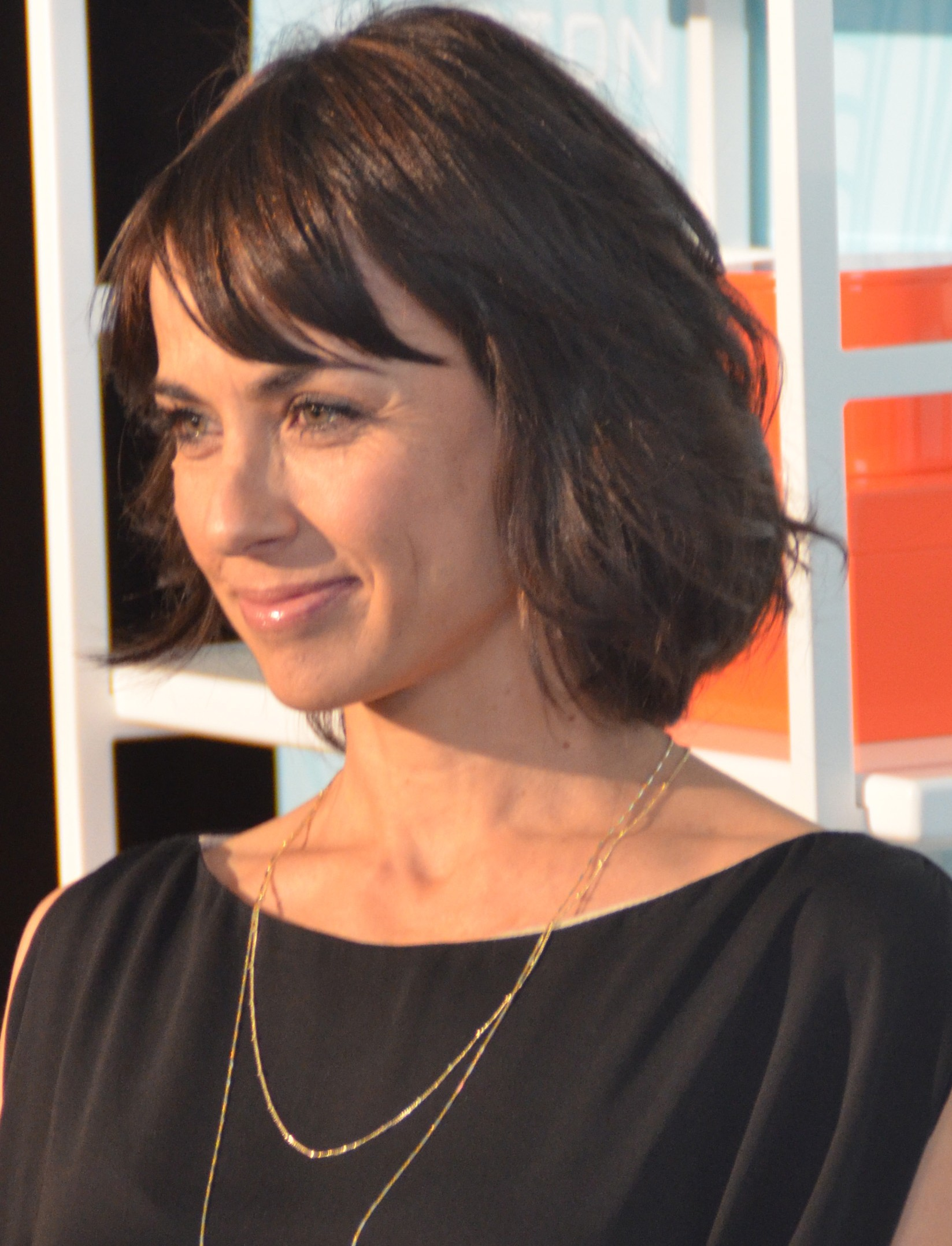
Constance Zimmer interpreta Rosalind Price
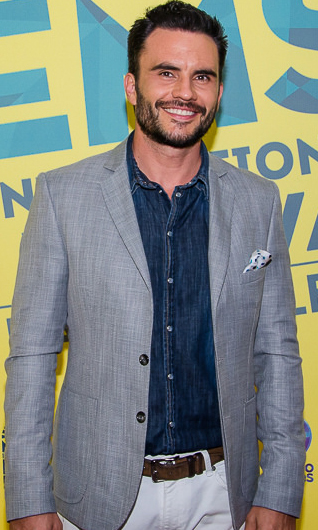
Juan Pablo Raba interpreta Joey Gutierrez
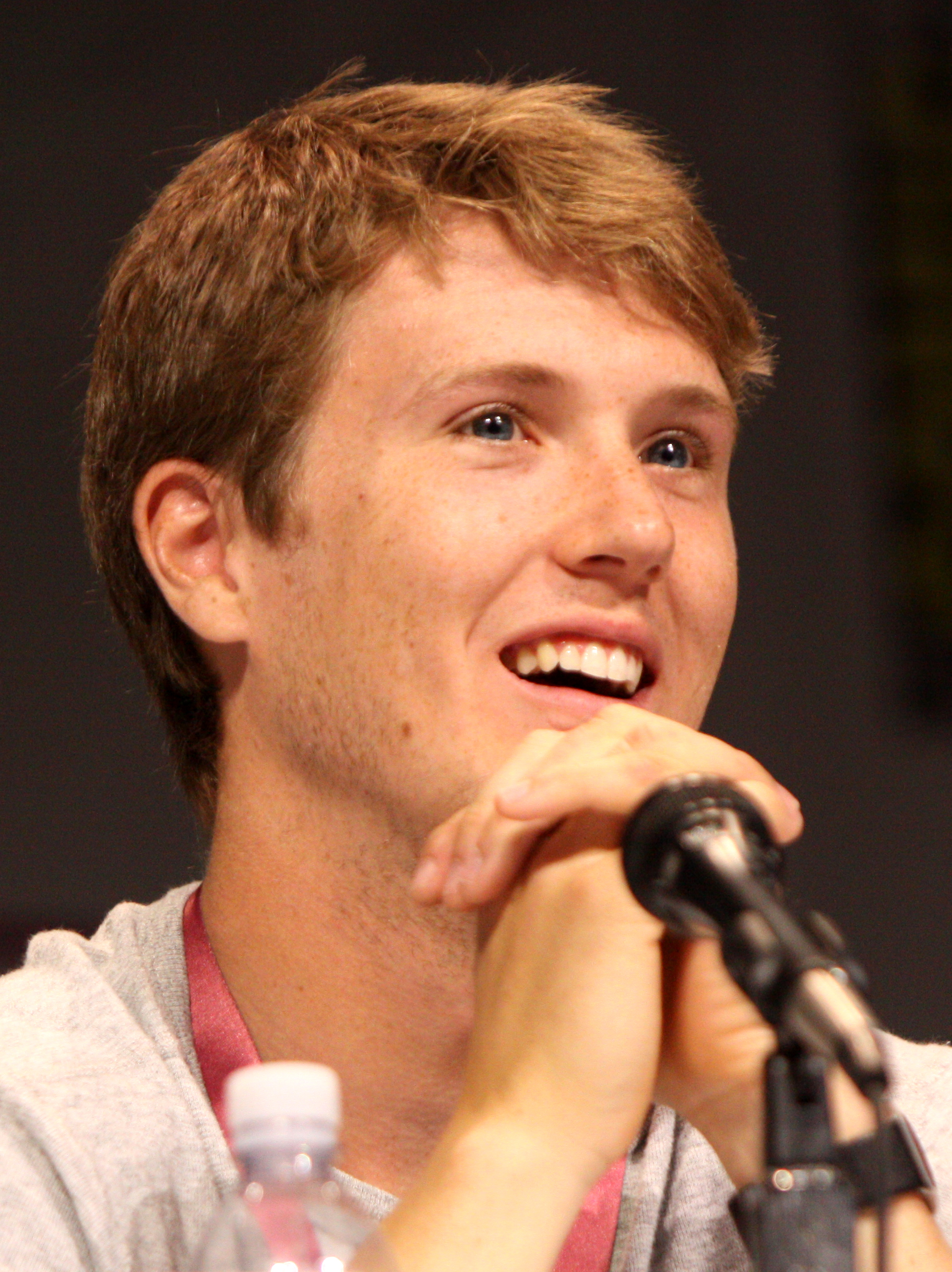
Spencer Treat Clark interpreta Werner von Strucker
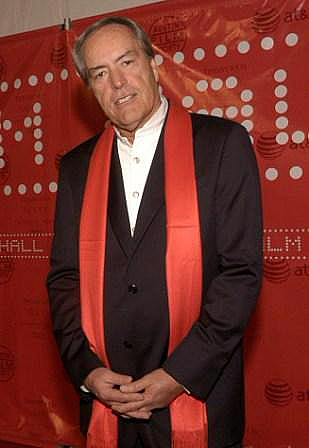
Powers Boothe interpreta Gideon Malick
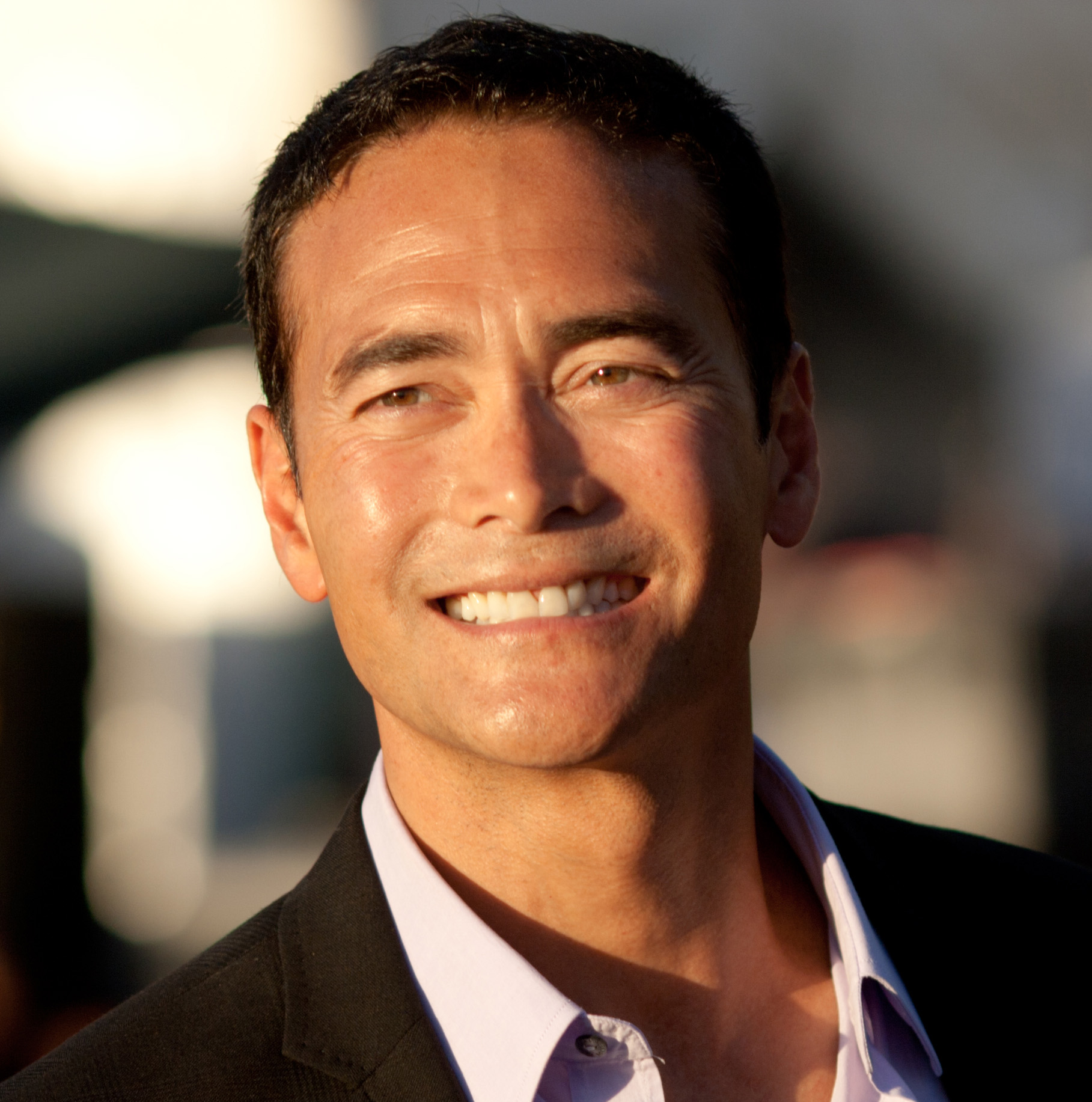
Mark Dacascos interpreta Giyera
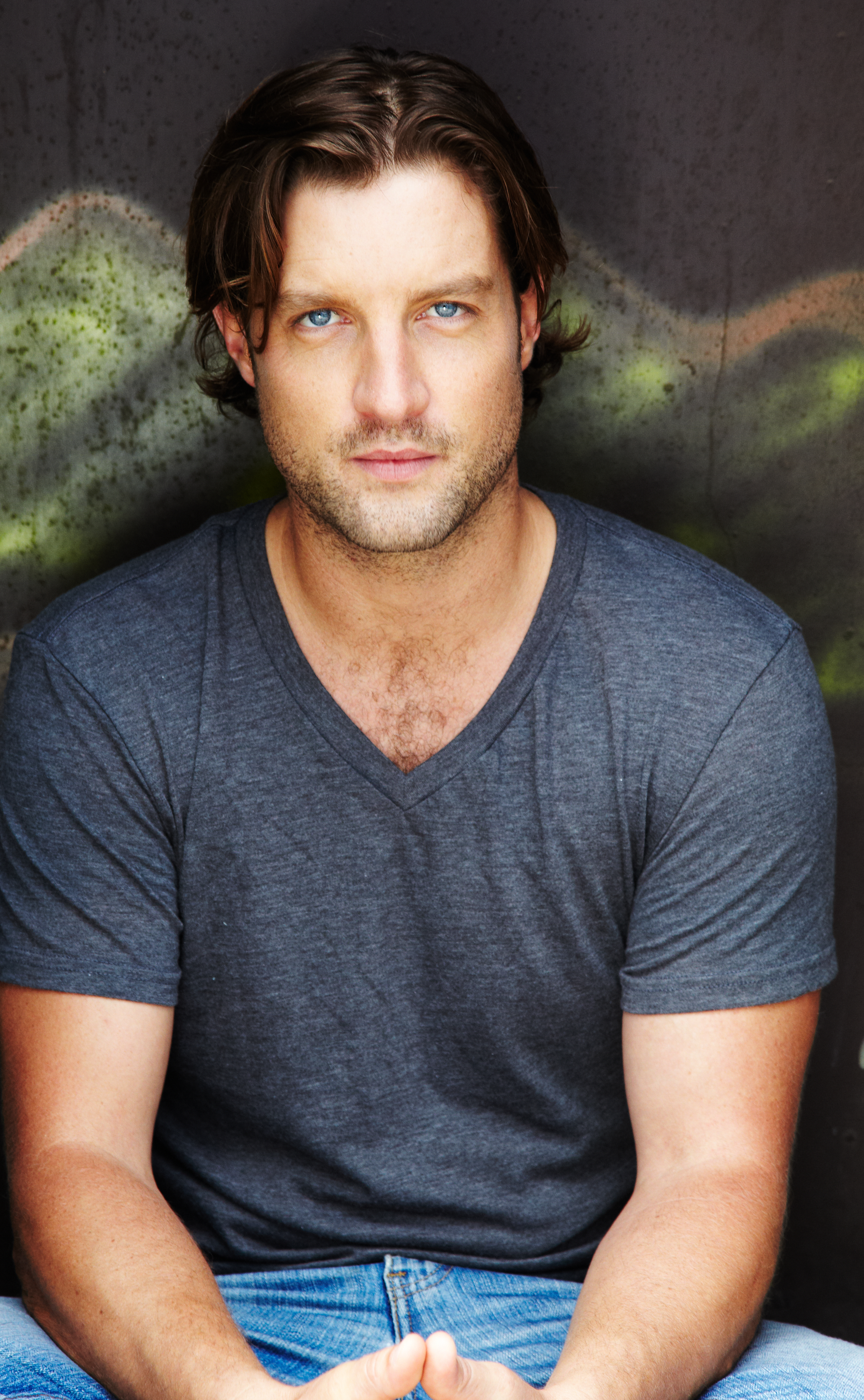
Axle Whitehead interpreta Hellfire
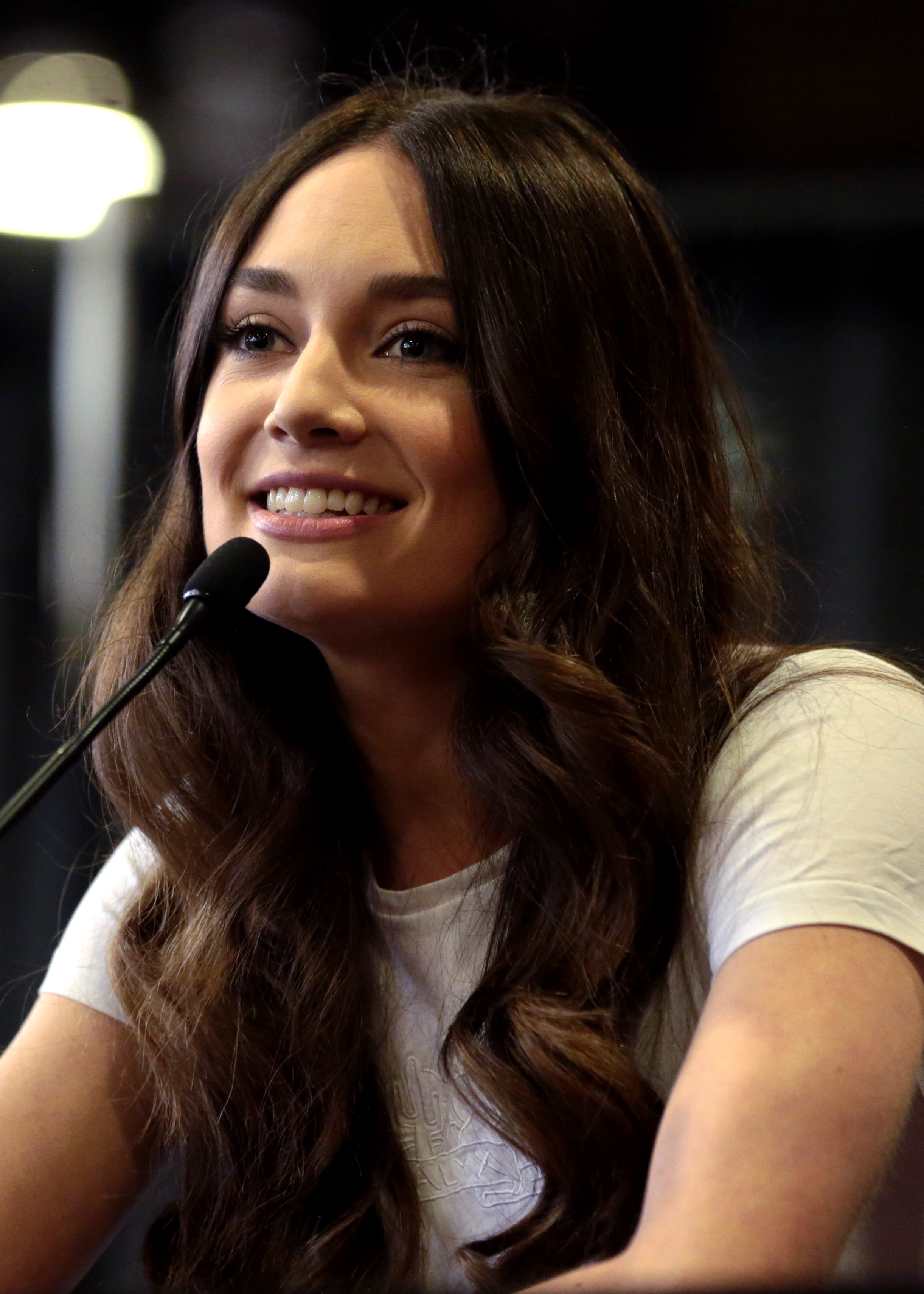
Mallory Jansen interpreta Aida "Ophelia" / Madame Hydra

### Introdotti nella quarta stagione

#### Robbie Reyes / Ghost Rider (stagione 4)
Roberto "Robbie" Reyes (interpretato da Gabriel Luna, doppiato da Luca Mannocci) è uno studente liceale che viene trasformato in Ghost Rider dopo il suo omicidio da parte dei Locos, una gang ingaggiata dai colleghi dello zio Eli Morrow, che voleva impossessarsi delle loro ricerche. Robbie vive per proteggere suo fratello Gabe e vaga in cerca di vendetta uccidendo le persone giudicate colpevoli dallo spirito di Ghost Rider. Alleatosi con lo S.H.I.E.L.D., si sacrifica attraversando un portale per un'altra dimensione e portando con sé suo zio. Fa in seguito ritorno sulla Terra grazie a nuove abilità e aiuta lo S.H.I.E.L.D. a sconfiggere Aida, per poi tornare nuovamente nell'altra dimensione.

#### Gabe Reyes (stagione 4)
Gabe Reyes (interpretato da Lorenzo James Henrie, doppiato da Alex Polidori) è il fratello minore di Robbie Reyes, divenuto paralitico dopo l'incidente che trasformò il fratello in Ghost Rider.

#### Lucy Bauer (stagione 4)
Lucy Bauer (interpretata da Lilli Birdsell, doppiata da Mirta Pepe) è una misteriosa e spettrale entità che cerca il libro "Darkhold" per compiere la sua vendetta.

#### Jeffrey Mace / Patriot (stagione 4)
Jeffrey Mace (interpretato da Jason O'Mara, doppiato da Massimo De Ambrosis) è il nuovo direttore dello S.H.I.E.L.D., incaricato di restaurare la fiducia dell'opinione pubblica dopo che Captain America e diversi Avengers sono stati dichiarati fuorilegge a causa degli Accordi di Sokovia. Creduto inizialmente un Inumano dotato di superforza, Mace riceve in realtà i suoi poteri da un siero sviluppato per il Progetto Patriot e derivato dalla formula di Calvin Zabo. Mace venne avvicinato dal governo dopo che gli fu consegnata una medaglia per il suo coraggio dopo l'attentato di Vienna. Cercando un degno sostituto di Coulson, Talbot decise di avviare il Progetto Patriot e di affidare la guida dello S.H.I.E.L.D. a Mace. Dopo aver scoperto la verità su Mace, Coulson gli ordina di restare come direttore e volto pubblico dello S.H.I.E.L.D.. All'interno della realtà virtuale del Framework Mace è il leader dello S.H.I.E.L.D. e combatte contro l'HYDRA. Si sacrifica per salvare i suoi compagni dal crollo di un edificio, morendo anche nel mondo reale.

#### Ellen Nadeer
Ellen Nadeer (interpretata da Parminder Nagra, doppiata da Laura Boccanera) è una potente senatrice che non si fida degli Inumani, ritenendoli una minaccia per l'umanità. Rimane uccisa nell'esplosione causata da Tucker Shockley, appena uscito dal bozzolo della Terrigenesi.

#### Eli Morrow
Eli Morrow (interpretato da José Zúñiga, doppiato da Fabrizio Pucci) è lo zio di Robbie e Gabe Reyes. Desideroso di avere per sé il potere del Darkhold, trasforma i suoi colleghi alla Momentum Energy in esseri simili a fantasmi, e usa il libro per acquistare il potere di creare materia dal nulla.

#### Anton Ivanov (stagioni 4-5)
Anton Ivanov (interpretato da Zach McGowan, doppiato da Gianfranco Miranda), conosciuto anche come Il Superiore (The Superior), è un magnate russo che vive recluso dal mondo. Considera gli Inumani una minaccia per la sicurezza mondiale, e lavora insieme ai Cani da guardia e Ellen Nadeer per distruggere lo S.H.I.E.L.D.. Viene decapitato da Aida, che ripone la sua testa in una teca di vetro e crea un Life Model Decoy con le sue sembianze.

#### Hope MacKenzie (stagione 4)
Hope MacKenzie (interpretata da Jordan Rivera) è la figlia di Mack. Nonostante sia morta da diversi anni nel mondo reale, una sua versione digitale appare all'interno del Framework. Tale versione scompare quando il Framework collassa e viene distrutto.

#### Enoch (stagioni 5-7, guest stagione 4)
Enoch (interpretato da Joel Stoffer) era un antropologo Chronicom, inviato sulla Terra per studiare e registrare la storia degli umani. Entrando in contatto con Robin Hinton, il cui potere inumano la rese capace di vedere nel futuro, Enoch si rese conto di un Evento di Livello di estinzione che avrebbe distrutto la Terra stessa. Mentre aiutava Polly Hinton a prendersi cura di lei e ad allevare sua figlia, Enoch iniziò a prendere accordi per salvare l'umanità, mandando Phil Coulson e altri agenti nel futuro attraverso un Monolito Bianco, e aiutando Leo Fitz a sopravvivere per 74 anni nella criostasi per aiutare i suoi amici. Ha aiutato la squadra a tornare insieme e al presente, sacrificandosi nel processo, tornerà insieme a Fitz nella stagione 6.

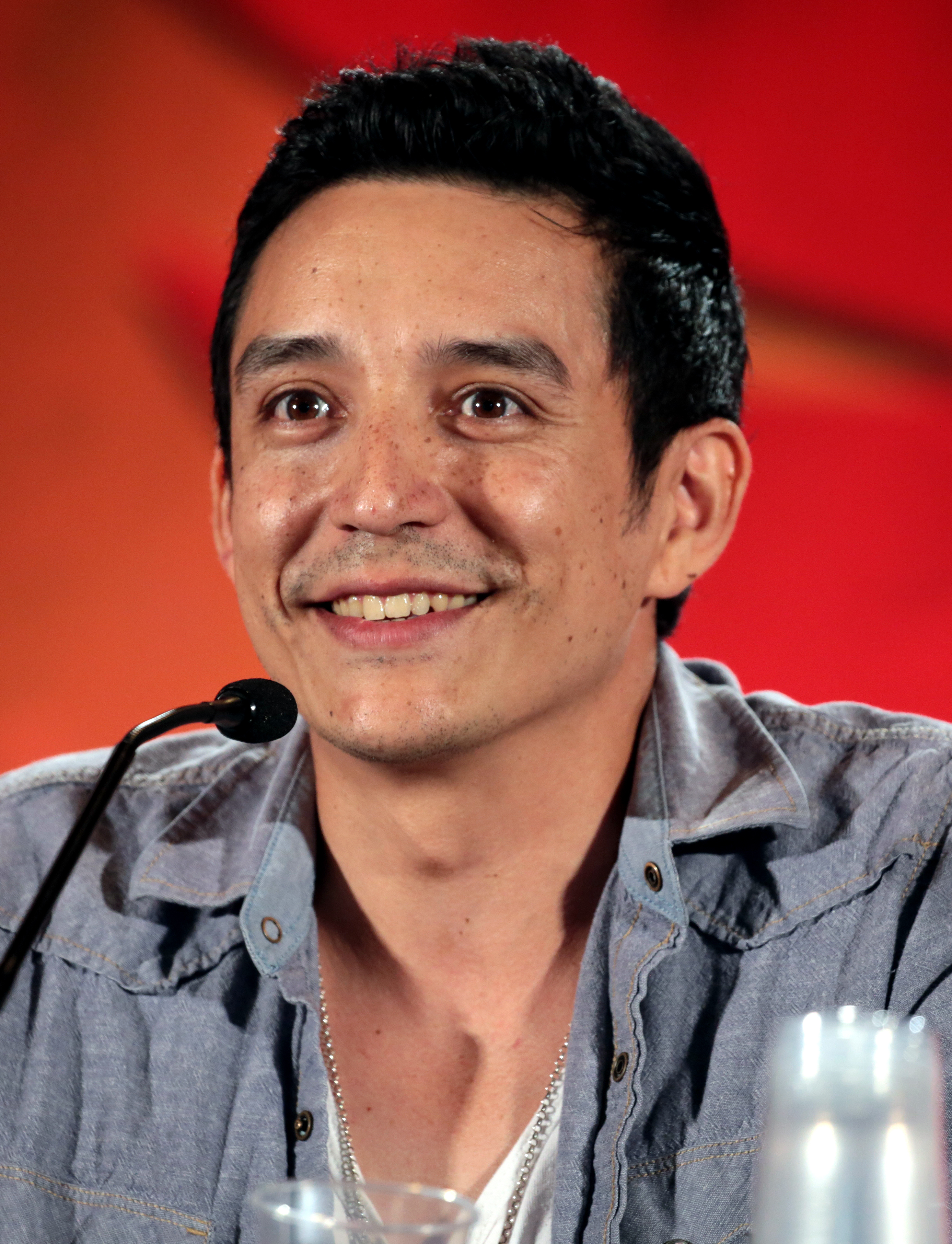
Gabriel Luna interpreta Robbie Reyes / Ghost Rider
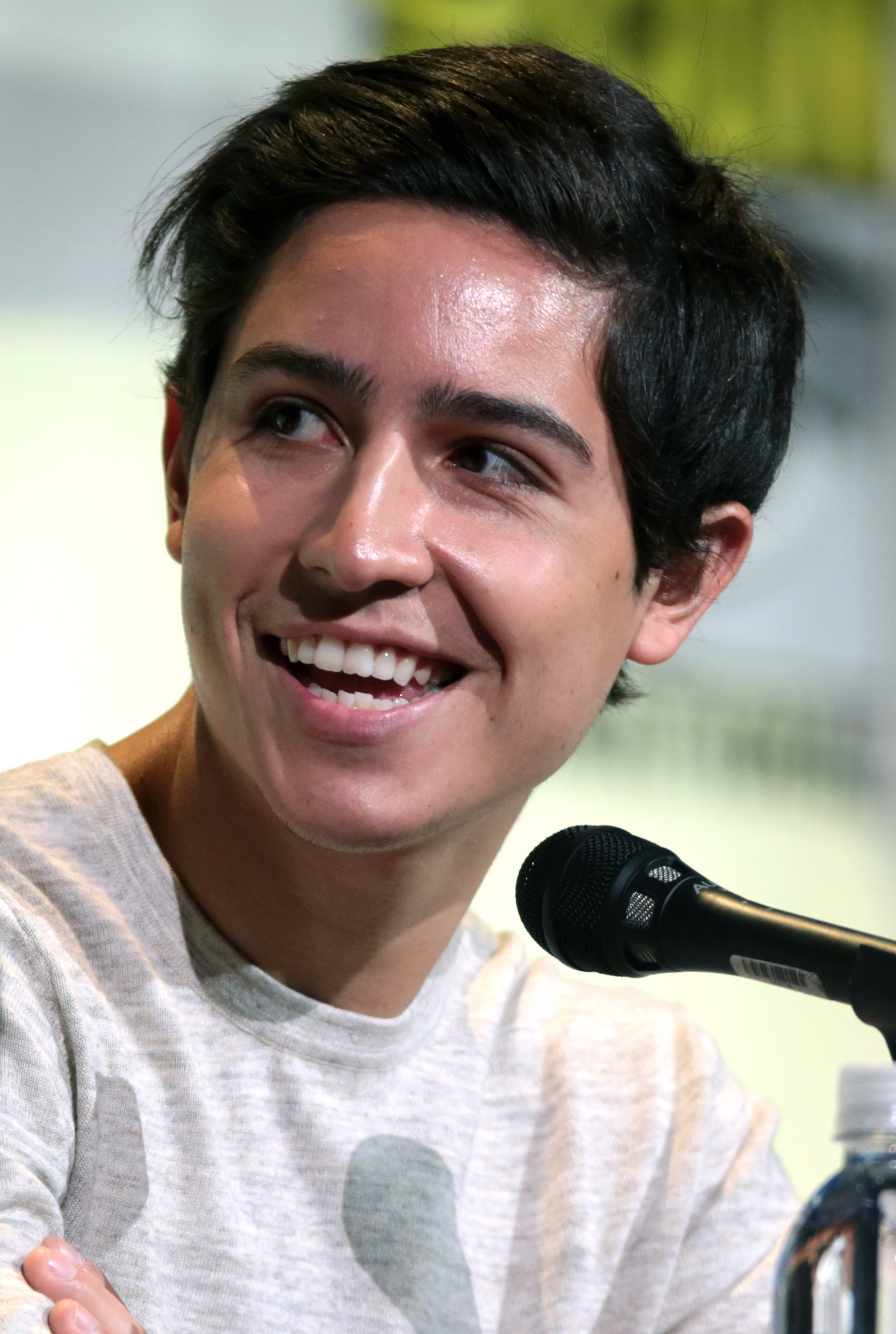
Lorenzo James Henrie interpreta Gabe Reyes
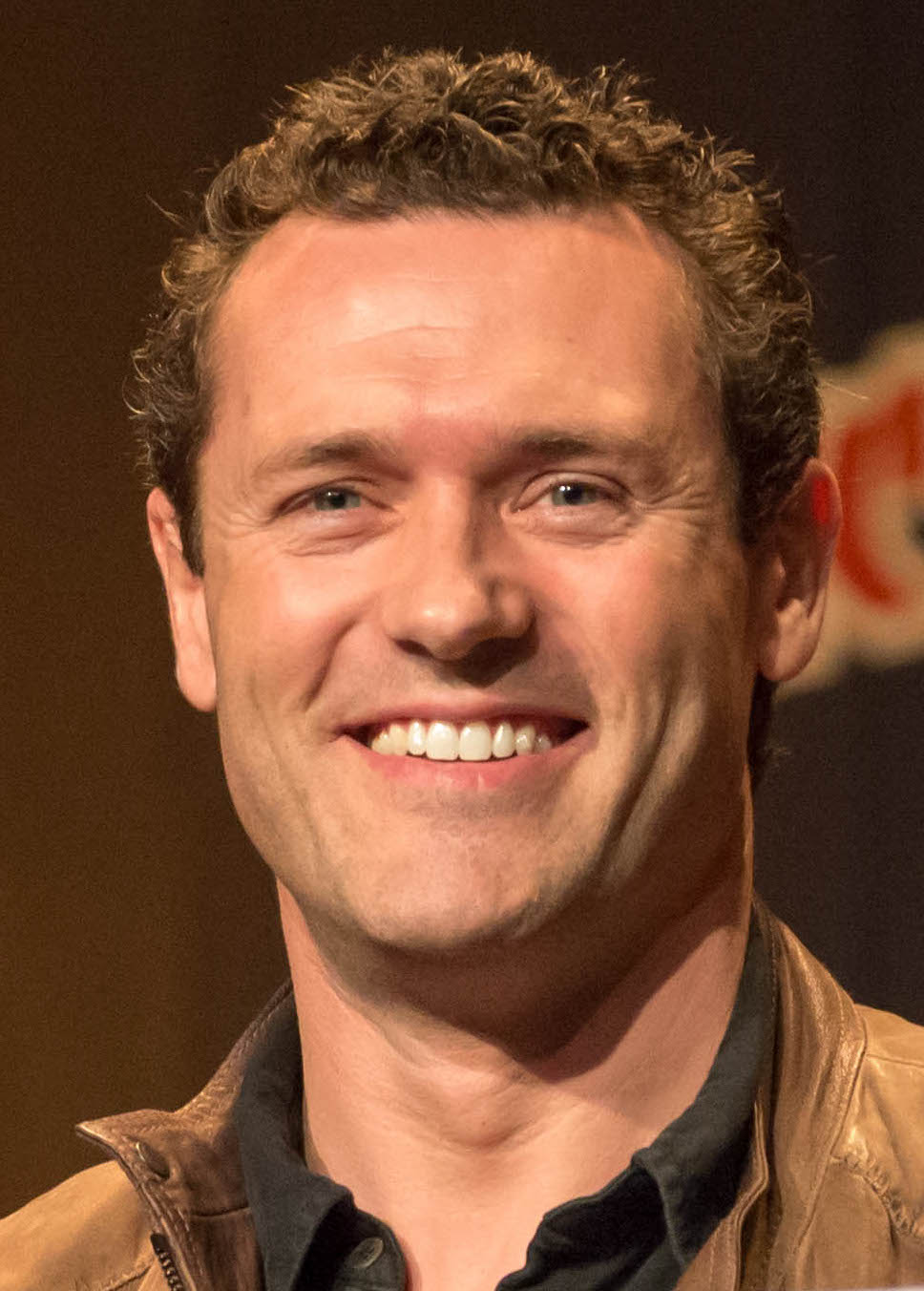
Jason O'Mara interpreta Jeffrey Mace
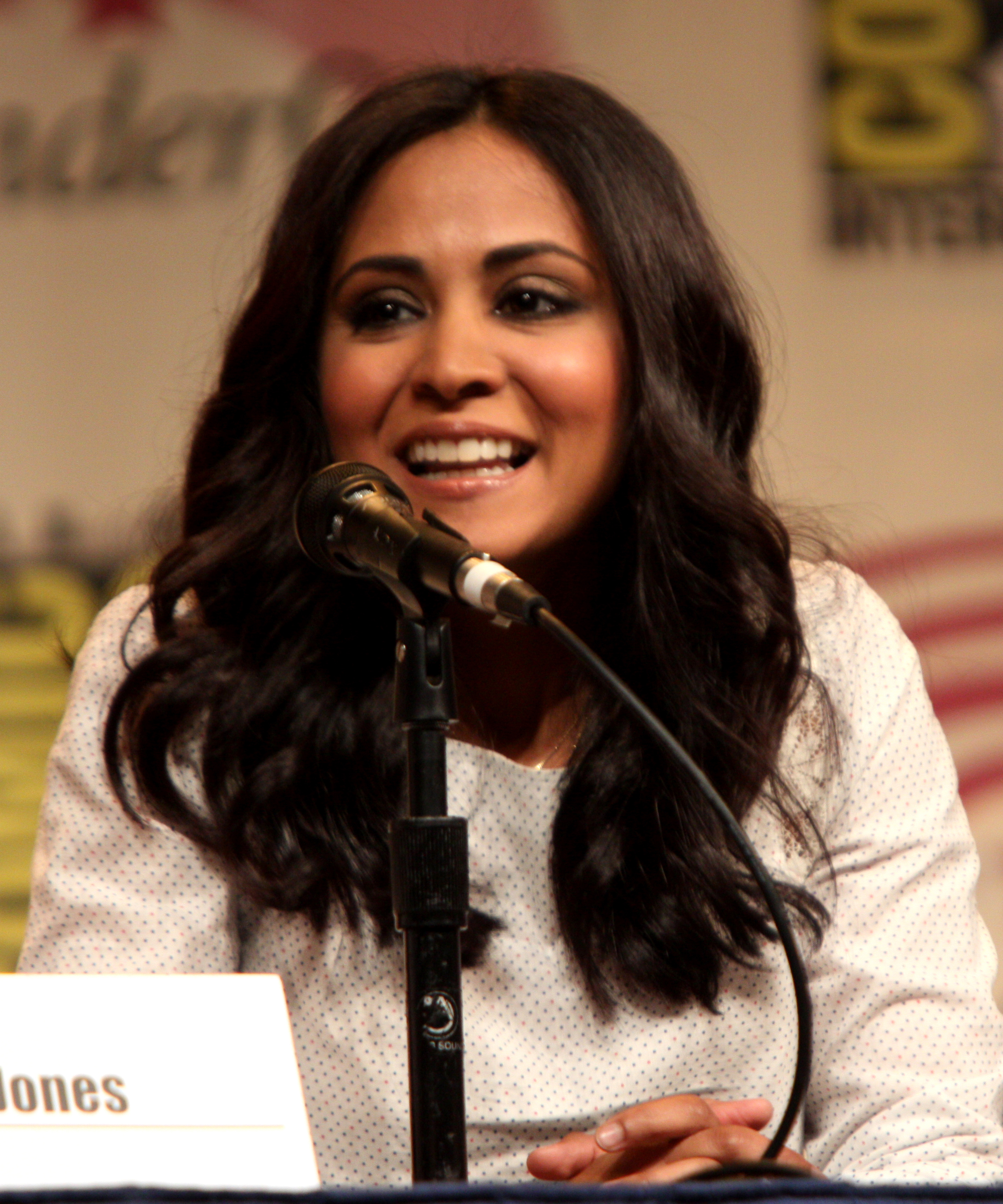
Parminder Nagra interpreta Ellen Nadeer
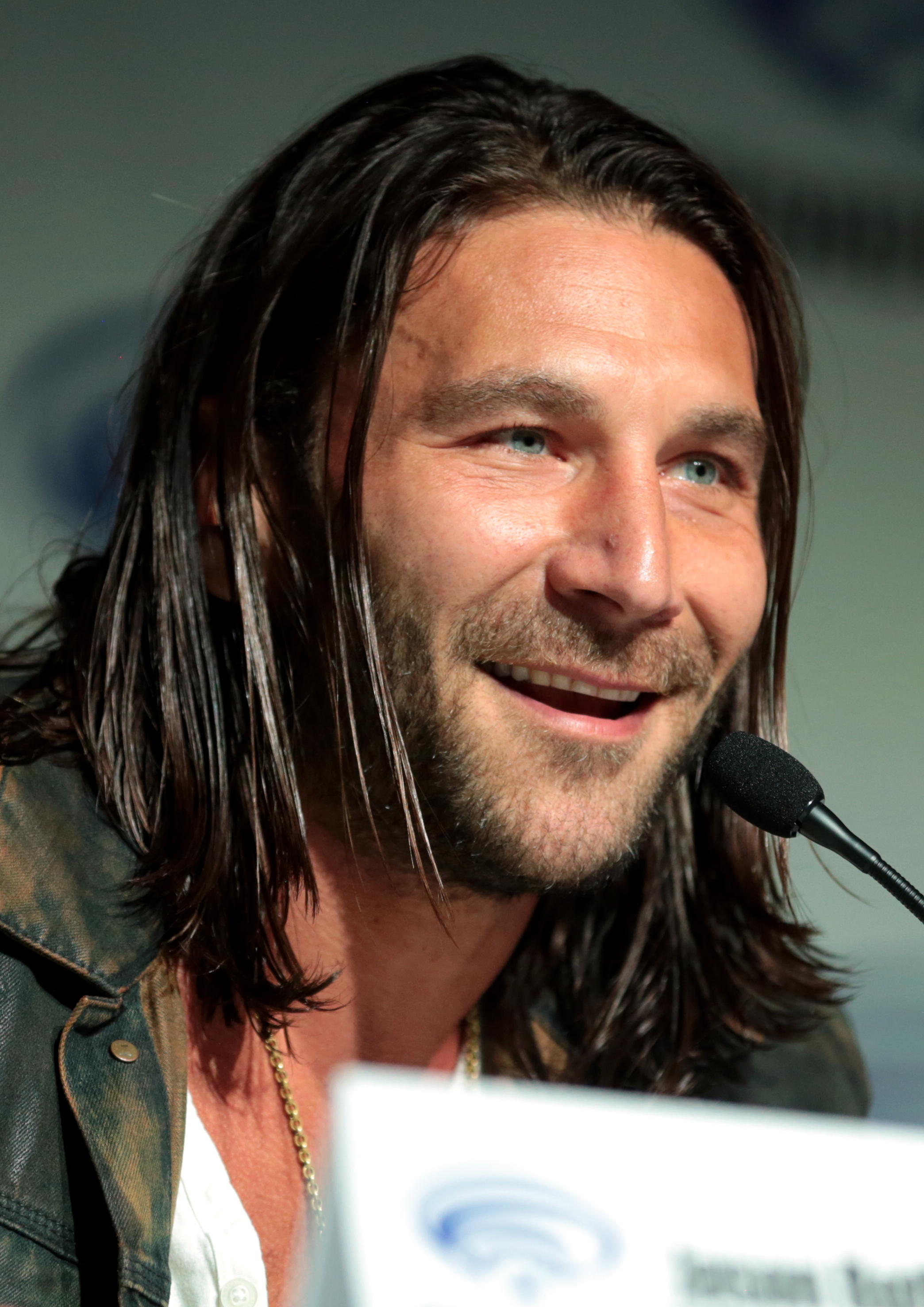
Zach McGowan interpreta Anton Ivanov

### Introdotti nella quinta stagione

#### Tess (stagione 5)
Tess (interpretata da Eve Harlow, doppiata da Gemma Donati) è una ragazza piena di risorse e auto-sufficiente. Durante la sosta di Coulson, May, Daisy, Simmons e Mack nel futuro li aiuta ad ambientarsi, ma viene successivamente uccisa dai Kree, per aver dato rifugio all'inumano Flint, viene in seguito resuscitata dai Kree e ritorna a combattere con Flint.

#### Kasius (stagione 5)
Kasius (interpretato da Dominic Rains) era un Kree che divenne il sovrintendente del Faro, governando i resti del pianeta Terra, pochi decenni dopo la sua distruzione. Aveva quasi schiavizzato la razza umana quasi estinta per assicurarsi che gli Inumani potessero ancora essere allevati e venduti a scopo di lucro. Tuttavia, Kasius si era stancato di governare su ciò che rimaneva della Terra e della sua popolazione, così aveva escogitato un piano per distruggere l'umanità una volta che avesse accumulato una fortuna personale sufficientemente grande. Quando Deke Shaw portò a Kasius Quake, questi decise di concentrare i suoi sforzi nel venderla sul miglior offerente, involontariamente permettendo a tutti gli alleati di Quake di salvarla e causare una ribellione. Questo fallimento causò il collasso di Kasius, che uccise il proprio fratello e tentò di uccidere ogni essere umano. Poiché tutti i piani di Kasius fallirono e anche Sinara, la sua alleata più vicina e la sua guerriera più capace e fidata, fu uccisa, scelse di bere l'Odium e combattere Alphonso Mackenzie, ma alla fine perse la sua ultima battaglia e fu ucciso da Mackenzie.

#### Sinara (stagione 5)
Sinara (interpretata da Florence Faivre) era il capo della guardia Kree al faro e la seconda in comando di Kasius, con il compito di controllare tutti gli Umani tenuti nel Faro. Dopo l'arrivo degli agenti dello S.H.I.E.L.D., Sinara aiutò Kasius a catturare Jemma Simmons e successivamente Quake (Daisy Johnson), così da poter vendere quest'ultima al miglior offerente per lasciare la Terra e tornare a Hala. La fedeltà di Sinara a Kasius fu messa alla prova quando le fu offerta la possibilità di partire con Faulnak, ma si schierò con il suo amante e lo aiutò a uccidere sia Faulnak che Maston-Dar prima di essere mandata nell'ultima missione per fermare o uccidere i fuggitivi (Tess, Flint, Quake, May, Fitz-Simmons e gli altri). Ma Sinara fu invece sconfitta ed uccisa durante lo scontro finale contro Quake.

#### Grill (stagione 5)
Grill (interpretato da Pruitt Taylor Vince) è un rude caposquadra. Viene ucciso da Flint perché stava cercando di consegnarlo a Kasius.

#### Flint (stagioni 5-6, guest stagione 7)
Flint (interpretato da Coy Stewart, doppiato da Federico Bebi) è un ragazzo in cerca di se stesso che vuole mostrare al mondo ciò di cui è capace. Viene successivamente trasformato in inumano dalla terrigenesi e viene nascosto da Tess, Coulson, Mack e Yo-Yo.

#### Hale (stagione 5)
Hale (interpretata da Catherine Dent) è un generale donna che dà la caccia a Coulson e la sua squadra, dopo il tentato omicidio di Glenn Talbot, viene uccisa da quest'ultimo dopo aver assorbito il Gravitonio.

#### Ruby (stagione 5)
Ruby (interpretata da Dove Cameron) è la figlia di Hale. Viene creata attraverso fecondazione artificiale da parte della madre. Come la madre, da quando era piccola è stata addestrata dall'Hydra con l'intento di creare la distruttrice di mondi attraverso la camera, attraverso la quale le verrà infuso il gravitonio. Taglierà le braccia a Yo-Yo. Si allea al giovane Von Strucker perché la madre la ritiene un fallimento per le sue missioni e viene definita inadeguata alla camera del gravitonio, a causa del suo temperamento. Sfrutta Fitz-Simmons per attivare la camera nella quale si introduce per solo l'8% del tempo, a causa dei dolori lancinanti. Dopo esservi uscita non riesce a tenere il controllo dei suoi nuovi poteri, a causa delle voci delle coscienze assorbite dal gravitonio e uccide Von Strucker. Mentre Daisy cerca di aiutarla, Yo-Yo entra nella stanza e, vedendo la situazione, crede Ruby una minaccia, e vedendo che è stata lei a tagliarle le braccia, agisce uccidendola.

#### Qovas (stagione 5)
Qovas (interpretato da Peter Mensah, doppiato da Alberto Angrisano) era il leader del Remorath e il suo rappresentante sulla Confederazione, che ha reclutato il generale Hale e HYDRA per lavorare insieme per salvare la Terra da un'imminente invasione aliena guidata da Thanos, chiedendo che consegnassero il gravitonio e tutti i loro Inumani in cambio della protezione. Dopo essersi alleato con il Glenn Talbot potenziato dal gravitonio, Qovas fu infine sconfitto in battaglia da Melinda May e ingannato per uccidere se stesso quando Deke Shaw mise i suoi missili per colpire la sua nave.

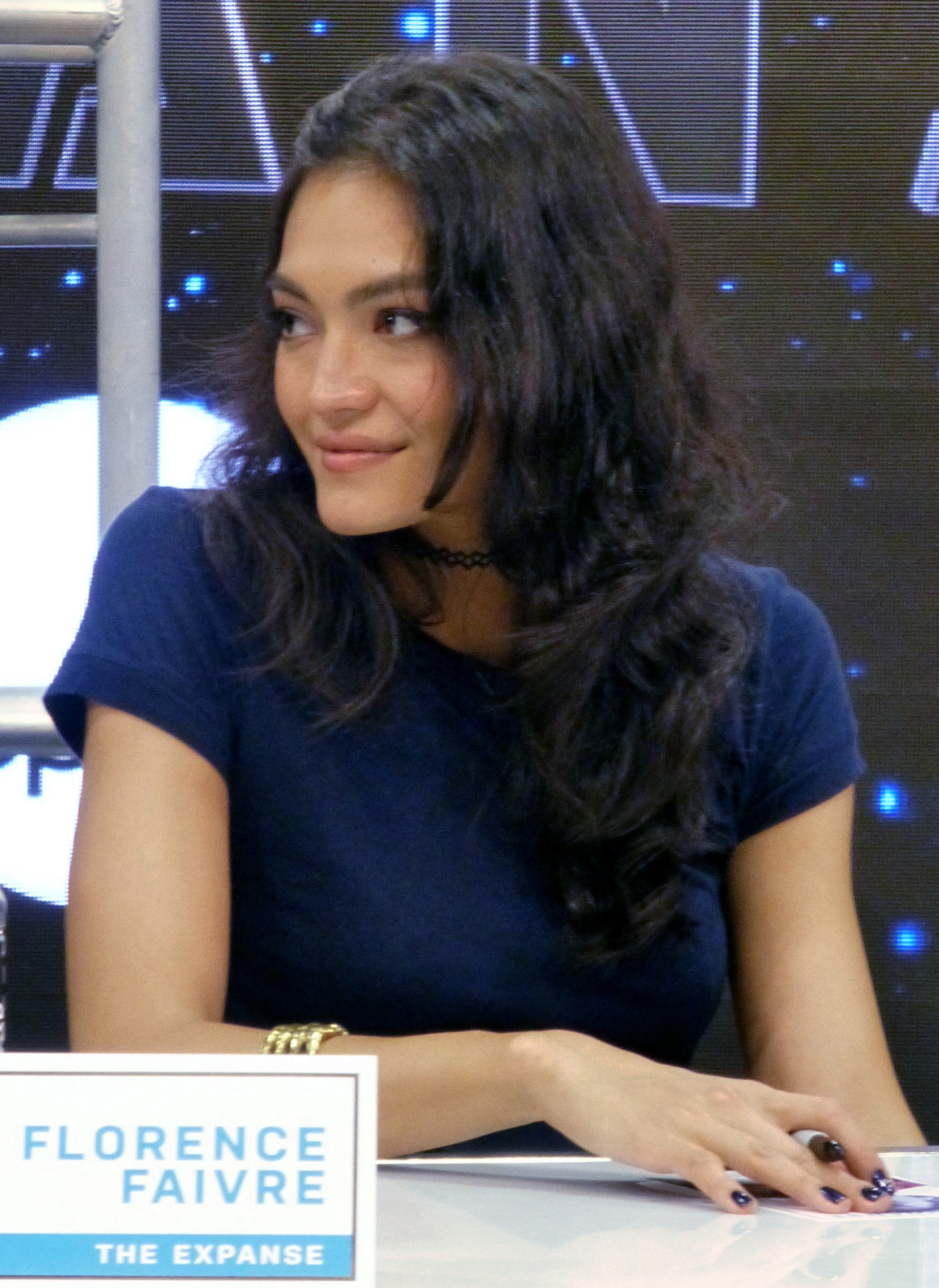
Florence Faivre interpreta Sinara
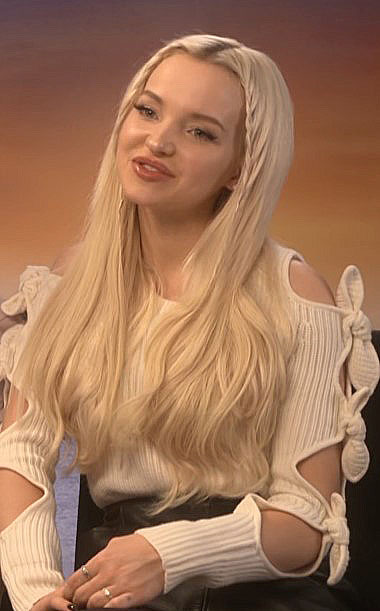
Dove Cameron interpreta Ruby
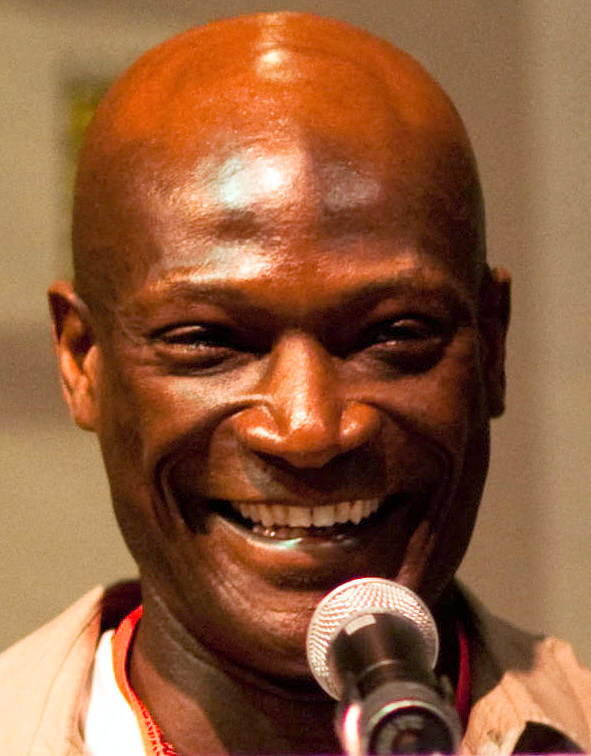
Peter Mensah interpreta Qovas

### Introdotti nella sesta stagione

#### Marcus Benson (stagione 6)
Marcus Benson (interpretato da Barry Shabaka Henley) è un professore di scienze naturali e collega di Andrew Garner che May ha reclutato per offrire la sua esperienza allo S.H.I.E.L.D.

#### Keller (stagione 6)
Keller (interpretato da Lucas Bryant) è un agente dello S.H.I.E.L.D che si innamora di Yo-Yo quando Mack è occupato. Dopo che è stato posseduto da uno Shrike e inizia a cristallizzare l'area, Yo-Yo non ha altra scelta che usare un coltello per uccidere il parassita a spese della vita di Keller.

#### Izel (stagione 6)
Izel (interpretata da Karolina Wydra, doppiata da Laura Boccanera) è una misteriosa aliena incorporea che recluta Fitz, Simmons e Enoch, per farsi accompagnare sulla Terra e ritrovare i suoi Di'Allas.

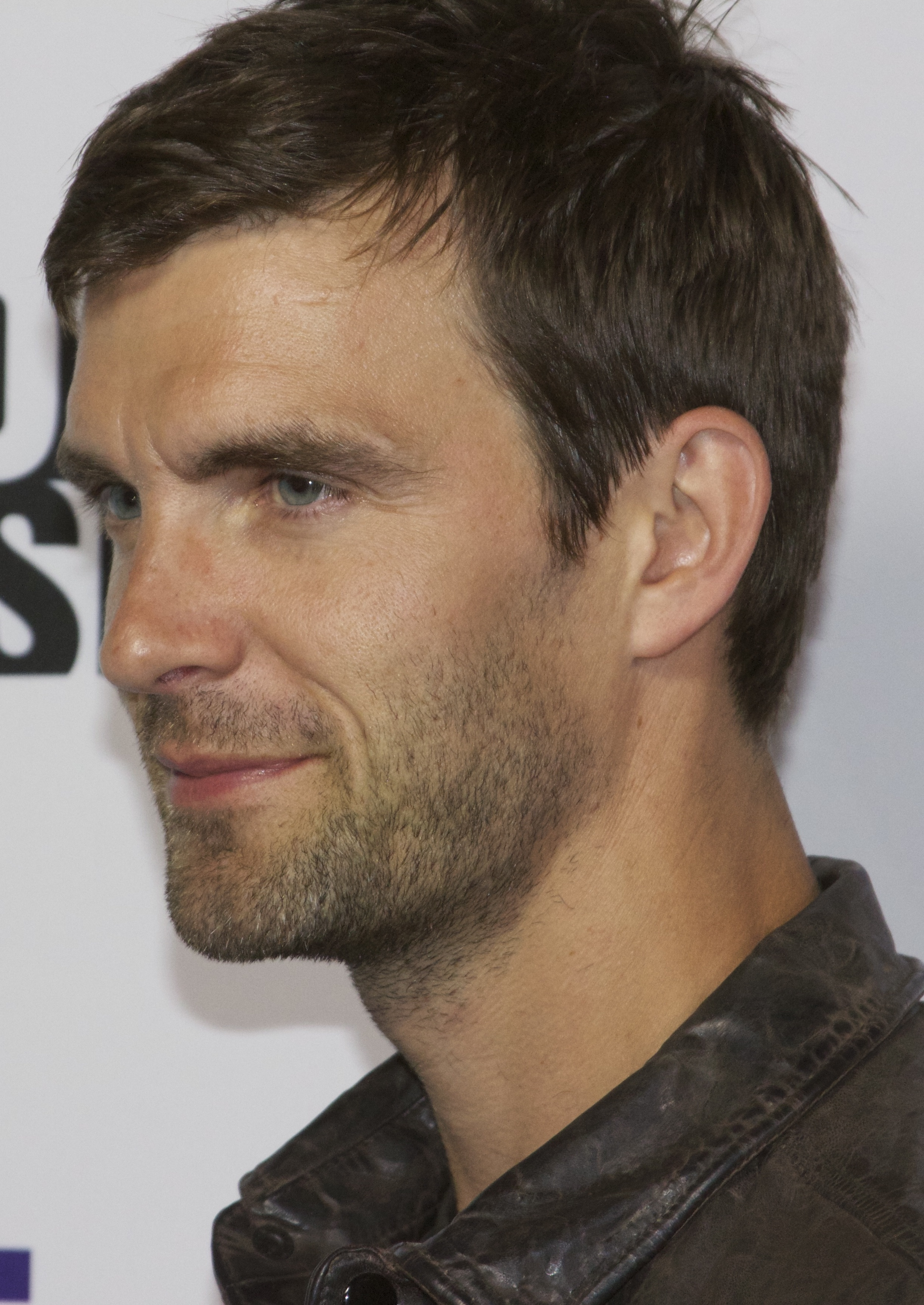
Lucas Bryant interpreta Keller

## Guest star
Elenco di guest star ricorrenti che sono apparse nella serie in ruoli minori o in camei comunque significativi.

### Introdotti nei film
- Maria Hill (interpretata da Cobie Smulders, doppiata da Federica De Bortoli) è la seconda in comando di Fury e vicedirettrice dello S.H.I.E.L.D.; dopo gli eventi di Captain America: The Winter Soldier lavora alle Stark Industries.
- Nick Fury (interpretato da Samuel L. Jackson, doppiato da Paolo Buglioni) è il direttore dello S.H.I.E.L.D.; in seguito agli eventi di The Winter Soldier nomina Coulson suo successore.
- Jasper Sitwell (interpretato da Maximiliano Hernández, doppiato da Roberto Certomà) è un agente dello S.H.I.E.L.D. e amico di Coulson; durante gli eventi di The Winter Soldier si scopre essere un membro dell'HYDRA. Viene ucciso dal Soldato d'Inverno.
- Lady Sif (interpretata da Jaimie Alexander, doppiata da Ilaria Latini) è una guerriera asgardiana e amica d'infanzia di Thor.
- Peggy Carter (interpretata da Hayley Atwell, doppiata da Ilaria Latini) è un agente della Strategic Scientific Reserve (SSR) e cofondatrice dello S.H.I.E.L.D..
- Dum Dum Dugan (interpretato da Neal McDonough, doppiato da Roberto Pedicini) è un membro di spicco degli Howling Commandos e amico di Peggy Carter.
- Jim Morita (interpretato da Kenneth Choi, doppiato da Stefano Santerini) è un membro degli Howling Commandos e amico di Peggy Carter.
- Dr. List (interpretato da Henry Goodman, doppiato da Gianni Giuliano) è un membro di alto rango dell'HYDRA e assistente del barone Strucker, con il quale conduce esperimenti sui superumani.
- Matthew Ellis (interpretato da William Sadler, doppiato da Fabrizio Pucci[41] e Sergio di Giulio[42]) è il presidente degli Stati Uniti d'America.

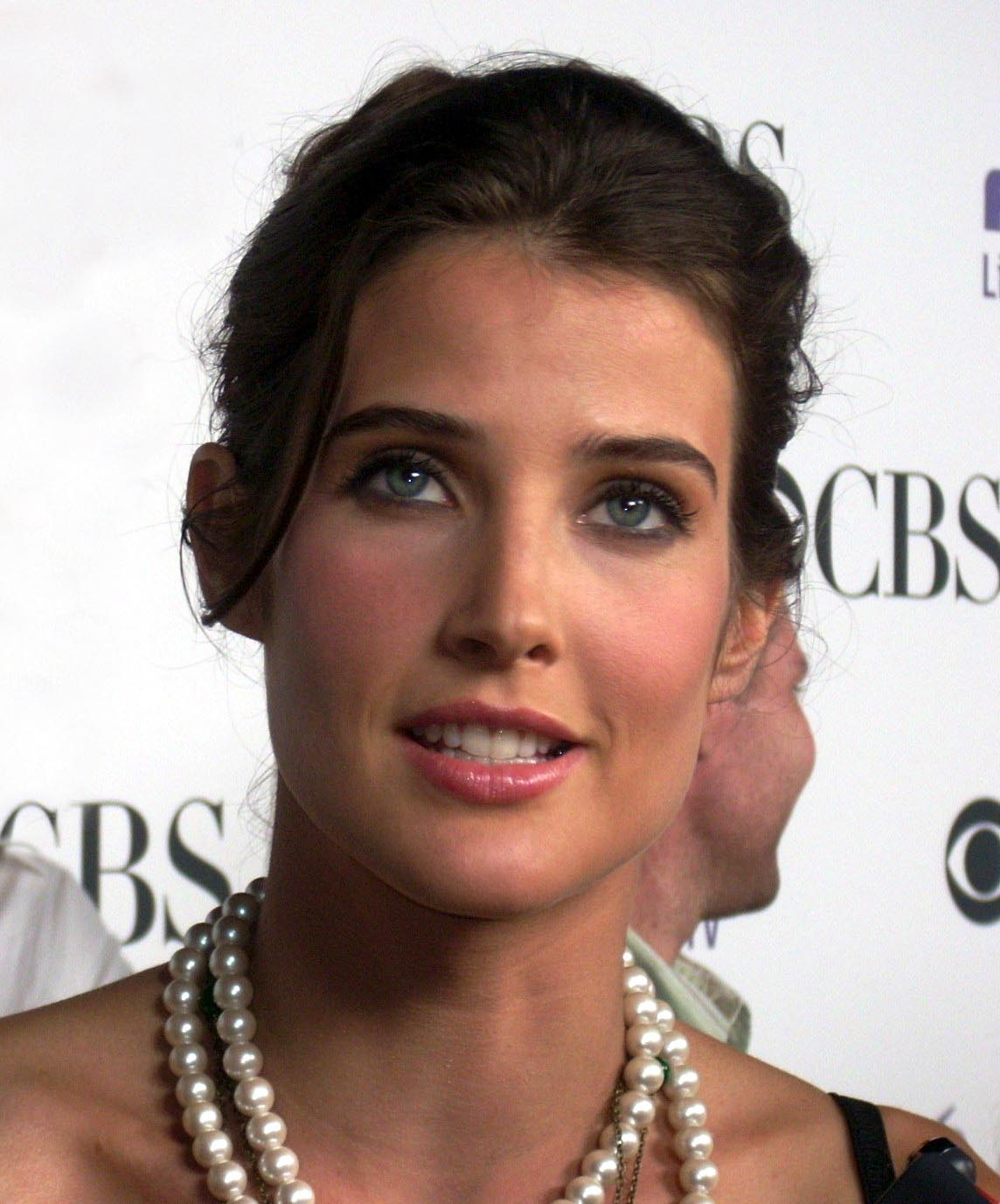
Cobie Smulders interpreta Maria Hill
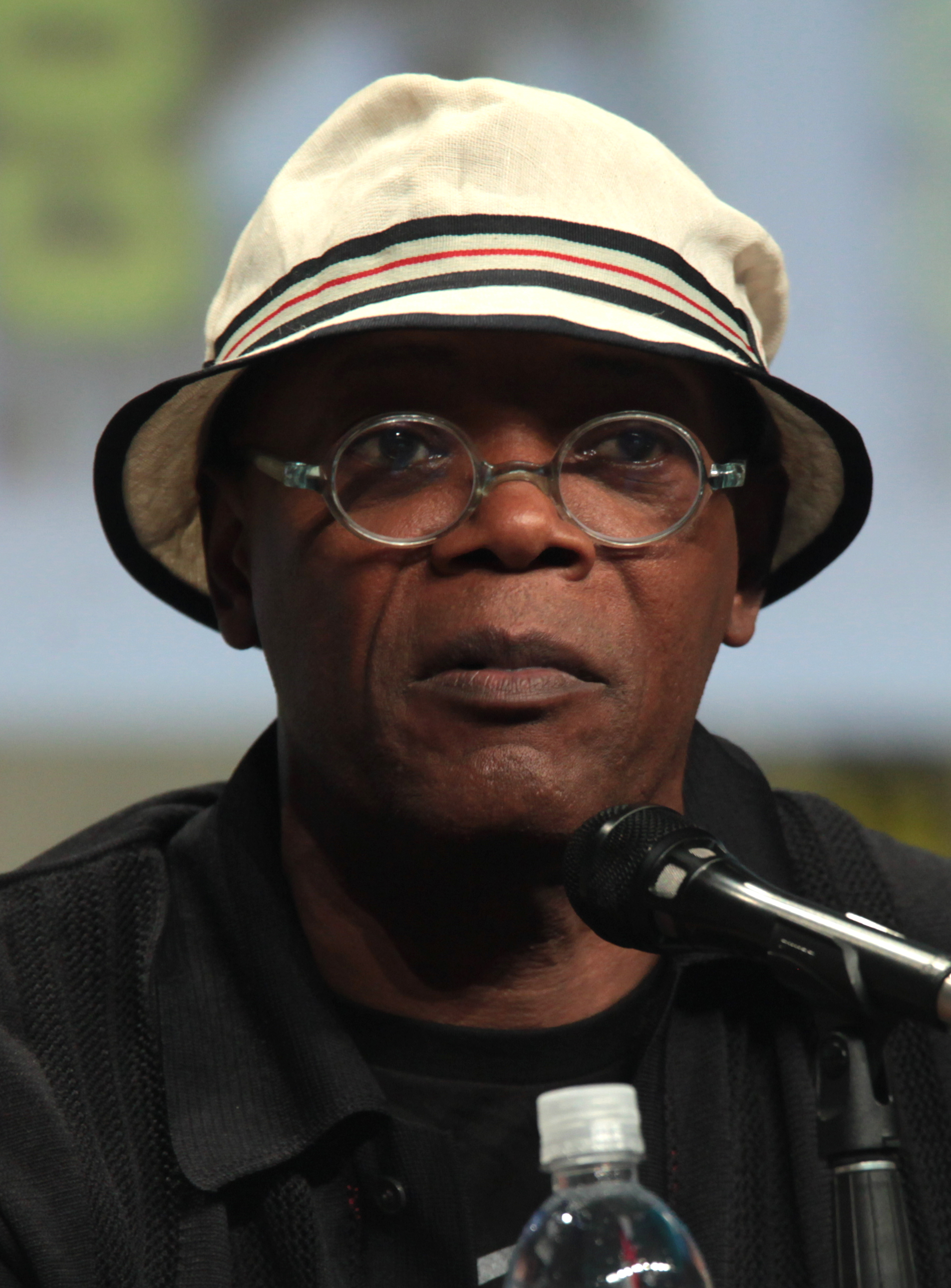
Samuel L. Jackson interpreta Nick Fury
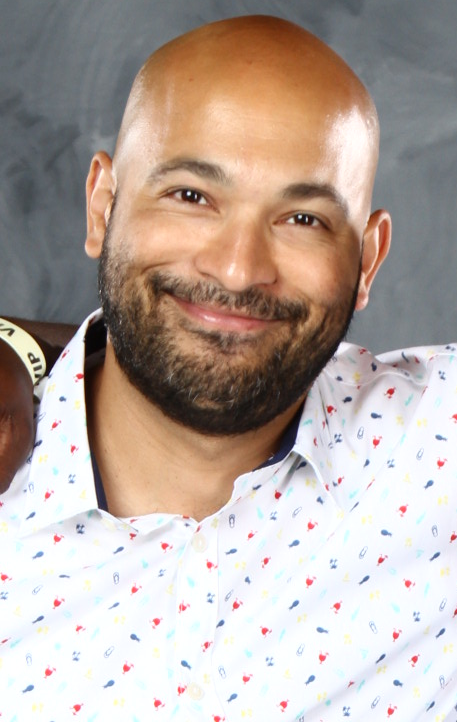
Maximiliano Hernández interpreta Jasper Sitwell
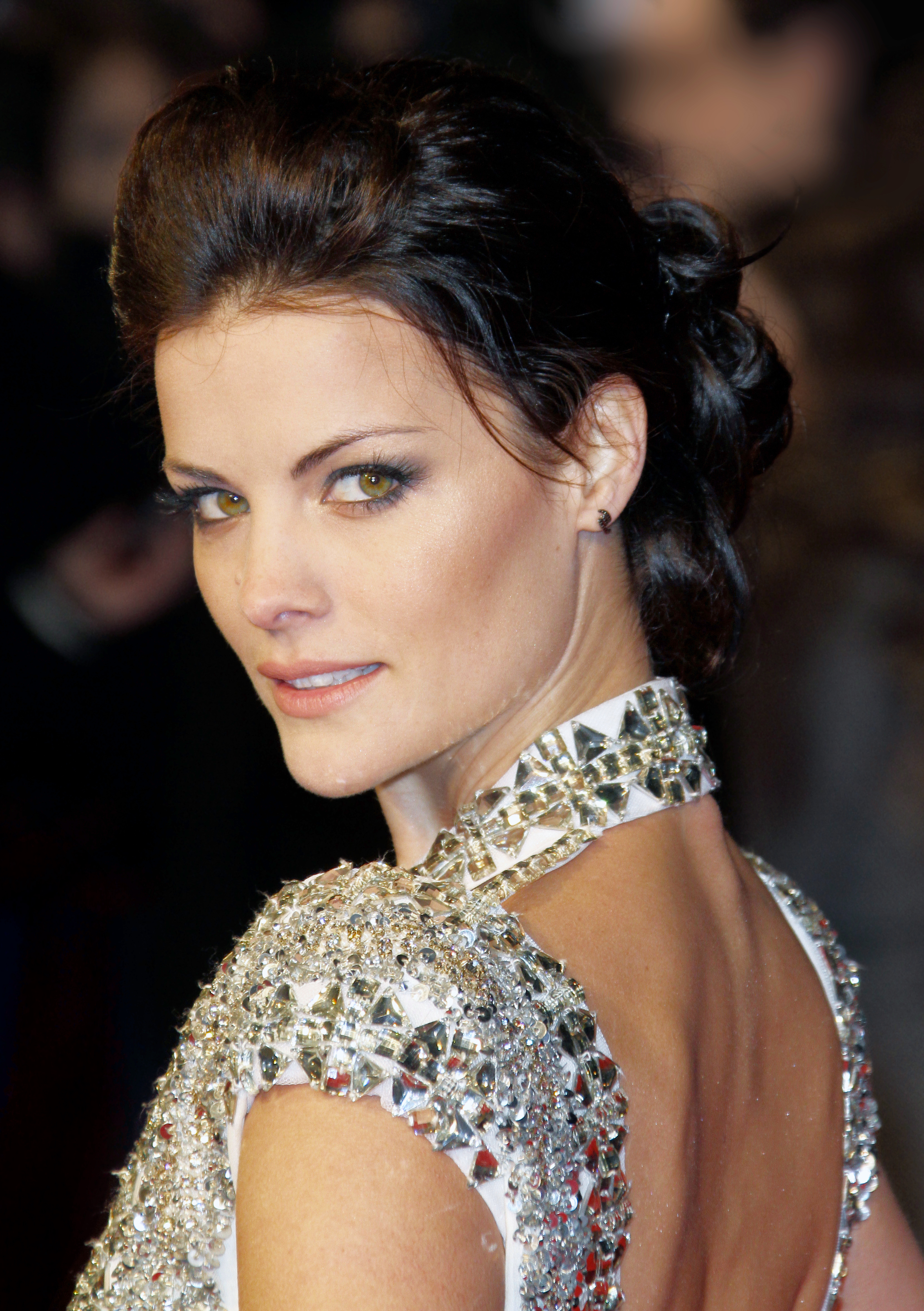
Jaimie Alexander interpreta Sif
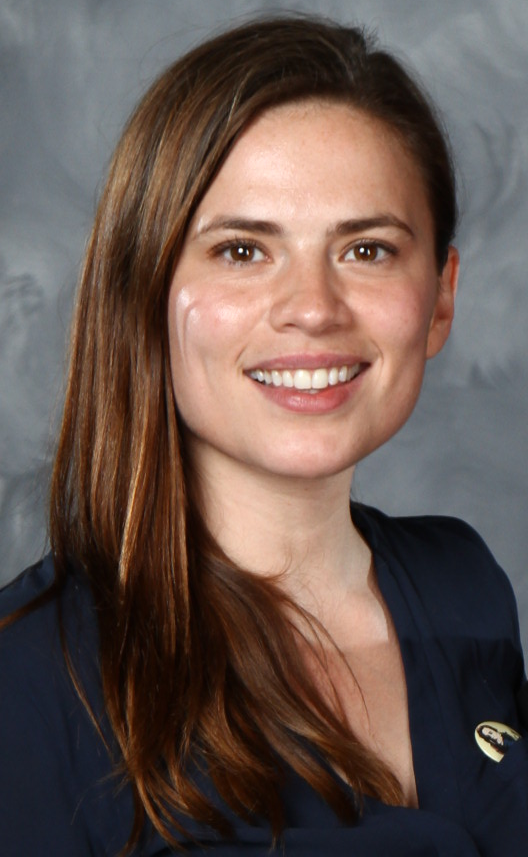
Hayley Atwell interpreta Peggy Carter
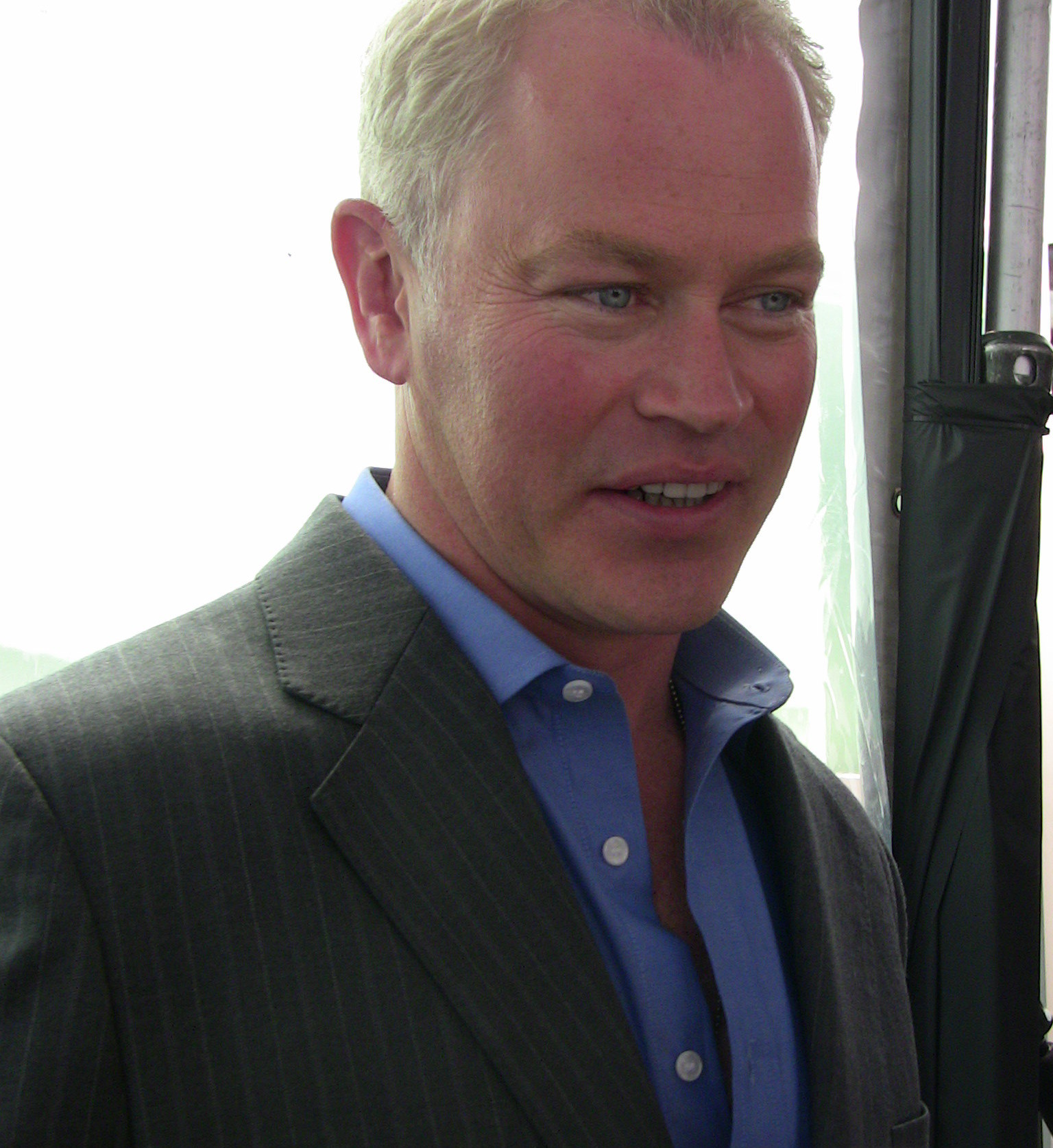
Neal McDonough interpreta Dum Dum Dugan
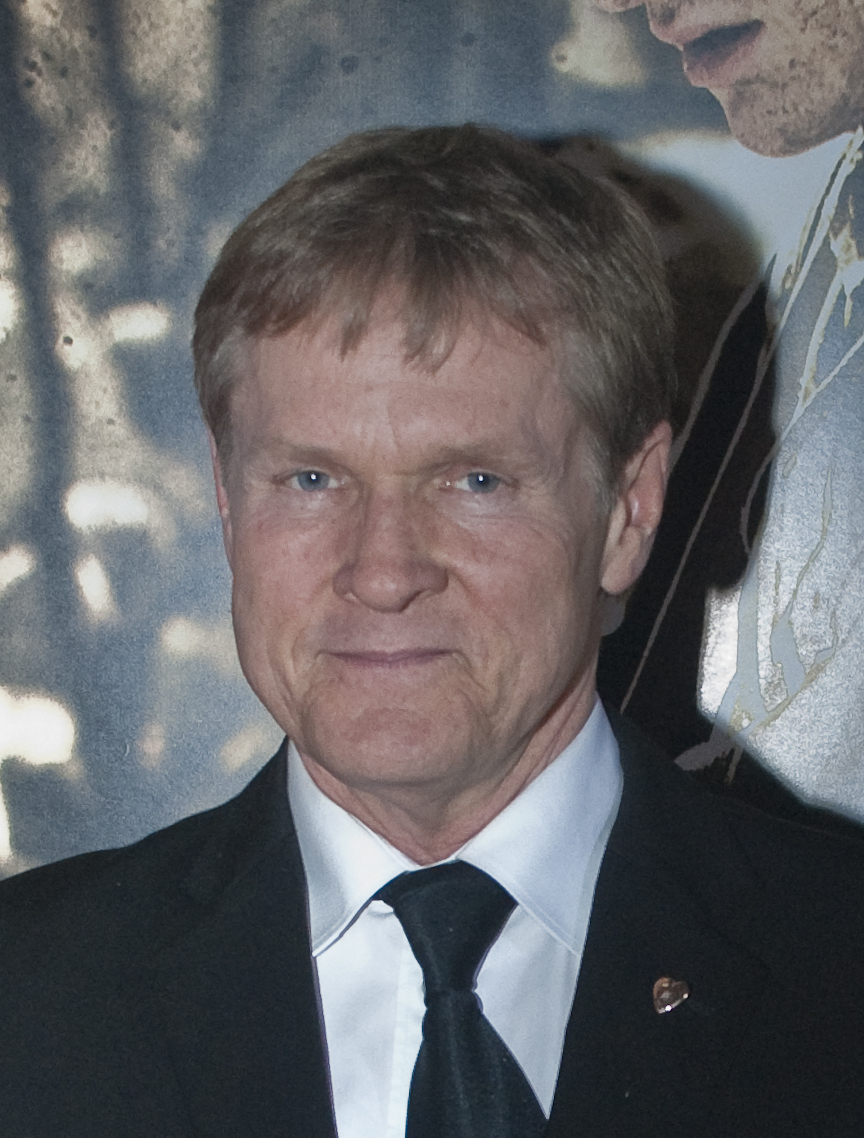
William Sadler interpreta il presidente Matthew Ellis

### Introdotti nei Marvel One-Shots
- Felix Blake (interpretato da Titus Welliver, doppiato da Stefano Benassi e Francesco Prando) è un agente dello S.H.I.E.L.D. che rimane paralizzato in seguito a uno scontro con Deathlok e si mette alla guida del gruppo terroristico dei Cani da guardia.

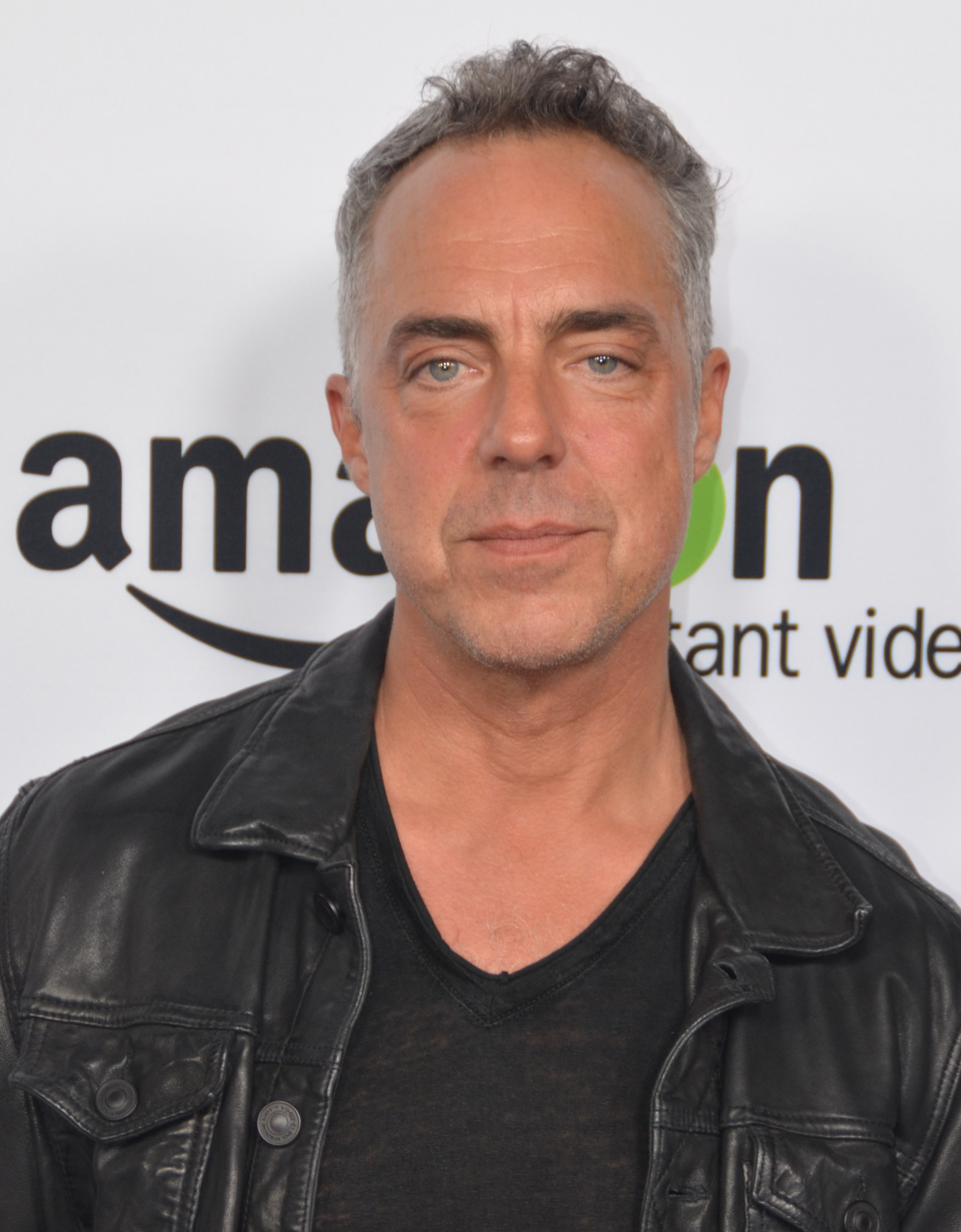
Titus Welliver interpreta Felix Blake

### Introdotti nella prima stagione
- Dr. Franklin Hall (interpretato da Ian Hart, doppiato da Roberto Chevalier) è un ricercatore idealista dello S.H.I.E.L.D. ed ex-professore di Fitz-Simmons. Grazie al "Gravitonium" creato da Quinn riesce a manipolare a piacimento la gravità. Dopo un confronto con la squadra di Coulson rimane intrappolato all'interno del "Gravitonium" in forma mutata.
- Elliot Randolph (interpretato da Peter MacNicol, doppiato da Luca Dal Fabbro) è un guerriero asgardiano che vive a Siviglia sotto le mentite spoglie di un professore di storia.
- Donnie Gill / Blizzard (interpretato da Dylan Minnette, doppiato da Flavio Aquilone) è un introverso e geniale cadetto dell'Academia S.H.I.E.L.D. di Scienze e Tecnologie che assieme al suo migliore amico Seth Dormer sviluppa un dispositivo congelante; in seguito a un incidente con il dispositivo ha sviluppato capacità criocinetiche.
- Lorelei (interpretata da Elena Satine, doppiata da Sara Ferranti) è una pericolosa asgardiana assetata di potere e capace di controllare qualunque uomo grazie alla sola voce; durante l'attacco degli Elfi Oscuri ad Asgard evade dalla prigione in cui era stata rinchiusa per oltre 600 anni e fugge sulla Terra, dove però viene raggiunta e nuovamente catturata da Sif con l'aiuto della squadra di Coulson.
- Marcus Daniels / Blackout (interpretato da Patrick Brennan, doppiato da Fabrizio Dolce e Gaetano Lizzio) è un ricercatore che dopo un incidente diviene un tutt'uno con la Forza Oscura e acquisisce la capacità di assorbire qualunque tipo di energia cinetica. Rinchiuso nella Ghiacciaia, viene liberato grazie da Garrett e Ward, e affronta poi la squadra di Coulson, che lo bombarda di raggi gamma fino a farlo esplodere, apparentemente uccidendolo.
- Audrey Nathan (interpretata da Amy Acker, doppiata da Barbara Pitotti) è una violoncellista della filarmonica di Portland, Oregon, con cui, prima degli eventi di New York, Coulson aveva una relazione.
- Lian May (interpretata da Tsai Chin, doppiata da Graziella Polesinanti) è la madre di Melinda May nonché spia veterana di un'imprecisata organizzazione segreta canadese.

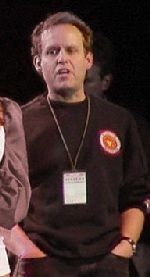
Peter MacNicol interpreta Elliot Randolph
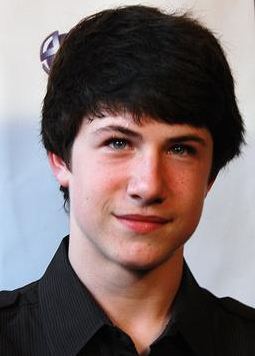
Dylan Minnette interpreta Blizzard
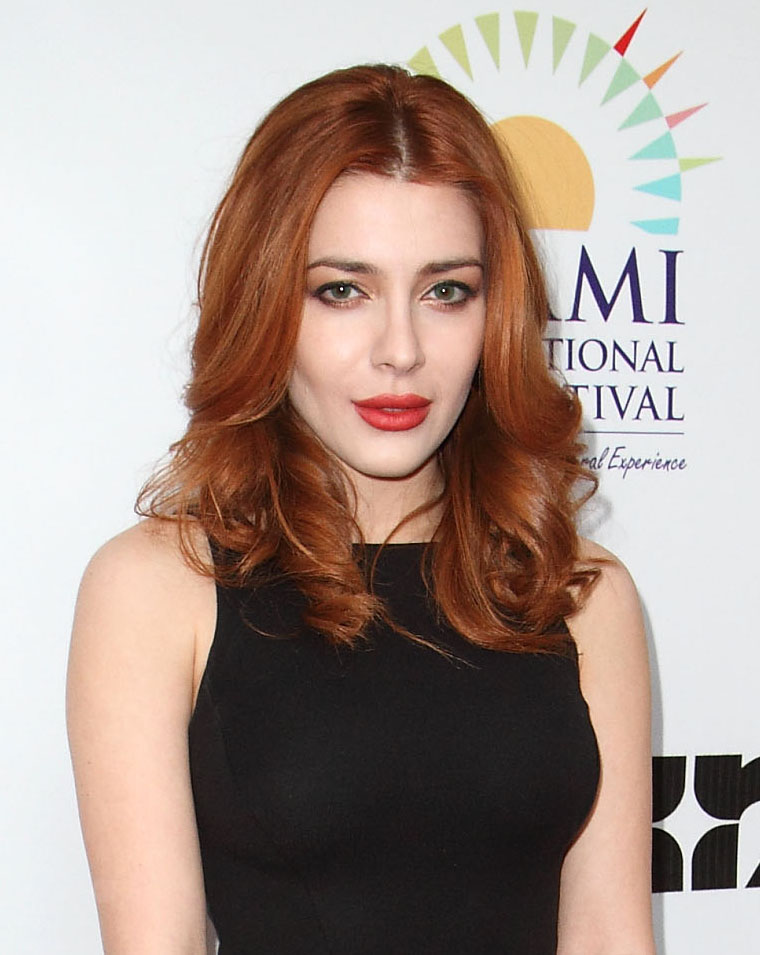
Elena Satine interpreta Lorelei
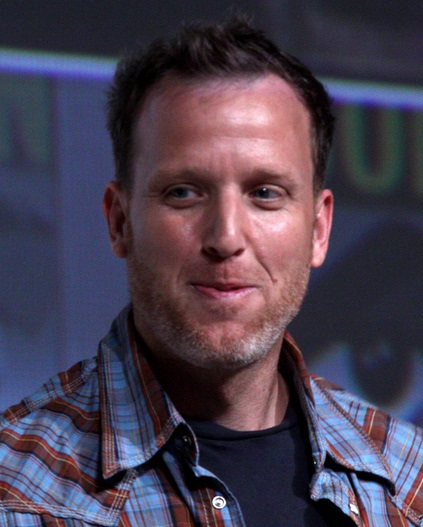
Patrick Brennan interpreta Blackout
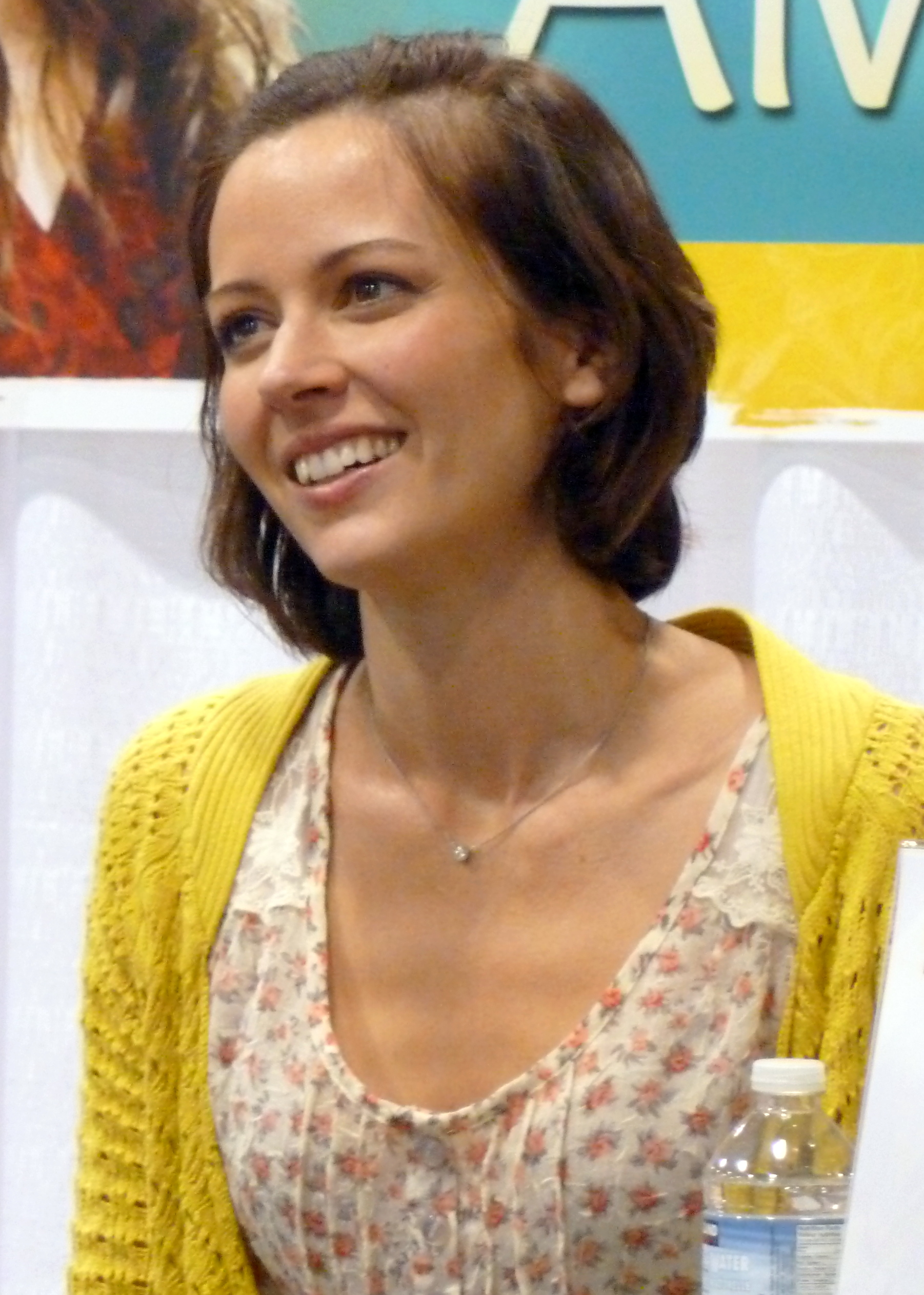
Amy Acker interpreta Audrey Nathan

### Introdotti nella seconda stagione
- Carl "Crusher" Creel / Uomo Assorbente (interpretato da Brian Patrick Wade, doppiato da Massimo Bitossi) è un ex-pugile reclutato nell'HYDRA da Garrett; lavora per Whitehall ed è capace di tramutare la propria costituzione fisica in quella di qualsiasi materiale tocchi; viene catturato dalla squadra di Coulson e dato in custodia di Talbot, che lo libera dal condizionamento e ne fa la sua guardia del corpo.
- Isabelle "Izzy" Hartley (interpretata da Lucy Lawless, doppiata da Alessandra Cassioli) è un'ex-agente S.H.I.E.L.D. amica di Coulson e Bobbi, divenuta mercenaria e compagna di Hunter; viene uccisa da Creel.
- Marcus Scarlotti / Whiplash (interpretato da Falk Hentschel, doppiato da Guido Sagliocca) è un mercenario al soldo dell'HYDRA con una forte predilezione per il combattimento all'arma bianca e le fruste; partecipa al complotto ordito da Whitehall per screditare lo S.H.I.E.L.D. davanti all'opinione pubblica e si rende responsabile assieme ai suoi complici della disfatta dei pochi agenti che l'organizzazione aveva ancora in Belgio, tuttavia viene sconfitto dopo un violento scontro con May e consegnato agli uomini di Talbot assieme ai suoi complici.
- Christian Ward (interpretato da Tim DeKay, doppiato da Stefano De Sando) è un senatore del Massachusetts e fratello maggiore di Grant Ward; da giovane maltrattò ripetutamente Grant e il loro fratello minore Thomas. Viene ucciso da Grant insieme ai suoi genitori, facendo sembrare l'accaduto un suicidio.
- David Angar / Angar l'urlatore (interpretato da Jeff Daniel Phillips) è un criminale con capacità vocali tanto sviluppate da indurre catatonia al minimo sussurro; dopo anni di prigionia in una struttura segreta dello S.H.I.E.L.D. viene liberato da Cal per aiutarlo a vendicarsi ma finisce per essere nuovamente catturato.

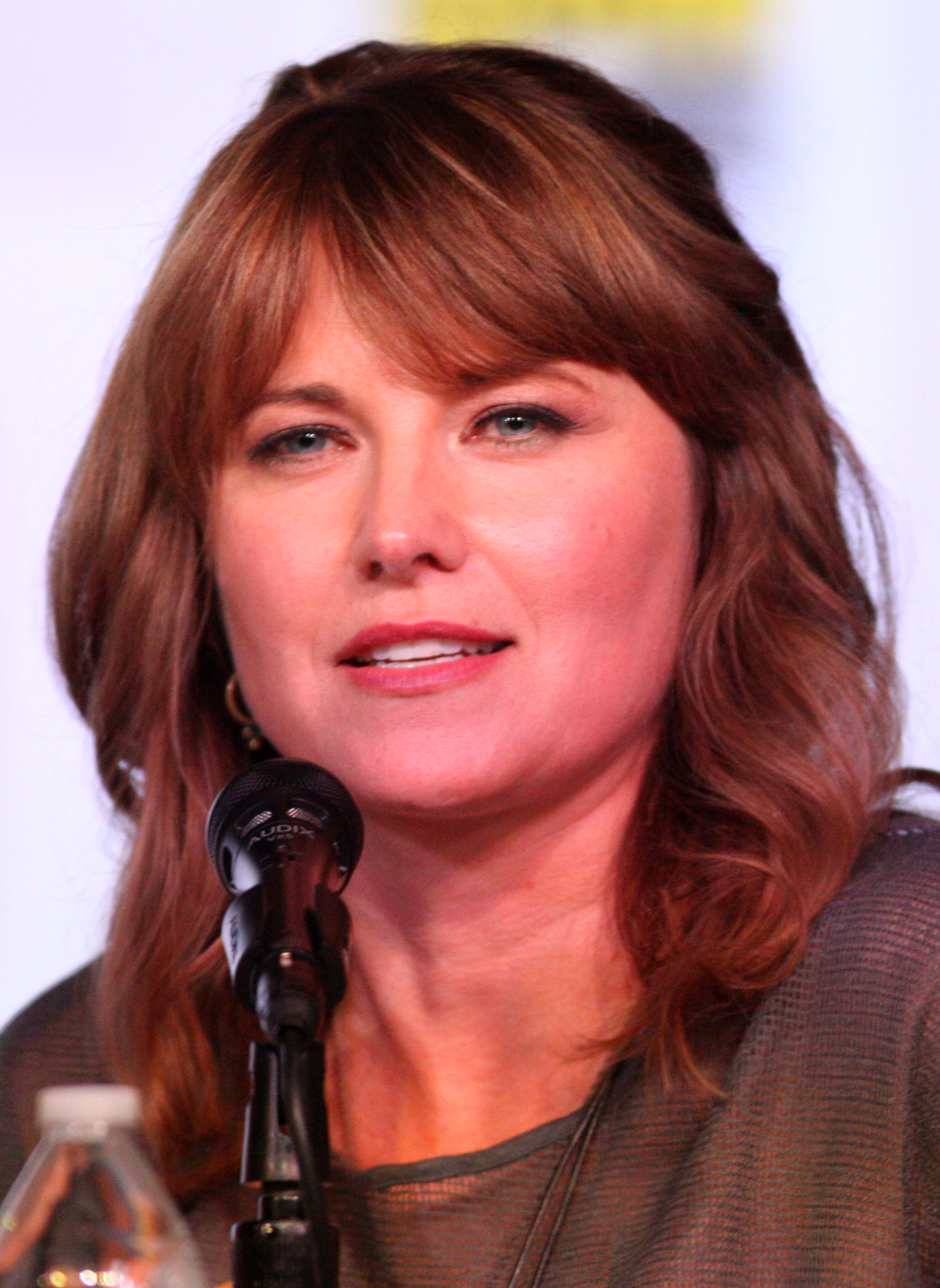
Lucy Lawless interpreta Isabelle "Izzy" Hartley
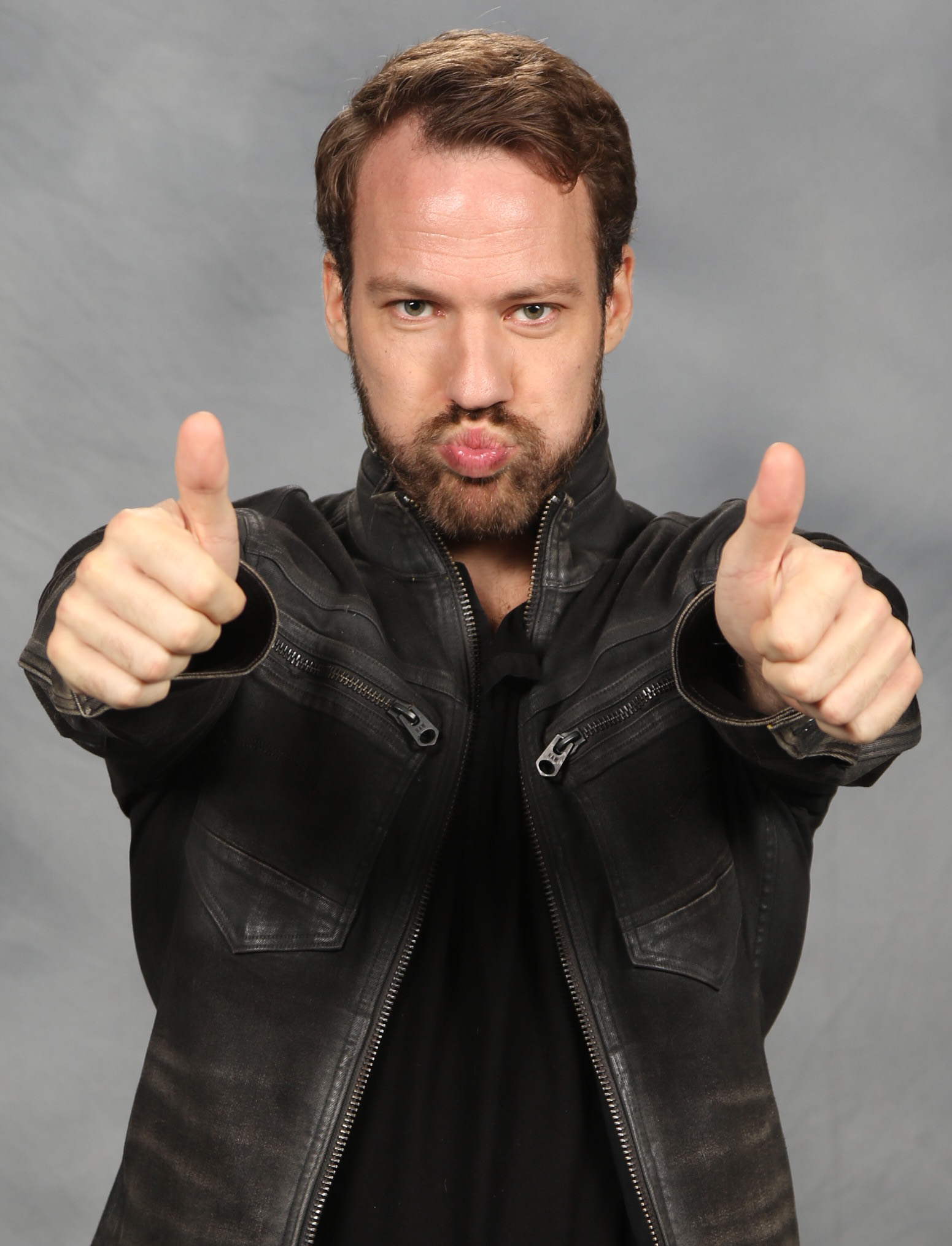
Falk Hentschel interpreta Marcus Scarlotti
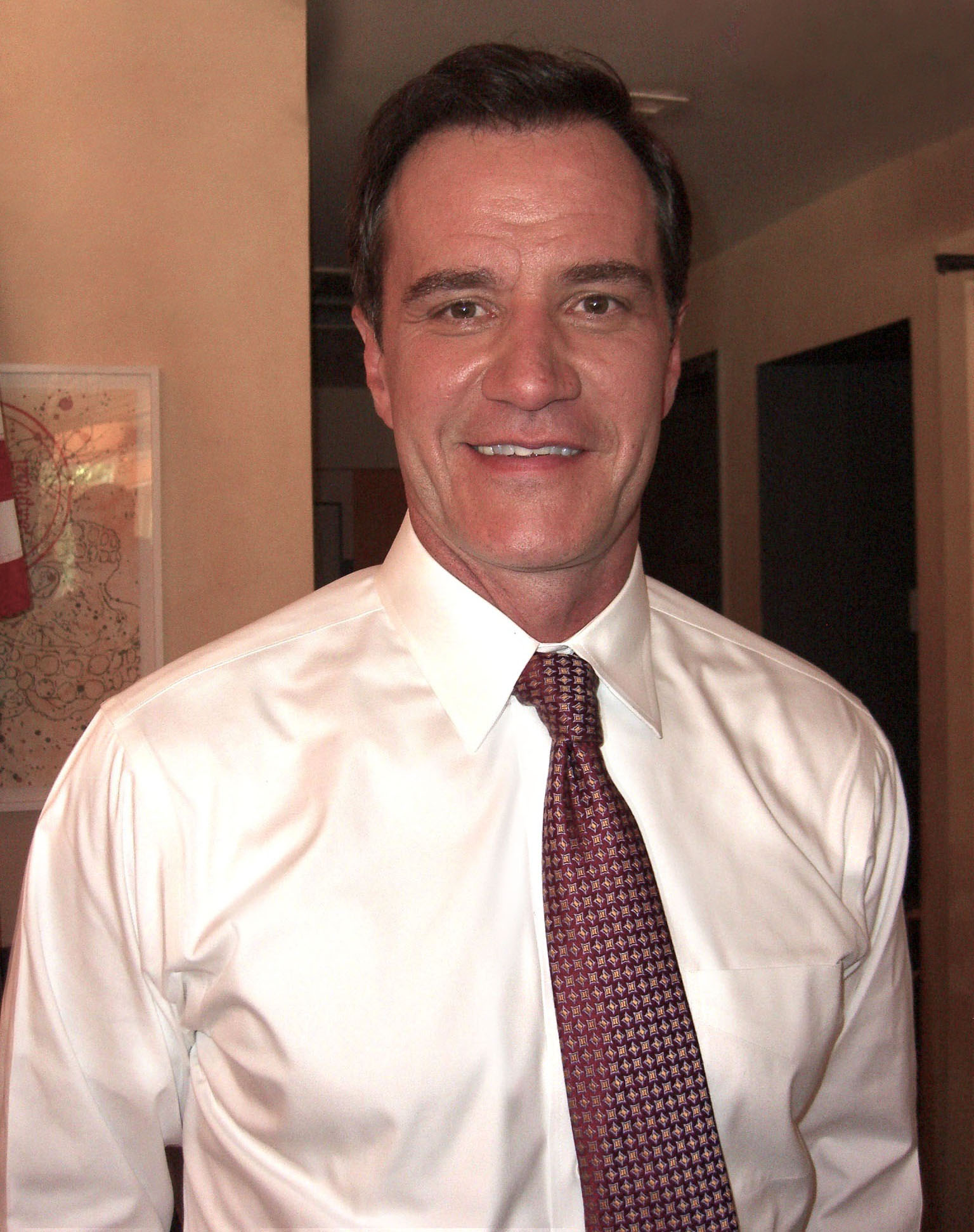
Tim DeKay interpreta il senatore Ward

### Introdotti nella terza stagione
- William May (interpretato da James Hong, doppiato da Mauro Bosco) è il padre di Melinda May e l'ex-marito della spia Lian May.[43]
- Will Daniels (interpretato da Dillon Casey) è un astronauta della NASA che dal 2001 vive da solo sul pianeta alieno chiamato Maveth.[44] Dopo aver salvato Simmons aiutandola a fuggire, viene ucciso da Hive, che si serve brevemente del suo corpo come ospite.
- Thomas Ward (interpretato da Tyler Ritter, doppiato da Alessio Puccio) è il fratello minore di Christian e Grant Ward, da bambino è stato spesso maltrattato da genitori e fratello maggiore, nonostante Grant cercasse di proteggerlo. Crescendo si è allontanato dalla famiglia diventando un gioielliere.
- Stephanie Malick (interpretata da Bethany Joy Lenz, doppiata da Loretta Di Pisa) è la figlia di Gideon Malick, viene uccisa da Hive per punire suo padre di aver tradito il fratello mandandolo, vari decenni prima, su Maveth.
- Ruben MacKenzie (interpretato da Gaius Charles, doppiato da Andrea Mete) è il fratello minore di Mack.
- Lucio (interpretato da Gabriel Salvador): un inumano membro della polizia colombiana che può paralizzare temporaneamente chiunque lo guardi negli occhi. Dopo esser stato preso sotto controllo da Hive, viene ucciso da Joey.
- Anderson (interpretato da Alexander Wraith): un agente dello S.H.I.E.L.D assistente di Coulson.
- Piper (interpretata da Briana Venskus): un agente dello S.H.I.E.L.D. membro della squadra d'assalto di May. Successivamente diventa un membro abbastanza rilevante e forte, in quanto nella quarta stagione viene scelta da Simmons, Yo-Yo e Daisy (insieme all'agente Davis e all'agente Prince, che sarà poi ucciso da Aida mentre cercherà di far scappare Fitz dalla base) per far parte del piccolo gruppo che a bordo di un quinjet cercherà di scappare dai russi e di permettere a Simmons e Daisy di far tornare nel mondo reale Coulson e gli altri. Quando il team viene catturato Piper diventa una latitante e in seguito conoscerà il generale Hale, credendo che voglia solo aiutare Coulson e i suoi portandoli in una trappola organizzata dallo stesso generale apparentemente al solo e unico scopo di catturarli ma scoprendo troppo tardi il vero scopo di Hale rendendosi anche colpevole, seppur indirettamente, dell'amputazione delle braccia di Elena. Avrà l'occasione di redimersi quando, nel finale della quinta stagione, ridiventerà un agente operativo.
- Davis (interpretato da Maximilian Osinski): un agente dello S.H.I.E.L.D. di livello medio facente parte dell'organizzazione sin da prima degli eventi dell'HYDRA che iniziò a studiare come si pilota un velivolo poco prima dell'inizio degli eventi legati ai replicanti. Fa parte, insieme a Prince e a Piper, del gruppo scelto da Daisy, Simmons e di cui in seguito farà parte anche Yo-Yo incaricata di scappare dalla base a bordo di un quinjet e di proteggere Daisy e Simmons, entrate nel Framework con lo scopo di far scappare il team, assumendo il ruolo di pilota anche se alle prime armi, dimostrando bravura in ciò. Dopo che Aida uccise Prince, arrivò insieme a Piper e per far prendere a lei e Fitz del tempo per scappare le sparò più volte ma grazie alle abilità curative da poco assunte, l'ex-automa si rialzò e lo colpì, uccidendolo almeno apparentemente. Tuttavia insieme ad altri agenti verrà in seguito salvato da Deathlock/Mike Petersen, ritornato dalla parte dello S.H.I.E.L.D., cavandosela con una grossa cicatrice che scorre verticalmente nella sua faccia accanto all'occhio destro ed entrerà a far parte della nuova organizzazione risorta grazie a Coulson una volta reclutato da Deke. In seguito diventerà il "pilota in seconda" dopo di May ma anche un agente operativo, operando numerose volte verso il finale della quinta stagione insieme a Kim, il quale sarà poi però ucciso da un Glenn Talbot oramai impazzito. Viene definito da Piper come "immortale".

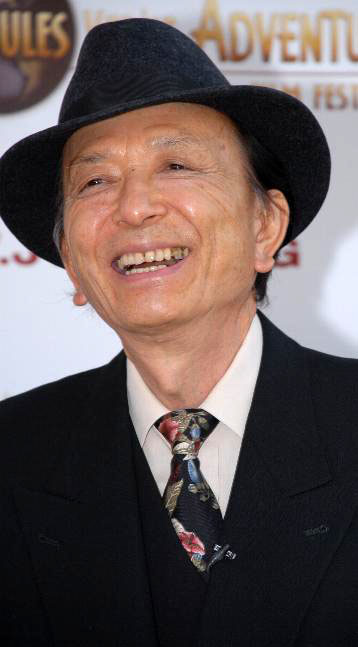
James Hong interpreta William May
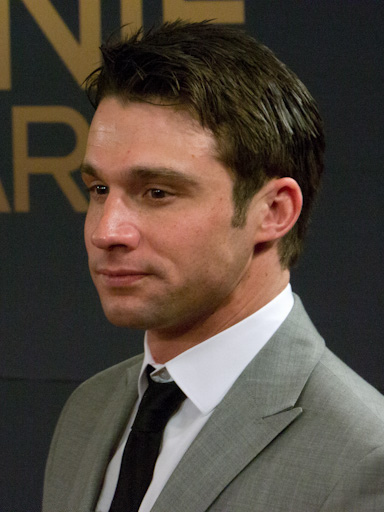
Dillon Casey interpreta Will Daniels
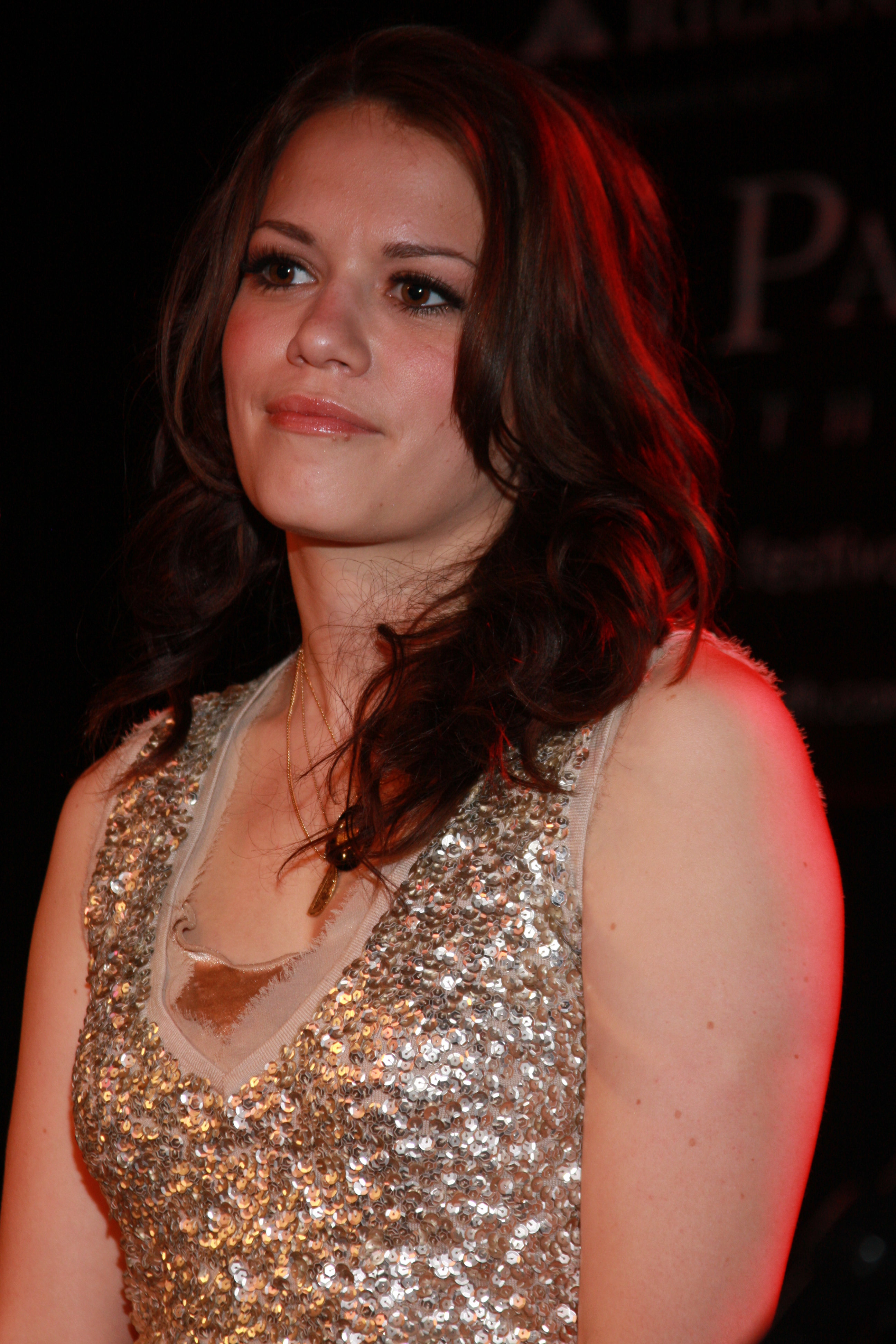
Bethany Joy Lenz interpreta Stephanie Malick
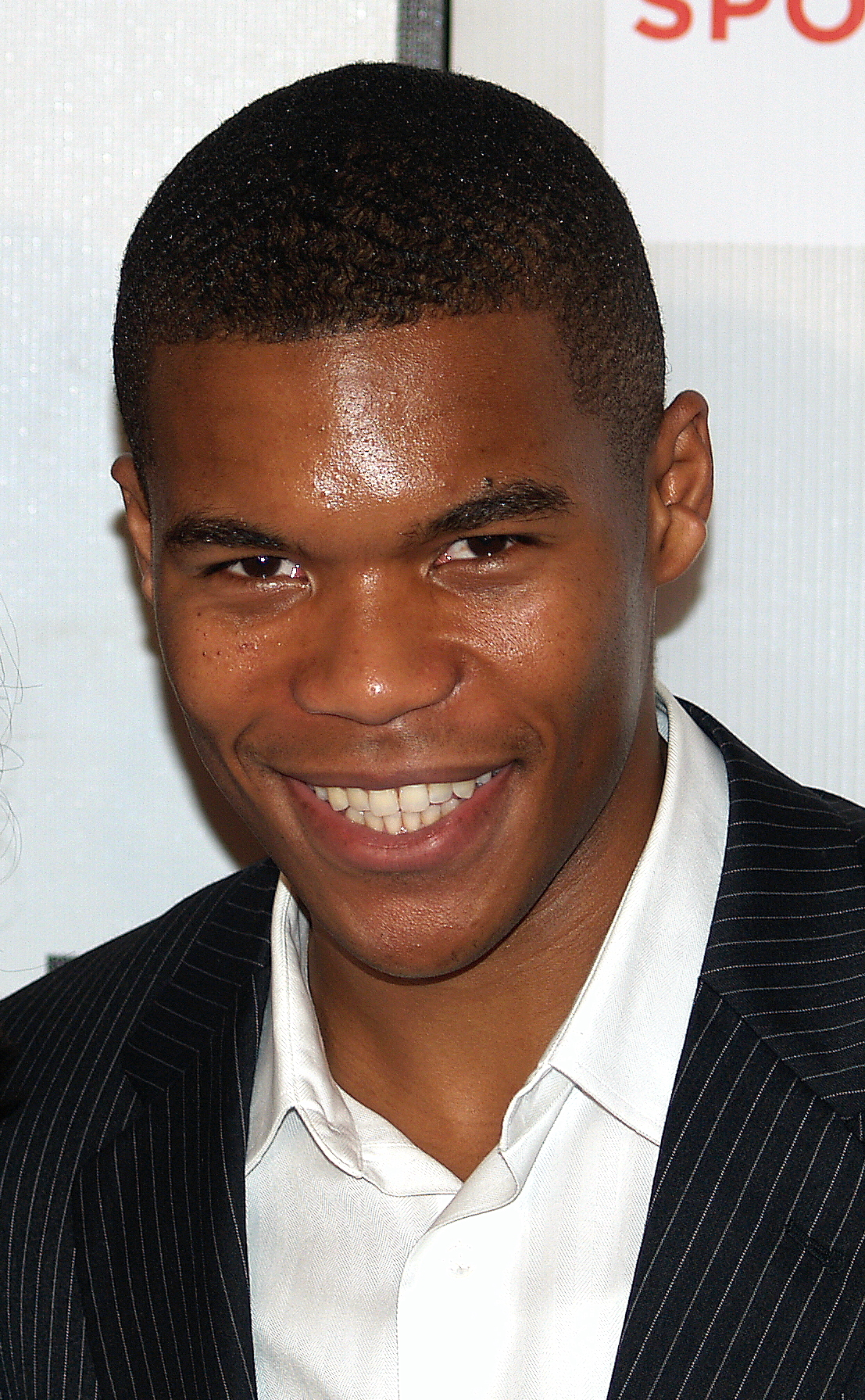
Gaius Charles interpreta Ruben MacKenzie

### Introdotti nella quarta stagione
- Joseph Bauer (interpretato da Kerr Smith, doppiato da Edoardo Nordio): marito e collega di Lucy Bauer ha sfruttato il Darkhold per i suoi esperimenti.
- Burrows (interpretato da Patrick Cavanaugh): addetto alle pubbliche relazioni dello S.H.I.E.L.D.
- Vijay Nadeer (interpretato da Manish Dayal, doppiato da Carlo Scipioni): il fratello Inumano di Ellen Nadeer; il suo potere è la supervelocità e il vedere gli altri al rallentatore. Si schiererà dalla parte della sorella che però, per dimostrare la sua fiducia ai cani da guardia, lo ucciderà almeno apparentemente a bordo di un elicottero con dei colpi di pistola lasciandolo poi cadere in mare. Si vedrà però nella scena dopo i titoli di coda il suo corpo ripietrificarsi, facendo capire che non è morto del tutto.
- Terrence Shockley (interpretato da John Pyper-Ferguson, doppiato da Roberto Draghetti): membro dei Cani da Guardia e alleato di Ellen Nadeer , si autosottopone accidentalmente alla terrigenesi, ottenendo la capacità di esplodere per poi ricomporsi, uccide Nadeer esplodendo e cerca di fare lo stesso con l'aereo di Colson, ma viene lanciato fuori poco prima che esplodesse, le sue sorti sono ignare.
- L.T. Koenig (interpretata da Artemis Pebdani, doppiata da Marina Guadagno): agente dello S.H.I.E.L.D. e sorella dei fratelli Koenig.
- Alistair Fitz (interpretato da David O'Hara, doppiato da Enzo Avolio): l'autoritario padre di Fitz e figura preminente dell'HYDRA all'interno del Framework.

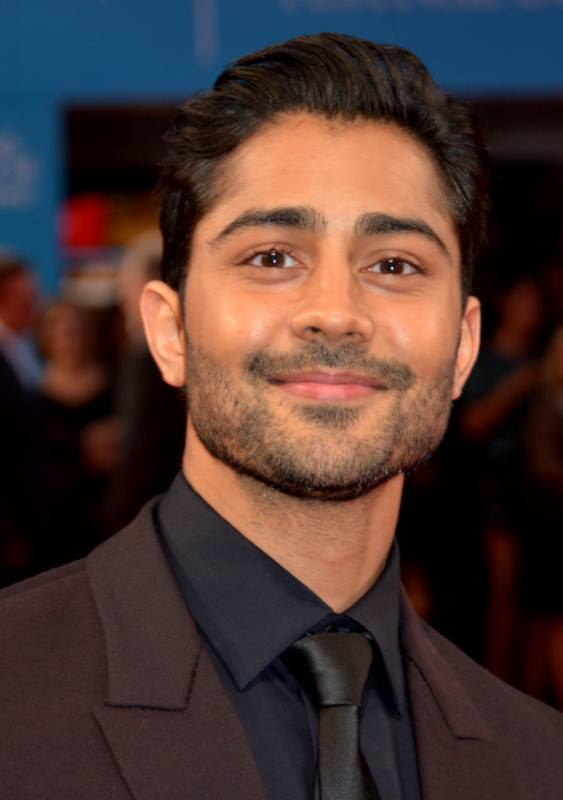
Manish Dayal interpreta Vijay Nadeer
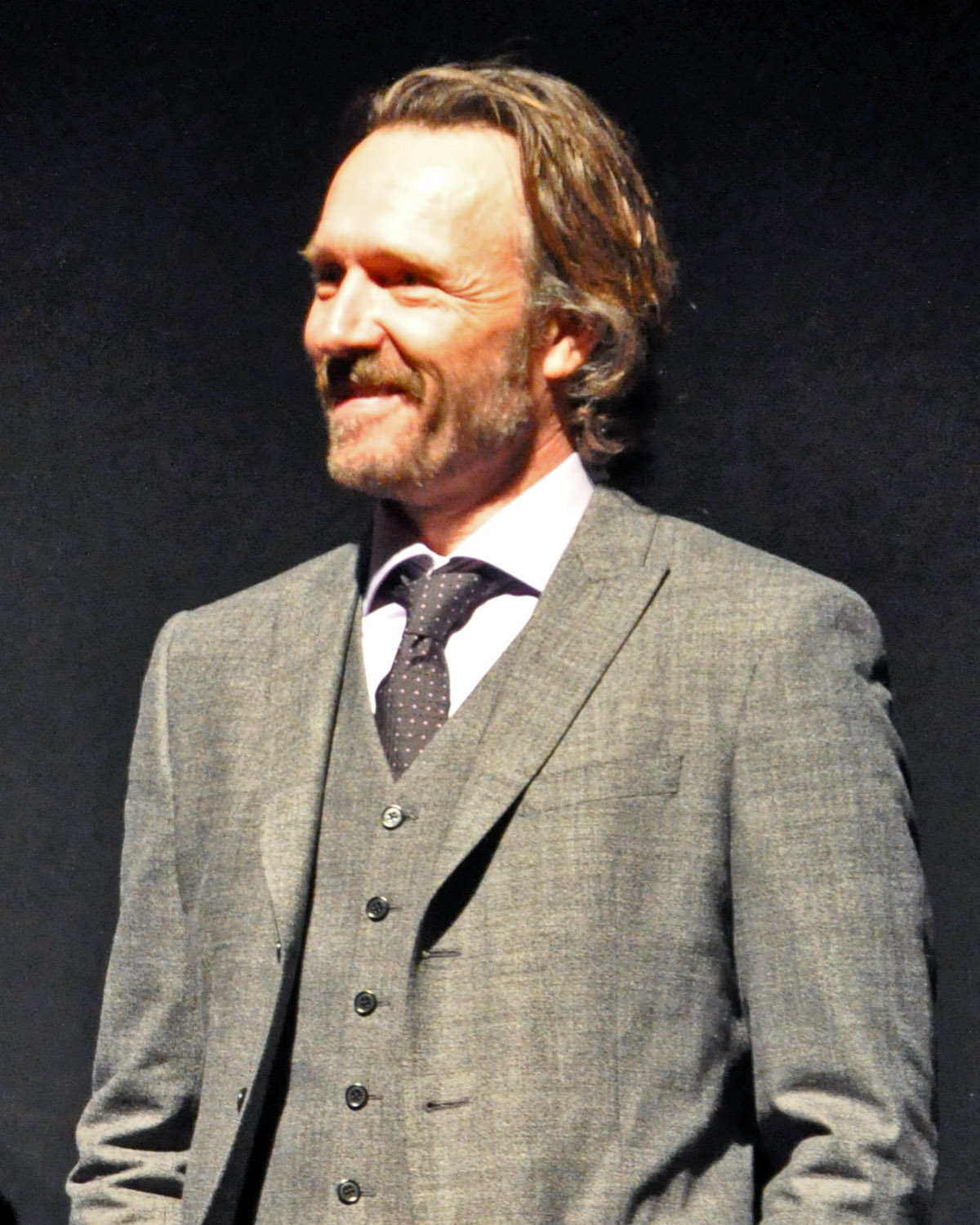
John Pyper-Ferguson interpreta Terrence Shockley

### Introdotti nella quinta stagione
- Virgil (interpretato da Deniz Akdeniz).
- Zev (interpretato da Kaleti Williams).
- Ava (interpretata da Tunisha Hubbard).
- Basha (interpretata da Rya Kihlstedt).
- Tye (interpretato da Max Williams).
- Abby (interpretata da Ciara Bravo).
- Ben (interpretato da Myko Olivier).
- Faulnak (interpretato da Samuel Roukin): il fratello di Kasius.
- Maston-Dar (interpretato da Remington Hoffman): un soldato Kree di Faulnak.
- Samuel Voss (interpretato da Michael McGrady).
- Hek-Sel (interpretato da Luke Massy).
- Rick Stoner (interpretato da Patrick Warburton).
- Noah (interpretato da Joel David Moore).
- Candice Lee (interpretata da Shontae Saldana).
- Tony Caine (interpretato da Jake Busey).
- Madre di Deke (interpretata da Katie Amanda Keane): la madre deceduta di Deke e futura figlia di Fitz-Simmons.
- Taryan (interpretato da Craig Parker).

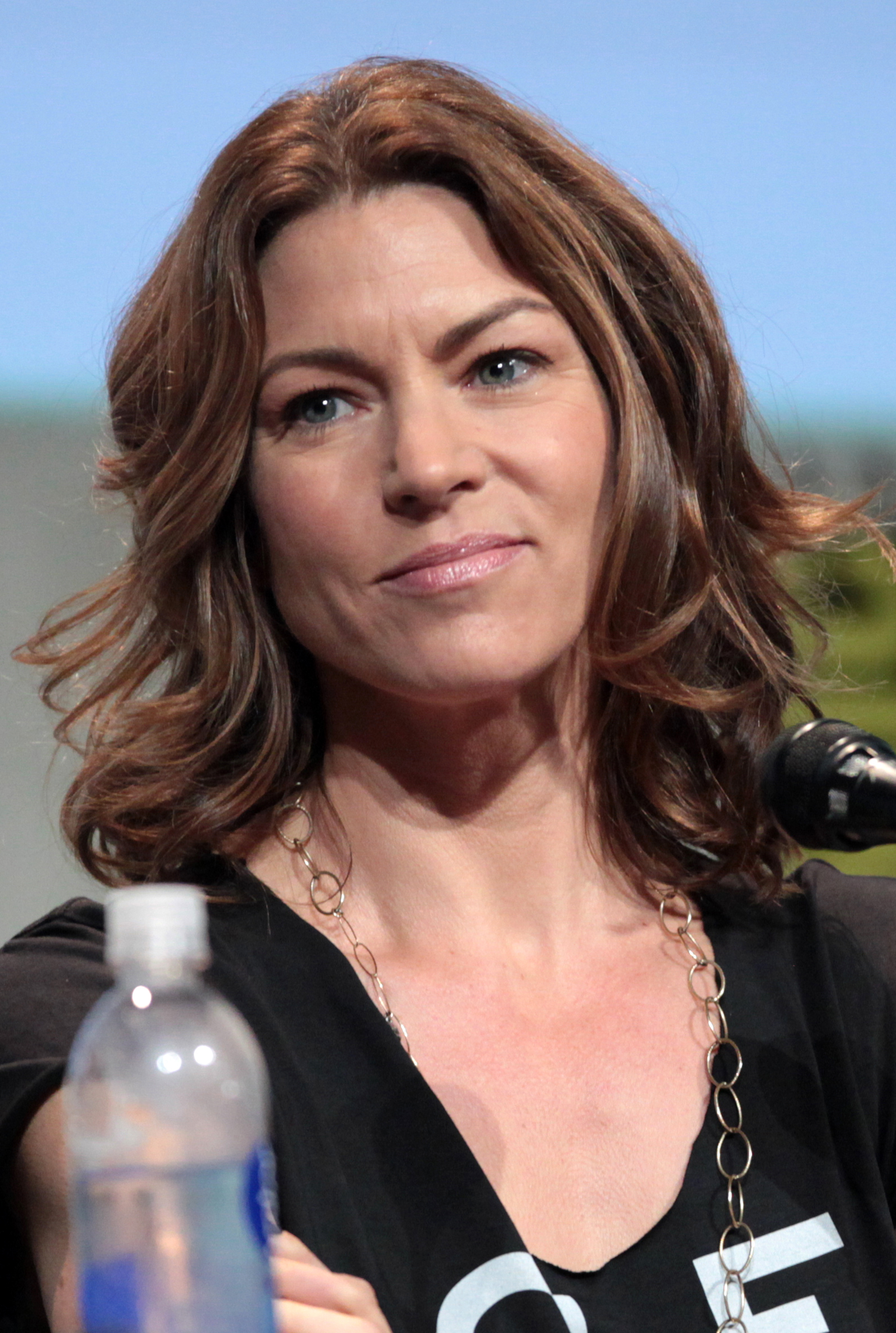
Rya Kihlstedt interpreta Basha
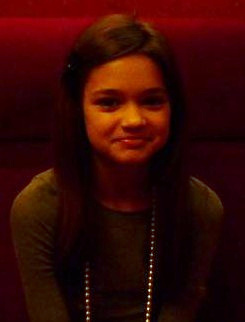
Ciara Bravo interpreta Abby
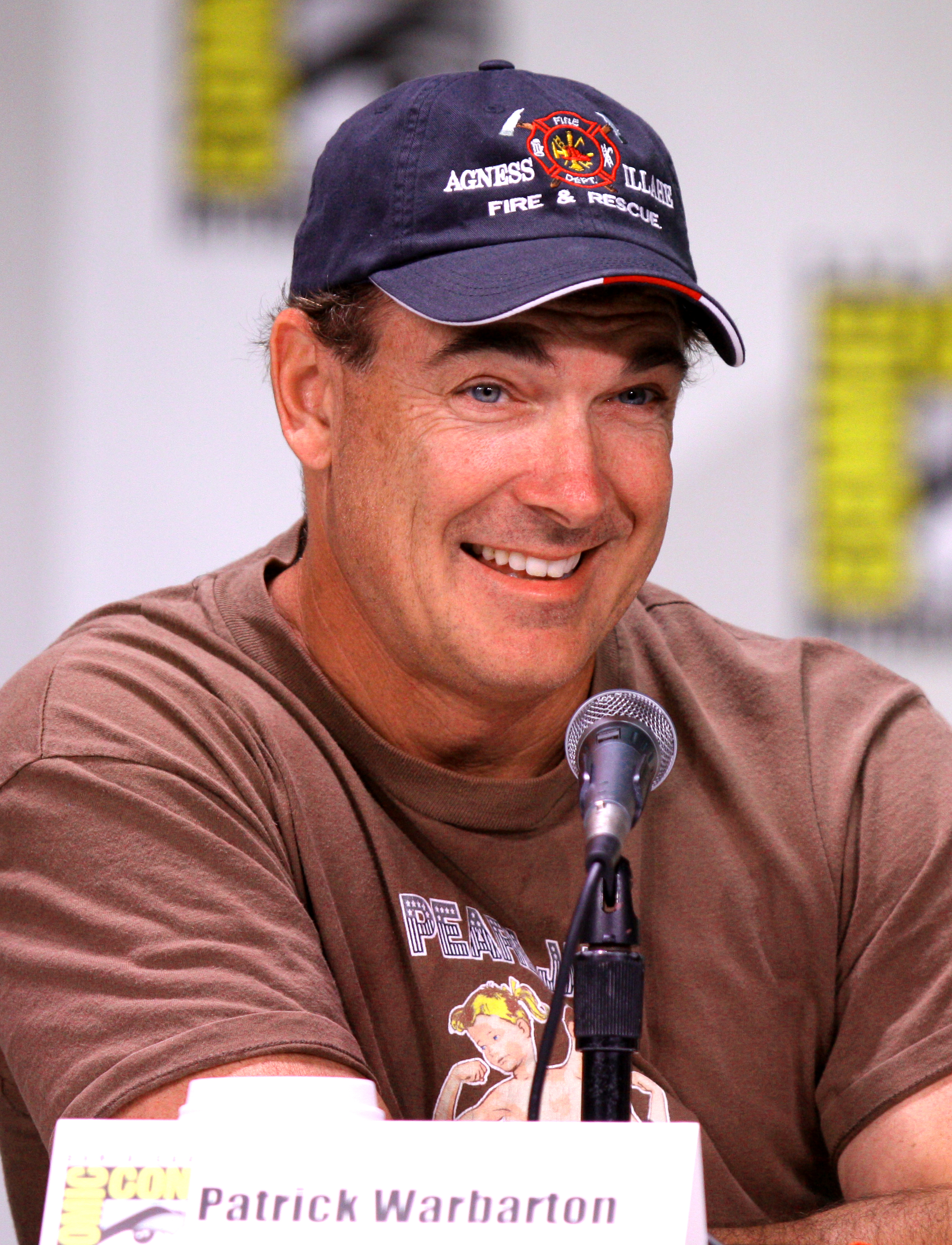
Patrick Warburton interpreta Rick Stoner
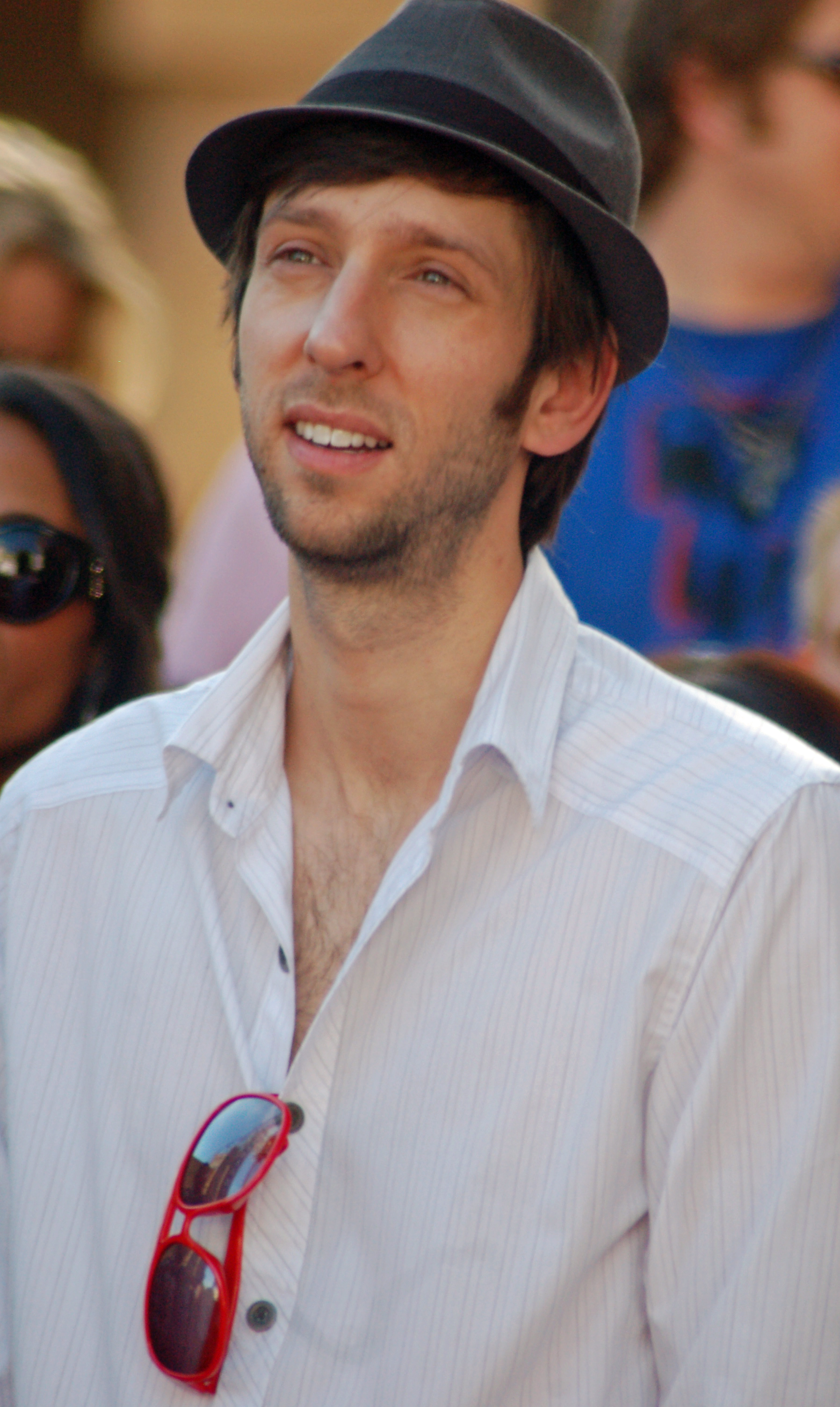
Joel David Moore interpreta Noah
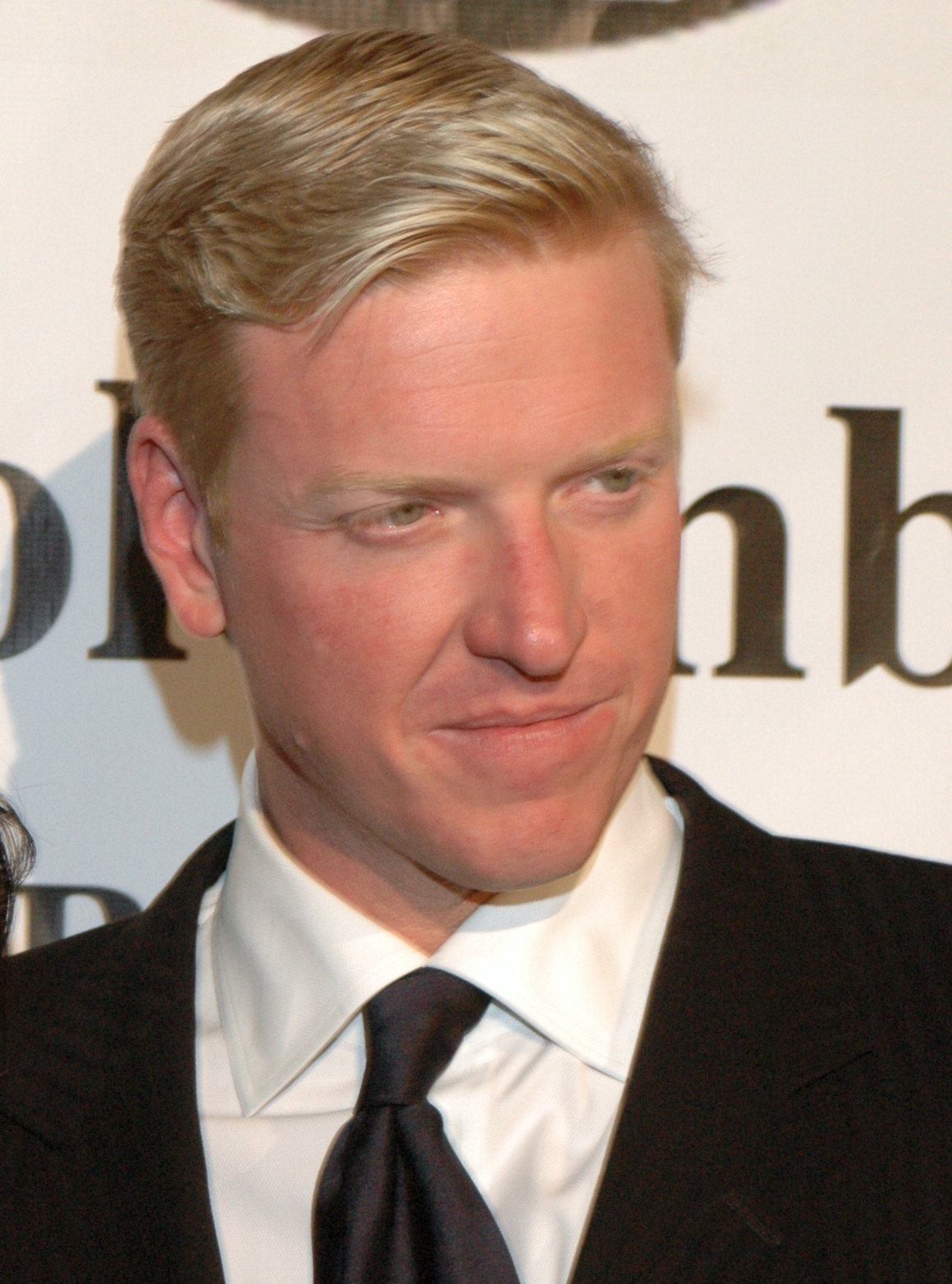
Jake Busey interpreta Tony Caine
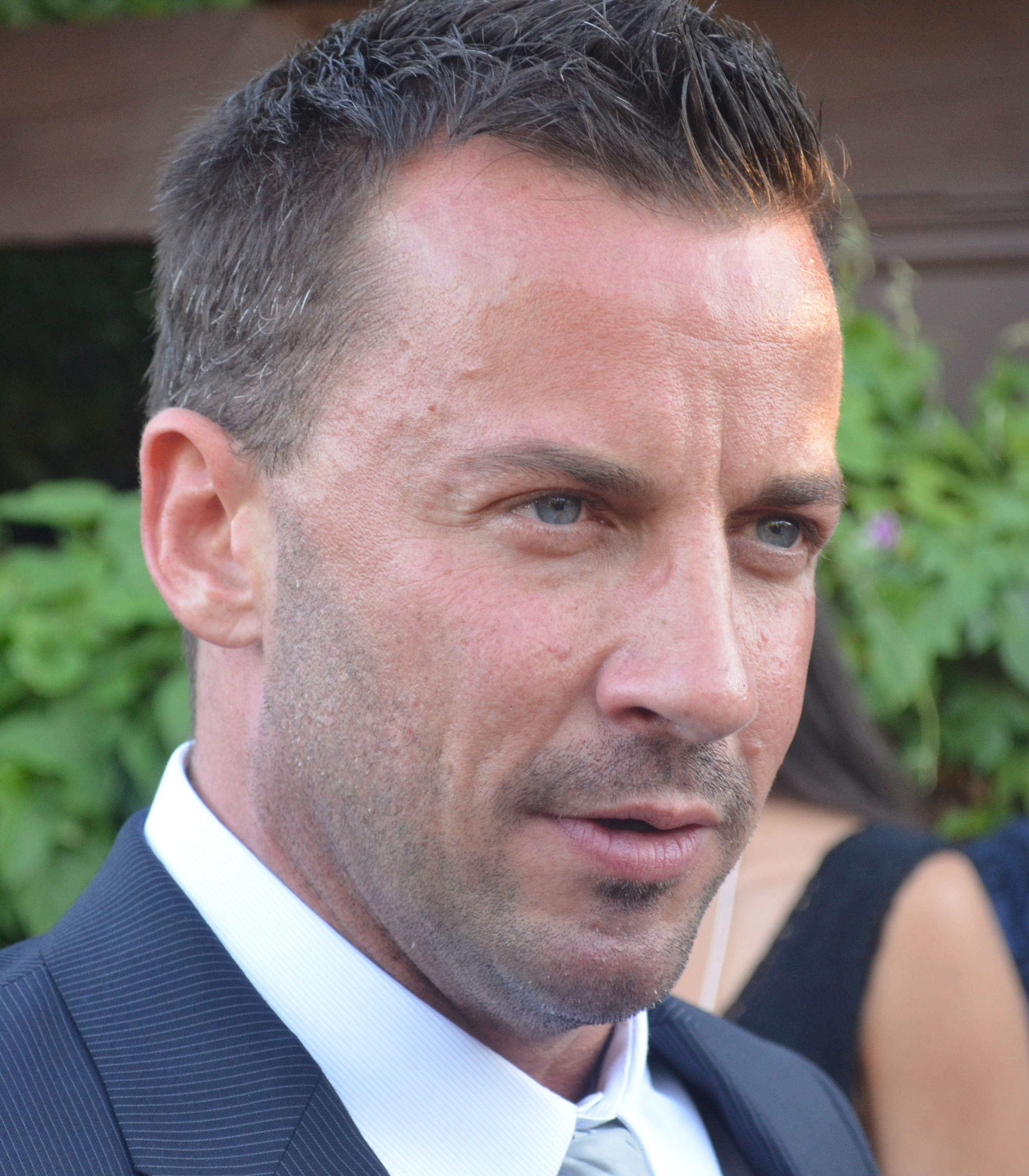
Craig Parker interpreta Taryan